# Lista de episódios de SpongeBob SquarePants
Esta é uma lista de episódios de SpongeBob SquarePants (Bob Esponja Calça Quadrada no Brasil), uma série animada da Nickelodeon que começou a ser transmitida nos Estados Unidos em 1 de maio de 1999, no Brasil a 1 de fevereiro de 2000 e em Portugal em 2000 (SIC), 2005 (Nickelodeon) e 2009 (MTV).

## Temporadas
| Temporada              | Temporada | Episódios | Estreia Original        | Estreia Original        | Lancamento do DVD      | Lancamento do DVD      | Lancamento do DVD      | Lancamento do DVD    |
| Temporada              | Temporada | Episódios | Estreia da temporada    | Final da temporada      | Região 1               | Região 2               | Região 3               | Região 4             |
| ---------------------- | --------- | --------- | ----------------------- | ----------------------- | ---------------------- | ---------------------- | ---------------------- | -------------------- |
|                        | 1         | 20 (41)   | 1 de maio de 1999       | 3 de março de 2001      | 28 de outubro de 2003  | 7 de novembro de 2005  | 30 de novembro de 2006 | TBA                  |
|                        | 2         | 20 (40)   | 20 de outubro de 2000   | 26 de julho de 2003     | 19 de outubro de 2004  | 23 de outubro de 2006  | 30 de novembro de 2006 | TBA                  |
|                        | 3         | 20 (40)   | 5 de outubro de 2001    | 11 de outubro de 2004   | 27 de setembro de 2005 | 3 de dezembro de 2007  | 8 de novembro de 2007  | TBA                  |
|                        | 4         | 20 (38)   | 6 de maio de 2005       | 24 de julho de 2009     | 12 de setembro de 2007 | 3 de novembro de 2008  | 7 de novembro de 2008  | TBA                  |
| 9 de janeiro de 2009   | 4         | 20 (38)   | 6 de maio de 2005       | 24 de julho de 2009     | TBA                    | 3 de novembro de 2008  | 7 de novembro de 2008  |                      |
|                        | 5         | 20 (41)   | 19 de fevereiro de 2006 | 19 de julho de 2007     | 4 de setembro de 2007  | 16 de agosto de 2008   | 3 de dezembro de 2009  | TBA                  |
| 18 de novembro de 2008 | 5         | 20 (41)   | 19 de fevereiro de 2006 | 19 de julho de 2007     | TBA                    | 16 de agosto de 2008   | 3 de dezembro de 2009  |                      |
|                        | 6         | 26 (47)   | 19 de março de 2008     | 5 de julho de 2010      | 8 de dezembro de 2009  | 29 de novembro de 2010 | 2 de dezembro de 2010  | TBA                  |
| 7 de dezembro de 2010  | 6         | 26 (47)   | 19 de março de 2008     | 5 de julho de 2010      | TBA                    | 29 de novembro de 2010 | 2 de dezembro de 2010  |                      |
|                        | 7         | 26 (50)   | 19 de julho de 2009     | 18 de junho de 2012     | 6 de dezembro de 2013  | 17 de setembro de 2012 | 12 de setembro de 2012 | TBA                  |
|                        | 8         | 26 (47)   | 26 de março de 2011     | 21 de setembro de 2013  | 12 de março de 2014    | 28 de outubro de 2013  | 30 de outubro de 2013  | TBA                  |
|                        | 9         | 26 (50)   | 21 de julho de 2012     | 20 de fevereiro de 2017 | TBA                    | TBA                    | TBA                    | TBA                  |
|                        | 10        | 11 (22)   | 15 de outubro de 2016   | 2 de dezembro de 2017   | 31 de outubro de 2019  | TBA                    | TBA                    | TBA                  |
|                        | 11        | 26 (50)   | 24 de junho de 2017     | 25 de novembro de 2018  | 31 de março de 2020    | TBA                    | TBA                    | 7 de outubro de 2020 |
|                        | 12        | 26 (48)   | 11 de novembro de 2018  | 29 de abril de 2022     | 12 de janeiro de 2021  | TBA                    | TBA                    | TBA                  |
|                        | 13        | 26 (52)   | 6 de agosto de 2020     | 1 de novembro de 2023   | 5 de dezembro de 2023  | TBA                    | TBA                    | TBA                  |
|                        | 14        | 13 (21)   | 2 de novembro de 2023   | 2 de dezembro de 2024   | 19 de novembro de 2024 | TBA                    | TBA                    | TBA                  |
|                        | 15        | 13 (26)   | 24 de julho de 2024     | 20 de junho de 2025     | TBA                    | TBA                    | TBA                    | TBA                  |
|                        | 16        | 13 (22)   | 27 de junho de 2025     | TBA                     | TBA                    | TBA                    | TBA                    | TBA                  |
|                        | 17        | TBA       | TBA                     | TBA                     | TBA                    | TBA                    | TBA                    | TBA                  |

## Episódios
Antes do episódio Help Wanted, considerado o real episódio piloto do desenho, houve uma outra versão deste mesmo episódio em 1997 no qual as únicas diferenças e a abertura e que todos chamam SpongeBob de SpongeBoy, já que o nome do desenho era pra ser SpongeBoy Ahoy! ou, numa tradução livre em português, Menino Esponja avante! (O episódio pode ser encontrado no Vimeo e no YouTube). O nome SpongeBoy foi trocado depois para o nome atual, já que SpongeBoy era o nome de uma marca de produtos de limpeza nos Estados Unidos. Quando a série foi confirmada em 1999, foi lançado o piloto que todos conhecem, com Help Wanted e mais 2 episódios, nomeados Reef Blower e Tea at the Treedome.

### 1.ª Temporada: 1999–2001
| |     | |                                                                         |                                                                              |                                                             |                                      |
| #S | #T  | Título Título original                                                                                           | Diretores de animação                                                   | Escrito por                                                                  | Estreia original                                            | Cód. de produção                     |
| 1a | 1a  | "Precisa-se de Ajudante (BR)" "Precisa-se de Ajuda (PT)" "Help Wanted"                                           | Alan Smart                                                              | Stephen Hillenburg, Derek Drymon & Tim Hill                                  | 1 de maio de 1999 7 de fevereiro de 2000 7 de abril de 2001 | N/A (1997 cut) / 2515-127 (1999 cut) |
| Bob Esponja está feliz porque finalmente ele irá ao Siri Cascudo para conseguir um emprego. Ele perde a coragem, mas Patrick o anima e ele toma coragem novamente. Lula Molusco, que está limpando a porta do estabelecimento se desespera ao ver o Bob Esponja e tenta avisar o Seu Siriguejo, mas o Bob entra no estabelcimento antes. Depois de um longo tropeção, o Seu Sirigueijo diz que só vai deixar ele trabalhar no Siri Cascudo se ele conseguir uma "Espátula Hidrodinâmica Com Acessórios de Polpa e Prua e Motor Turbinado". Bob Esponja vai buscar a espátula no Mercado da Barganha. Enquanto isso, o Siri Cascudo recebe milhares de anchovas, que tomam conta do lugar. Bob Esponja volta ao Siri Cascudo, serve todas as anchovas rapidamente e salva o estabelecimento. Por salvar o lugar, O Seu Sirigueijo, que tinha como objetivo se livrar do Bob Esponja, acaba contratando-o, e deixa Lula Molusco confuso. Patrick chega no Siri Cascudo e pede um Hambúrguer de Siri, mas, Bob Esponja usa o mesmo método que usou nas anchovas e acabou jogando Patrick para fora do estabelecimento. Primeira Aparição: Bob Esponja, Lula Molusco, Sr. Sirigueijo, Patrick Estrela, Anchovas, Gary e Narrador Francês. |     | |                                                                         |                                                                              |                                                             |                                      |
| 1b | 1b  | "Assoprador de Recife (BR)" "Limpa-Recifes (PT)" "Reef Blower"                                                   | Fred Miller & Tom Yasumi                                                | Stephen Hillenburg, Derek Drymon & Tim Hill                                  | 1 de maio de 1999 7 de fevereiro de 2000                    | 2515-126                             |
| O episódio começa quando Lula Molusco sai de sua casa e vê uma pequena concha no seu jardim da frente. Pensando que aquela concha deixa seu jardim feio, ele joga a concha no jardim da frente de Bob, de proposito. De repente, Bob Esponja sai de fora da janela e vê a concha. Ele também acha que a concha quer estragar seu jardim, então ele pega um "assoprador de recife" (uma versão subaquática do assoprador de folhas) de sua garagem. Ele liga o aparelho, o que deixa Lula Molusco irritado, então, Lula Molusco tampa as orelhas e Bob Esponja tenta atirar a concha fora. Depois de falhar varias vezes, ele, de maneira frustrada, atira uma quantidade enorme de areia em Lula. Para consertar, Bob tira a areia pra fora, atirando e irritando os olhos do Lula Molusco. Bob Esponja olha para seu jardim e vê uma pilha de areia. Uma legenda aparece e diz "Você" enquanto Bob aponta para a pilha. Ele suga a pilha de areia para dentro do assoprador, causando defeito ao aparelho. A areia e varias engrenagens saem para fora. Então, Bob abre o assoprador e coloca a areia ele mesmo. O assoprador espirra. Para fazer o assoprador funcionar, Bob Esponja puxa a corda a uma distancia enorme e depois ele finalmente funciona. Mas, isto acaba por sugar toda a água do oceano. Então, o assoprador explode, trazendo a água de volta e deixando várias pilhas de areia no quintal de Lula, enquanto que o do Bob está perfeitamente limpo. Satisfeito, Bob sai de uma pilha de areia e volta para sua casa, enquanto a concha cai no nariz do Lula Molusco. Primeira Aparição: Fred |     | |                                                                         |                                                                              |                                                             |                                      |
| 1c | 1c  | "Chá em Terra Firme (BR)" "Chá na Cúpula da Árvore (PT)" "Tea at the Treedome"                                   | Edgar Larrazabal (exibição original); Tom Yasumi (mais tarde exibições) | Paul Tibbitt, Peter Burns & Mr. Lawrence                                     | 1 de maio de 1999 7 de fevereiro de 2000                    | 2515-101                             |
| O episódio começa com Bob Esponja caçando uma água-viva nos Campos de Água-Viva. de repente, ele vê uma garota lutando contra uma ostra gigante. Ele pega seu guia, e vê que ela é um 'esquilo da terra'. Bob Esponja pensa que ela está com problemas, e tenta lutar contra a ostra ele mesmo. A esquila consegue sair da ostra, mas Bob acaba indo parar dentro dela. A esquila salva Bob, atirando a ostra para fora da área. Bob Esponja se apresenta a ela, e a esquila diz que seu nome é Sandy Bochechas. Bob pergunta sobre o capacete que ela usa, e Sandy diz que aquilo é seu capacete de ar. Bob Esponja demonstra não saber o que é ar, mas ele não diz isso a ela, ao invés disso, diz que adora o ar. surpresa por Bob gostar de ar, Sandy convida-o para ir a sua 'Cúpula da Árvore' para tomar "chá Texano" com biscoitos. Bob Esponja rapidamente corre para falar para Patrick o que aconteceu. este diz que 'levantando o dedinho' pra cima te deixa bacana. Então, ele diz que se Bob quer ser bacana, basta levantar o dedinho pra cima. Quando Bob vai até a casa da Sandy, Sandy está de biquíni, já que ela não precisa de capacete de ar. Bob Esponja entra, e percebe que o nível de água abaixou. Ele entra em pânico, e diz a Sandy que não tem água e sim, tem ar. Bob Esponja diz que não tem problema e tenta respirar dificilmente. Ele parece não entender que criaturas do mar precisam de água para sobreviver. Sandy lhe apresenta sua casa, mostrando a ele a árvore de carvalho, o bebedouro dos pássaros e outras coisas. Durante isso, Bob rapidamente pula no bebedouro, que está com água; sabendo que precisa de água para respirar melhor. Bob Esponja dá a Sandy algumas flores, e ela decide por elas num vaso. Enquanto isso, Patrick aparece e assiste tudo fora do lado de fora, e diz para Bob levantar o dedinho. Sandy volta e coloca as flores num vaso, cheio de água gelada, numa mesa de piquenique. Bob tenta não beber água enquanto Sandy foi buscar o chá e os biscoitos. este não aguenta e acaba bebendo a água, correndo para a porta, dizendo que desiste. Patrick pensa que ele está com vergonha da Sandy, entra na cúpula e tenta convence-lo a ficar. Depois de um tempo Patrick descobre que não tem água. Os dois lutam para tentar sair da cúpula, mas não conseguem. Quando Sandy volta, ela grita e vê Bob e Patrick secos na grama. Ela os ajuda trazendo capacetes de água. No final, Sandy propõe um brinde ao novos amigos, e ela bebe o chá. Bob e Patrick bebem o chá, com os saquinhos no capacete de água, e levantando os dedinhos. Primeira Aparição: Sandy Bochechas |     | |                                                                         |                                                                              |                                                             |                                      |
| 2a | 2a  | "Bolhas de sabão (BR)" "Bolhas (PT)" "Bubblestand"                                                               | Tom Yasumi                                                              | Ennio Torresan, Jr., Erik Wiese, Stephen Hillenburg, Derek Drymon & Tim Hill | 17 de julho de 1999 8 de fevereiro de 2000                  | 2515-105                             |
| Bob Esponja vai lá fora para respirar na tranquilidade do bairro. de repente, ele começa alto para construir um estande de Bolhas de Sabão, para o desespero de Lula Molusco. No estande, Bob Esponja se oferece para ensinar a soprar bolhas de vinte e cinco centavos. O barulho perturba Lula Molusco, que pede a Bob Esponja que fique quieto. Patrick aparece e vem para o suporte, e pede para experimentá-lo. Patrick só vibra os lábios em vez de soprar, deixando de soprar uma bolha. Bob Esponja se oferece para ensiná-lo por um 25 centavos extra. Bob Esponja mostra como ele sopra bolhas com uma técnica peculiar divertida. Quando ele mostra Patrick ele sopra uma bolha de pato, uma bolha de cubo de gelo, uma bolha de lagarta, e uma bolha de barco. Então, depois de todas as bolhas estourarem, em seguida, Bob usa as duas mãos para fazer soprar uma bolha de elefante, Patrick chama de "girafa", o elefante [ou girafa] chega na janela da casa de Lula Molusco e aparece dentro, causando uma explosão. Lula Molusco está enfurecido por isso ele sai e pergunta como eles estão apenas fazendo tanto barulho apenas soprando bolhas. Bob Esponja mostra-lhe a técnica e ele sopra uma bolha borboleta, mas Lula Molusco rejeita as idéias de seu vizinho e fez Bob Esponja e Patrick de volta para suas casas em constrangimento. Lula começa a soprar uma bolha por curiosidade, mas Bob Esponja e Patrick voltam a pedir o pagamento. porém, Lula Molusco tem que dar-lhes 25 centavos para a bolha, mas apenas relutantemente. Lula, então, tenta impressioná-los com a sua técnica, mas não, com cada bolha caindo no chão. Enquanto Lula ainda tenta soprar uma bolha satisfatória (e, como resultado, gasta mais dinheiro com cada bolha ele sopra), Bob Esponja e Patrick tentam convencer Lula a usar a técnica. Finalmente, Lula furiosamente (embora sem perceber) copia a sua técnica em uma tentativa de zombar deles. No entanto, ele sopra uma enorme bolha de raiva. Bob e Patrick parabenizam Lula, dizendo que ele é "incrível", e que sua bolha era o melhor. Lula agradece-lhes sarcasticamente e sai, andando de volta para sua casa. Ele começa a tocar sua clarineta, com Bob Esponja e Patrick gritando seu nome. No entanto, enquanto Lula Molusco toca, ele não vê que ele e sua casa estão muito acima do chão. Bob Esponja e Patrick tentam avisar Lula, mas Lula acha que eles ainda estão cantando e ele continua tocando, pensando que ele é "incrível". Quando ele olha para fora, ele se vê muito acima do chão, com Bob Esponja e Patrick lá no chão. A bolha em seguida, parece que estoura, enviando a sua casa de volta para sua área original, embora com muito impacto. Bob Esponja e Patrick se olham nervosamente e se retiram para suas casas antes que Lula poderia repreendê-los. |     | |                                                                         |                                                                              |                                                             |                                      |
| 2b | 2b  | "Calça rasgada (BR)" "Calças Rasgadas (PT)" "Ripped Pants"                                                       | Edgar Larazzabal                                                        | Paul Tibbitt & Peter Burns                                                   | 17 de julho de 1999 8 de fevereiro de 2000<                 | 2515-106                             |
| Bob Esponja está na Lagoa Goo com Sandy fazendo esculturas de areia, quando Larry, a Lagosta chega, ele pergunta se eles querem levantar pesos, eles aceitam. Quando Bob vai levantar um galho com 2 marshmallows, ele acidentalmente rasga a calça e cria uma piada com isso, rasgando a calça em diversos momentos como jogando voleibol e comprando sorvete, porém quando ele está surfando, ele finge que se afoga e todos ficam preocupados com ele. Nesse momento o salva-vidas pergunta a ele do que ele precisa, e ele diz que precisa de um alfaiate, porque ele rasgou a calça. Todos acham que ele levou a piada longe demais com isso e param de falar com ele, com isso ele vira "o fracassado da praia". Bob Esponja faz uma música junto com outros "fracassados da praia" sobre sua atitude para reconquistar a amizade com seus amigos e tem sucesso. Assim Bob reconquista amizade de Sandy e Larry, pede para ele autografar sua calça, mas quando a esponja se abaixa para assinar, sua calça e sua cueca rasgam. Primeira Aparição: Larry, a Lagosta; Scooter; Nat Peterson; Harold e a maioria dos figurantes da série. Notas:Este é o primeiro episódio a ser exibido em Portugal na SIC em 1 de maio de 2000. |     | |                                                                         |                                                                              |                                                             |                                      |
| 3a | 3a  | "Caçando água-viva (BR)" "Pesca de Alforrecas (PT)" "Jellyfishing"                                               | Alan Smart                                                              | Steve Fonti, Chris Mitchell, Peter Burns & Tim Hill                          | 31 de julho de 1999 20 de março de 2000                     | 2515-103                             |
| Bob Esponja e Patrick se preparam profissionalmente para caçar água viva e vão chamar Lula Molusco, mas ele diz que está ocupado e vai andar de bicicleta. Durante o passeio, Lula dá de cara com uma água-viva e se machuca, então ele passa a andar engessado e de cadeira de rodas, assim Bob Esponja decide que Lula Molusco merece ter um "dia mais especial de todos". Esse dia se inicia na casa de Lula Molusco com uma sopa, mas como a boca dele está engessada ele não tem como comer, nem falar, então a sopa é um fracasso. Em seguida Bob Esponja tenta tocar música na clarineta de Lula, mas não consegue tocar música muito bem. Então eles declaram que o ponto alto do "dia mais especial de todos" será caçar água viva. Durante a caça Lula Molusco consegue pegar uma água-viva, mas ele acaba sendo picado pela mãe dessa mesma e fica mais machucado do que estava antes. No dia seguinte ele encontra Bob e Patrick com a água-viva que ele pegou no dia anterior num pote, ele solta ela para que esta pique os dois. Em seguida isso tem efeito de carma e a água-viva mãe reaparece e machuca Lula Molusco mais ainda. Primeira Aparição: Águas-vivas e Água-Viva Mãe |     | |                                                                         |                                                                              |                                                             |                                      |
| 3b | 3b  | "Plankton! (BR)" "Plâncton! (PT)" "Plankton!"                                                                    | Edgar Larazzabal                                                        | Ennio Torresan, Jr., Erik Wiese & Mr. Lawrence                               | 31 de julho de 1999 20 de março de 2000                     | 2515-114                             |
| No Siri Cascudo, Lula envia a Bob Esponja um pedido de um hambúrguer de siri e acabou no nariz. Depois de fazer o hambúrguer, ele começa a "passar" e faz o seu caminho em direção à porta da frente. Seu Siriguejo puxa Plankton para fora do hambúrguer e envia-o de volta para o Balde de Lixo. Siriguejo explica que Plankton é seu arqui-concorrente, e vem tentando roubar a fórmula secreta do hambúrguer de siri a anos. Naquela noite, após o Siri Cascudo fechar, Plankton tenta convencer Bob Esponja de que ele e o Plankton são amigos, e que, como tal, Bob Esponja deve vir para o aniversário de Plankton, como é supostamente o dia seguinte. Plankton diz que os amigos dão-se outras coisas. Plankton pede a Bob Esponja que ele acha que ele gostaria de um presente de aniversário: um hambúrguer de siri, e um assento. Plankton está muito feliz com essa proposição, mas se recusa. Plankton diz que, para o seu aniversário, ele quer que Bob Esponja dar a ele um hambúrguer de siri. em voz alta, Bob corajosamente se recusa e corre de volta para casa, mas Plankton promete que Bob vai "entregar para (ele) pessoalmente". Mais tarde naquela noite, Plankton entra na cabeça de Bob Esponja através de um poro e faz o seu caminho para o cérebro de Bob Esponja. Ele atribui um dispositivo de controle da mente para o cérebro e curva Bob Esponja a seu controle, forçando-o a caminhar para o Siri Cascudo, obtem um hambúrguer de siri, e traz ele para o Laboratório do Balde de lixo. Ele traz para um analisador, que foi projectado para descobrir os ingredientes de tudo o que é deixado cair nele. Como Plankton se regozija sobre sua vitória e começa a forçar Bob para soltar o hambúrguer de siri, Bob Esponja, lamenta seu fracasso para salvá-lo, carinhosamente descrevendo os ingredientes do hambúrguer e com suculência (ironicamente revelando a fórmula secreta). esfomeado, Plankton pula para fora da cabeça do Bob Esponja e para o hambúrguer de siri, mas salta para fora dele e cai no analisador, prendendo-o, assim, dentro de sua tela de computador. Bob Esponja volta para casa com o hambúrguer de siri na mão, ignorando as demandas de raiva do Plankton para ele trazê-lo de volta, seu último apelo de ser "Eu vou contentar com algumas batatas fritas!" Primeira Aparição: Plankton, Karen Plankton e Tom Smith |     | |                                                                         |                                                                              |                                                             |                                      |
| 4a | 4a  | "Vizinhos Náuticos Terríveis" "Naughty Nautical Neighbors"                                                       | Fred Miller                                                             | Sherm Cohen, Aaron Springer & Mr. Lawrence                                   | 7 de agosto de 1999 8 de fevereiro de 2000                  | 2515-116                             |
| Lula Molusco faz um soufflé, mas não consegue aprecia-lo com o barulho constante do riso de Bob Esponja e Patrick. Lula vê que eles estão tendo uma conversa privada através de bolhas. Irritado, o molusco faz suas próprias bolhas, e isso insulta eles, fazendo que eles pensaram que as bolhas são enviadas por eles mesmos, assim os dois brigam e param de se falar. Com o silencio Lula vai lá fora para comer seu soufflé, mas acidentalmente se engasga com um garfo. Patrick salva sua vida fazendo ele cuspir o garfo. Assim Lula Molusco se torna amigo de Patrick e Lula convida ele a ir em sua casa. Em sua casa Lula Molusco toca uma canção na clarineta que faz Patrick adormecer, assim, este decide expulsa-lo de sua casa. Enquanto isso o molusco torce sua coluna e Bob vê isso como uma chance de ser seu amigo, então ele salva Lula pulando em sua coluna, assim eles se tornam amigos. Na casa de Lula Molusco, Bob Esponja toca contrabaixo pessimamente, até que Patrick entra na janela e o atrapalha. Com isso Bob fica bravo e destrói o instrumento de Lula que expulsa ele de sua casa em seguida. Em frente aos acontecimentos, Lula Molusco Convida os dois para um jantar em sua casa, com a intenção de uni-los. No jantar, Bob Esponja e Patrick continuam brigados. Quando Lula Molusco serve o suco, eles disputam quem bebe mais com rivalidade, até que o suco acaba e Lula vai comprar mais, deixando os dois sozinhos e inflados de suco. Assim eles começam a fazer bolhas e rir juntos e explodem a casa com tantas bolhas. Lula volta e expulsa os dois de sua casa já destruída. |     | |                                                                         |                                                                              |                                                             |                                      |
| 4b | 4b  | "Escola de Pilotagem (BR)" "Escola de Navegação (PT)" "Boating School"                                           | Tom Yasumi                                                              | Ennio Torresan, Jr., Erik Wiese & Mr. Lawrence                               | 7 de agosto de 1999 8 de fevereiro de 2000                  | 2515-104                             |
| Bob Esponja vai fazer seu 38.º teste de pilotagem, no caminho ele joga seu monociclo fora achando que vai passar. Chegando no exame ele passa do teste oral com facilidade, mas na hora do exame prático ele da ré e bate em um farol, fazendo sua professora Puff inflar. No mesmo dia Bob conta para Patrick sobre o exame, então este sugere a ele a seguinte ideia: usar um rádio na cabeça coberto por um chapeu, enquanto Patrick diz a ele o que fazer. No dia seguinte eles põem a ideia em prática, conseguindo fazer todos os passos, porém no final do percurso a Sra. Puff fica surpresa com o sucesso de Bob e começa a brincar com ela e dizer coisas como: "será que tem uma antena em baixo desse chapéu?" e "será que bem longe daqui tem um cara te passando todas as respostas?", mas no final ela diz "hahaha de qualquer forma isso seria colar.", então Bob percebe que está sendo desonesto e fica triste, logo perde o controle do barco e bate em um farol, fazendo sua professora inflar novamente. Saindo da escola, Bob encontra Gary com seu monociclo e diz ao caracol "Vamos fazer uma visita surpresa a alguém no hospital", terminando o episódio. Primeira Aparição: Sra. Puff |     | |                                                                         |                                                                              |                                                             |                                      |
| 5a | 5a  | "Entrega de Pizza (BR)" "Entrega de Pizas (PT)" "Pizza Delivery"                                                 | Sean Dempsey                                                            | Sherm Cohen, Aaron Springer, & Peter Burns                                   | 14 de agosto de 1999 9 de fevereiro de 2000                 | 2515-107                             |
| O Siri Cascudo faz sua primeira entrega de pizza. Seu Siriguejo pede para Lula Molusco entrega-la. Lula pergunta por que Bob Esponja não pode entregar. Seu Siriguejo não estava escutando bem e diz "Ótima ideia, leve-o com você!", então Bob Esponja e Lula Molusco vão entregar uma pizza. No entanto, Bob Esponja não pode dirigir, e ainda está na escola de barcos. Quando ele tenta dar marcha à ré, ele dirige loucamente e os dois de perdem. Então Lula Molusco e Bob Esponja ficam presos no "meio do nada" (ou em um deserto de areia). Bob Esponja, em seguida, sugere entregar a pizza a pé, e eles começam a andar. Bob Esponja começa a cantar uma música sobre a pizza do Siri Cascudo, e como é a melhor pizza do fundo do mar. Então acontece um tornado e Lula diz a Bob para deixar levar a pizza, mas a pizza salva suas vidas quando Bob transforma ela em um pára-quedas. Bob Esponja mostra Lula Molusco alguns truques pioneiros, como pegar carona, comer coral, dizer onde a civilização está olhando para direção que o musgo aponta, e até mesmo dirigir em rochas. Lula não acredita em Bob Esponja, mas tem que aceitar quando eles acabam dirigindo a rocha por todo o caminho até a casa do cliente. Infelizmente, sua jornada não tem um bom resultado. O cliente fica extremamente irritado por que ele não conseguiu o refrigerante, que diz ele que pediu(ele realmente pediu, mas nessa parte, o Seu Siriguejo colocou o telefone para baixo). Bob começa a chorar (e absorve as lágrimas). Irritado com o cliente ter feito Bob Esponja chorar, Lula bate na porta e joga a pizza na cara de Tom. Após tudo isso, os dois voltam ao trabalho, que, ironicamente, está a ¹² metros de distância, mas Lula já está muito cansado, depois de uma longa entrega de pizza. |     | |                                                                         |                                                                              |                                                             |                                      |
| 5b | 5b  | "Lar doce abacaxi (BR)" "Lar Doce Ananás (PT)" "Home Sweet Pineapple"                                            | Tom Yasumi                                                              | Ennio Torresan, Jr., Erik Wiese & Mr. Lawrence                               | 14 de agosto de 1999 9 de fevereiro de 2000                 | 2515-124                             |
| Uma multidão de nematóides com fome chega na Fenda do Bikini , no meio da noite. Eles se alimentam através de uma variedade de itens, até mesmo destroem um barco com um motorista dentro nele. então, Eles fazem o seu caminho para a casa de Bob Esponja. Eles retiram canudos e comem / bebem sua casa. Enquanto isso, Bob Esponja e Gary estão dentro, dormindo, quando tudo começa a encolher. Bob Esponja e Gary correm para fora da casa, agora reduzida a nada, e vêm o que os nematóides fizeram. No dia seguinte, após a tentativa de construir um abacaxi substituto e tentativas frustrantes de dormir com Lula Molusco e Patrick, Bob Esponja encontra uma pedrinha (a única coisa que restou quando os nematóides comeram / beberam sua casa), e enterra ela onde costumava ser sua casa . No entanto, a pedra é realmente uma semente, e a água das lágrimas de Bob faz com que sua casa volte a crescer. A casa é colocado de volta onde estava, esmagando Lula Molusco, que estava dançando sobre as ruínas da casa de Bob com alegria. Primeira Aparição: Harold Calça Quadrada, Margaret Calça Quadrada e Nematóides |     | |                                                                         |                                                                              |                                                             |                                      |
| 6a | 6a  | "O Homem Sereia e o Mexilhãozinho (BR)" "Homem-Sereia e Rapaz Crustáceo (PT)" "Mermaid Man and Barnacle Boy"     | Sean Dempsey                                                            | Paul Tibbitt, Mark O'Hare, & Mr. Lawrence                                    | 21 de agosto de 1999 10 de fevereiro de 2000                | 2515-119                             |
| Enquanto importunavam Lula Molusco, Bob Esponja e Patrick descobrem que seus heróis, Homem Sereia e Mexilhãozinho, estão de fato vivendo na Casa de Repouso Cardume Sombrio, e tentam fazer que os dois (Homem Sereia e Mexilhãozinho) larguem a aposentadoria, tanto que acabam aborrecendo os super-heróis geriátricos da Fenda do Bikini. Bob e Patrick passam por todos os tipos de travessuras hilariantes para reunir seus amigos super-heróis e, eventualmente, tem sucesso, criando assim um novo show chamado: As Novas Aventuras do Homem Sereia e do Mexilhãozinho. Quando Homem Sereia se senta, um balão de quadrinhos aparece e dramatiza a palavra "sente!". O telefone é quebrado, e quando Homem Sereia desliga o telefone, o balão aparece novamente e diz "desligue". Será que nossos heróis vão mandar arrumar o telefone? Assista semana que vem para saber. E quando Bob Esponja pisca, um balão amarelo aparece e diz: "pisque!!" Primeira Aparição: Homem Sereia, Mexilhãozinho, Velho Jenkins e varios idosos |     | |                                                                         |                                                                              |                                                             |                                      |
| 6b | 6b  | "Picles (BR)" "Pickles (PT)" "Pickles"                                                                           | Tom Yasumi                                                              | Steve Fonti, Chris Mitchell, & Peter Burns                                   | 21 de agosto de 1999 10 de fevereiro de 2000                | 2515-111                             |
| É um dia normal no Siri Cascudo, até que um peixe com excesso de peso chamado Robalo aparece e, em seguida, faz um pedido complicado. Bob Esponja rapidamente lhe serve, mas depois Robalo reclama de não haver picles no hambúrguer, para o grande horror de Bob. Seu Siriguejo é obrigado a dar a ele, porque Robalo lê a impressão microscópica abaixo do menu que diz: "garantia dinheiro de volta". Bob Esponja perde a confiança (e sua mente), e não se lembra mais como fazer nada. Seu Siriguejo diz a ele para ir para casa e descansar um pouco. Então Lula assume a grelha, o que leva ao desastre, com Lula Molusco queimando toda a comida (incluindo milk-shakes) e afastando os clientes. Seu Siriguejo está preocupado em perder dinheiro, então ele vai para a casa de Bob Esponja, onde tudo se está trocado (como ovos que estão sendo pregados nas paredes). A música e a voz de Bob Esponja são confusos também. Seu Siriguejo explica a Bob Esponja que, se ele se lembrar de como fazer um hambúrguer de siri, ele estará em ordem novamente. Depois de dias, Bob Esponja eventualmente aprende como fazer um hambúrguer de siri corretamente novamente (involuntariamente,pois ele acreditava que não conseguiria fazê-lo). Ele volta para o Siri Cascudo, onde Robalo o confronta novamente. Bob Esponja serve-lhe a sua refeição com confiança, mas este anuncia mais uma vez que não há picles. No entanto, Bob Esponja revela que o Robalo tem escondido os picles sobre sua língua o tempo todo para evitar o pagamento, assim como as chaves do carro do Shubie. Robalo foge, e todo mundo aplaude a volta de Bob Esponja. Bob então quer três vivas para Lula por tomar o seu lugar temporariamente, enquanto ele estava desaparecido. No entanto, as multidões vaiam em vez de aplaudir. No ultimo viva alguém diz: "Boo, seu chato!". Assim, o episódio termina. Primeira Aparição: Robalo |     | |                                                                         |                                                                              |                                                             |                                      |
| 7a | 7a  | "Monitor da classe (BR)" "Vigia do Corredor (PT)" "Hall Monitor"                                                 | Edgar Larrazabal                                                        | Chuck Klein, Jay Lender, & Mr. Lawrence                                      | 28 de agosto de 1999 3 de abril de 2000                     | 2515-108                             |
| Na Escola de Pilotagem da Sra. Puff, é hora de selecionar o monitor da classe do dia. Sra. Puff admite que Bob Esponja é o único que ainda não foi monitor da classe, em seguida, Bob Esponja se move para frente, e depois de tentar desesperadamente encontrar outro candidato, ela é forçada a dar os deveres do monitor para Bob Esponja. Depois de ser eleito monitor da classe, Bob Esponja dá um discurso muito longo, o que acaba durando o dia inteiro, e todo o seu tempo como monitor da classe. Com simpatia, a Sra. Puff permite Bob Esponja possa usar o seu uniforme até o dia seguinte. No entanto, Bob Esponja vai além do dever, e decide se tornar o monitor da classe da cidade, com resultados desastrosos. Suas atividades incluem dar direções para tráfego, resultando em batidas, e atacar um casal sob o disfarce de "Maniaco da Janela Aberta", com a intenção de mostrar-lhes o perigos de deixar a janela da casa aberta. Mais tarde, Bob Esponja encontra Patrick comendo um sorvete de morango, que escorre para o chão, por isso Bob o carimba como um criminoso. Quando uma página da manchete de jornal alerta à esponja sobre um maníaco causando problemas em torno da cidade, ele deixa Patrick "virar a página" se tornando monitor. Eles acabam tomando sorvete duas vezes, e depois decidem se separar para encontrar o maníaco, se comunicando usando walkie-talkies. Dois policiais perguntam a Patrick se ele viu o maníaco, e mostrar-lhe uma imagem do Bob Esponja, que ficou conhecido como um real maníaco, mas não reconhece Bob na foto. Logo, à noite, de repente cai e Patrick fica assustado. Ele vê Bob Esponja a distância do outro lado da rua,Patrick não o reconhece como Bob Esponja, mas sim como o maníaco. Ele alerta a Bob sobre a localização do maníaco através de seu walkie-talkie, e Bob Esponja tenta escapar do maníaco. Onde quer que Bob vá, Patrick diz que o maníaco está lá, fazendo com que Bob Esponja acredite que o maníaco está seguindo ele. Eventualmente, Bob vê um cartaz de procurado para si mesmo e percebe que ele é o maníaco. A polícia chega para prendê-lo, e Sra. Puff os explica a situação, dizendo que ele é sua responsabilidade. A polícia interpreta isso como assumir a responsabilidade pelos crimes, e ela é presa. Assim ela passa a dar aula enquanto está na prisão sendo gravada pela câmera até que ela diz a Bob Esponja que precisa vê-la depois da aula, nos próximos seis meses. Primeira Aparição: Policiais |     | |                                                                         |                                                                              |                                                             |                                      |
| 7b | 7b  | "Festa das águas-vivas (BR)" "Doce de Alforreca (PT)" "Jellyfish Jam"                                            | Fred Miller                                                             | Ennio Torresan, Jr., Erik Wiese, & Peter Burns                               | 28 de agosto de 1999 3 de abril de 2000                     | 2515-118                             |
| Bob leva uma água-viva para casa. Em casa, Bob Esponja dança com a água-viva a altos volumes de música, o que irrita Lula Molusco. Após 12 horas deste tipo de festa sem parar, Bob Esponja finalmente decide ir dormir, mas a água-viva não quer parar. Bob tenta obriga-la a ir para a cama, amarrando uma coleira em torno dela,mas na noite a água-viva escapa e traz muitos de seus amigos para casa de Bob Esponja. Na manhã seguinte, Bob Esponja acorda e encontra sua sala de estar cheia de aguas-vivas dançando. Ele tenta fazê-las sair, mas não consegue. Lula, irritado com isso, decide tocar sua clarineta alto, irritando a água-viva , que começam a destruir a casa de Bob Esponja. Bob Esponja pede para Lula Molusco tocar sua clarineta um pouco "melhor" , e Lula Molusco responde tocando muito mais alto. Então as agua-vivas vão até sua casa queima-lo , em seguida voltam para casa de Bob. Lula dá a Bob Esponja a sua clarineta. A água-viva pega a clarineta de e quebra ela. Irritado, Bob então tenta remover o aparelho de som, e acaba destruindo-o na tentativa, e as água-vivas ficam irritadas e começam a picar ele. Até que Gary consegue levar as água-vivas embora com uma melodia. |     | |                                                                         |                                                                              |                                                             |                                      |
| 8a | 8a  | "O Foguete da Sandy (BR)" "O Foguetão da Sandy (PT)" "Sandy's Rocket"                                            | Tom Yasumi                                                              | Sherm Cohen, Aaron Springer, & Peter Burns                                   | 17 de setembro de 1999 11 de fevereiro de 2000              | 2515-110                             |
| Bob Esponja visita a cúpula da árvore de Sandy, e vê que Sandy construiu um foguete. Sandy explica a ele que ela está indo para a lua, e Bob Esponja pede a ela para levá-lo com ela. Depois dele insistir muito ela deixa ele ir. Naquela noite, Patrick vem para a casa de Bob Esponja e lhe dá um "Repelente de Aliens ", dizendo que ele deve passar nas janelas do foguete da Sandy. Então os dois vão até o foguete para pulverizar as janelas, mas não resistem a tentação de entrar no foguete. No foguete Bob Esponja começa acidentalmente a decolagem, que circula sobre a lua e, em seguida, volta a Fenda do Bikini. Bob Esponja e Patrick, convencidos de que eles estão na Lua, acham que os alienígenas estão projetando suas memórias sobre o ambiente para enganá-los. Eles começam a pegar todos com armas de coleta(destinadas a colher rochas lunares), acreditando que eles são alienigenas. Depois de capturar todos da fenda do Bikini(inclusive Sandy e Patrick), Bob Esponja começa o foguete novamente para voltar para casa, durante o caminho, enquanto passa pela lua, acaba o combustível do foguete. Bob olha pela janela e percebe seu erro. Todos os peixes capturados, que estão armazenados no compartimento de carga do foguete dizem: " Bob Esponja, nós aliens gostariamos de falar com você." e o episódio termina. Primeira Aparição: Fininho |     | |                                                                         |                                                                              |                                                             |                                      |
| 8b | 8b  | "Botas que Rangem (BR)" "Botas Tridentes (PT)" "Squeaky Boots"                                                   | Fred Miller                                                             | Steve Fonti, Chris Mitchell, & Mr. Lawrence                                  | 17 de setembro de 1999 11 de fevereiro de 2000              | 2515-102                             |
| Sr Sirigueijo da para Pérola um par de botas de $2,00, mas ele não aceita. Sr Sirigueijo, sem saber o que fazer com as botas, diz a Bob Esponja que elas foram usadas por grandes mestre-cucas, Isso deixa ele empolgado a ponto de trocar seu salário pelas botas e começa a usa-las, durante o dia todo. O barulho irrita Lula Molusco, fazendo ele sair de férias e Siriguejo ocupar seu lugar. Com o passar do tempo o barulho das botas começam a realmente irritar Siriguejo, então ele rouba as botas e as enterra debaixo do Siri Cascudo. No dia seguinte Bob começa a chorar, pois perdeu as botas. Eugene se sente culpado e começa a escutar apenas o rangido das botas em tudo que ouve, então confessa que ele roubou as botas. Em seguida Sirigueijo pega, encolhe e come as botas. Assim ele acha que finalmente tem paz e tranquilidade, e sai de férias com Pérola, mas quando ele soluça escuta o barulho das botas. Primeira Aparição: Pérola Sirigueijo |     | |                                                                         |                                                                              |                                                             |                                      |
| 9a | 9a  | "Com Calças Naturais (BR)" "Na Natureza (PT)" "Nature Pants"                                                     | Sean Dempsey                                                            | Paul Tibbitt, Mark O'Hare, & Peter Burns                                     | 11 de setembro de 1999 14 de fevereiro de 2000              | 2515-120                             |
| Bob Esponja vai viver com as águas-vivas, mas não consegue se adaptar a vida delas. Patrick e Sandy sentem falta de Bob e fazem de tudo para ele voltar, inclusive fazem um piquenique com hambúrgueres de siri e Patrick chega a tentar caçar ele, mas não conseguem traze-lo de volta. Bob continua a tentar viver com as águas vivas, mas ele se machuca e não se adapta, então decide voltar para casa. Vindo para Fenda do Bikini, Bob Esponja chega em casa e encontra uma festa de boas vindas, onde encontra todos seus amigos e fica feliz |     | |                                                                         |                                                                              |                                                             |                                      |
| 9b | 9b  | "O Dia do Contra (BR)" "Dia do Oposto (PT)" "Opposite Day"                                                       | Tom Yasumi                                                              | Chuck Klein, Jay Lender, & Mr. Lawrence                                      | 11 de setembro de 1999 14 de fevereiro de 2000              | 2515-112                             |
| Lula Molusco quer se mudar, mas a imobiliária diz que ela irá vender a sua casa, a não ser que tenha vizinhos ruins. Para que Bob Esponja seja um bom vizinho, Lula inventa que é "Dia do Contra" então Bob deve ser mais quieto. Com essa ideia de Dia do Contra, Bob começa a destruir toda sua casa. Lula acha que se a imobiliária ver a bagunça, ela não irá vender sua casa, então ele constroi a casa de Bob. Enquanto Lula arruma o abacaxi, Bob acha que como é Dia do Contra ele deve ser como Lula Molusco, Patrick também gosta da ideia e começa a agir como Lula, então os dois vão para casa do Molusco. Lula continua arrumando a casa de Bob e a imobiliária chega e entra na sua casa. Entrando, ela encontra Bob e Patrick que dizem ser Lula Molusco, então eles fazem um tour pela casa e fazem o oposto do que ela pede, descrevendo negativamente a casa. Quando Lula acaba de arrumar a casa de Bob ele vai para a casa dele, ele diz para imobiliária que é o Lula Molusco, isso enlouquece ela, fazendo ela ir embora e desistir de vender a casa. Depois disso Lula quer mostrar a Bob e Patrick o quanto ele "odeia" eles, perseguindo os dois com um trator e os assustando. |     | |                                                                         |                                                                              |                                                             |                                      |
| 10a | 10a | "Choque Cultural (BR)" "Choque de Culturas (PT)" "Culture Shock"                                                 | Edgar Larrazabal                                                        | Paul Tibbitt, Mark O'Hare, & Mr. Lawrence                                    | 18 de setembro de 1999 11 de julho de 2000                  | 2515-122                             |
| O Siri Cascudo está sem movimento, então Sirigueijo chama seus funcionários para uma reunião, Lula Molusco sugere ao Sr. Sirigueijo montar um show de talentos. Lula diz para Bob Esponja que ele não pode se apresentar, pois não tem talento. Na hora do show o Siri Cascudo enche de espectadores, acontecem diversas apresentações como Pérola, como lider de torcida; Plankton, com uma suposta mágica, que era na verdade uma tentative de roubar um Hambúrguer de Siri; e Gary recitando uma poesia. Bob implora para Lula para participar do show e Lula deixa ele fazer a limpeza depois do show. Quando começa o show de Lula Molusco todos odeiam, e começam a jogar tomates nele, Sirigueijo bota o preço de $1,00 nos tomates, pra se aproveitar da situação. Quando o show acaba Bob Esponja vai fazer a limpeza do show e é aplaudido por todos, Lula então acha que querem que ele volte, então ele volta e param de aplaudir. Lula em seguida tenta imitar Bob, mas continua sendo ignorado. Lula vai para os bastidores enquanto Bob termina o serviço e é aplaudido. Sirigueijo mostra um carrinho de mão cheio de dinheiro e diz que vai precisar de outro para o show da semana seguinte. |     | |                                                                         |                                                                              |                                                             |                                      |
| 10b | 10b | "Diversão" "Fun"                                                                                                 | Fred Miller                                                             | Sherm Cohen, Aaron Springer, & Peter Burns                                   | 18 de setembro de 1999 11 de julho de 2000                  | 2515-121                             |
| Após salvar o Siri Cascudo de Plankton, Bob Esponja vê que Plankton só é malvado, pois é solitário. Bob tenta ser amigo de Plankton lhe mostrando o que é diversão. Plankton no inicio gosta de diversão, mas depois ele vê que sua amizade com Bob é uma otima ideia para roubar um Hambúrguer de Siri. Sr. Siriguejo vê Bob Esponja se divertindo com Plankton e diz a ele que o unicelular é mal. Bob diz que ele mudou, então Sirigueijo faz um teste botando um hambúrguer de siri na sua frente e Plankton parece não morder a isca, então ele e a esponja vão ao cinema. Quando os dois saem Siriguejo percebe que Plankton roubou o hambúrguer, e vai até o cinema falar com Bob Esponja. No cinema, Eugene alerta Bob, então ele tira um hambúrguer de siri do bolso de Plankton. Este pega o hambúrguer e corre para atrás da tela de cinema, mas ele da de cara com uma parede e a esponja consegue pegar o hambúrguer de Siri. |     | |                                                                         |                                                                              |                                                             |                                      |
| 11a | 11a | "Bob Músculo Calça Cheia (BR)" "SpongeBob Musculado (PT)" "MuscleBob BuffPants"                                  | Edgar Larrazabal                                                        | Ennio Torresan, Jr., Erik Wiese, & Mr. Lawrence                              | 2 de outubro de 1999 11 de julho de 2000                    | 2515-123                             |
| Bob Esponja está fraco, então Sandy organiza uma rotina de malhação para ele, mas ele acha a rotina de Sandy intensa demais. Em casa Bob vê um comercial de músculos falsos. Bob encomenda os músculos e vai para Lagoa Goo mostra-los, quando Sandy vê os músculos da esponja ela o inscreve num concurso de lançamento de âncora, mesmo contra sua vontade. No dia do concurso, após todos(inclusive Sandy na liderança)lançarem as âncoras, Bob Esponja vai lançar a sua, mas não consegue. Ele aumenta a potencia de seus musculos falsos, fazendo eles explodirem e revelarem que Bob é uma fraude. O episódio termina com Bob numa nova rotina de malhação, onde ele tem que mudar de canal, ele acha isso cansativo, a ponto de fazer seu braço cair. Primeira Aparição: Perch Perkins |     | |                                                                         |                                                                              |                                                             |                                      |
| 11b | 11b | "Lula Molusco, O Fantasma Abusado (BR)" "Squidward, o Fantasma Antipático (PT)" "Squidward the Unfriendly Ghost" | Fred Miller                                                             | Sherm Cohen, Aaron Springer, & Peter Burns                                   | 2 de outubro de 1999 11 de julho de 2000                    | 2515-115                             |
| Lula Molusco se orgulha de ter acabado a sua escultura de cera de si mesmo e declara que ele "conquistou todo meio artístico". Mas ele está irritado com Bob Esponja e Patrick, que estão jogando um jogo, fazendo barulho. Quando Lula vai tomar um banho, Bob e Patrick começam a atirar uma concha, como se fosse um Frisbe, mas isto voa para a casa de Lula Molusco e atinge a escultura de cera. Bob Esponja e Patrick acham que eles feriram Lula Molusco, e depois de várias tentativas de "ressuscitá-lo", eles acreditam que Lula Molusco está morto. Lula Molusco, saindo do banho, surge dramaticamente em uma onda de vapor do banho quente, usando talco, um roupão branco e toalha. Bob Esponja e Patrick acreditam que estão vendo o fantasma de Lula e, na esperança de evitar assombrações ou punições, colocam-se como servos dispostos de Lula Molusco. Lula Molusco alegremente se aproveita da situação, fazendo eles lhe servir, cuidar dele, fazer as tarefas, e simplesmente entretê-lo. Eventualmente, enquanto Bob Esponja e Patrick entram em uma sala "bagunçada", se deparam com uma história em quadrinhos, inspirada na história do Holandês Voador (que assombrava os mares, porque seu corpo foi usado como uma vitrine em uma loja de roupas e nunca foi colocado para descansar), e revelam que Lula Molusco é um espírito vingativo, Bob e Patrick acham que eles precisam colocar Lula para descansar. Bob Esponja e Patrick tentam obter Lula para entrar em um caixão, mas ele se recusa. Bob Esponja e Patrick, em seguida, tentam dar-lhe um enterro digno, bem como um funeral. Lula Molusco finalmente admite que é uma farsa, mas Bob Esponja e Patrick acreditam que isso é simplesmente em negação sobre a sua morte. Bob sopra uma bolha gigante que engole Lula e o envia flutuando até o "grande futuro". |     | |                                                                         |                                                                              |                                                             |                                      |
| 12a | 12a | "O Acompanhante" "The Chaperone"                                                                                 | Sean Dempsey                                                            | Sherm Cohen, Aaron Springer, & Peter Burns                                   | 8 de março de 2000 16 de feveriero 2000                     | 2515-113                             |
| No Siri Cascudo Pérola está triste, pois seu parceiro para o baile cancelou com ela, então Sr. Sirigueijo diz para ela levar Bob Esponja. Pérola não quer ser constrangida por Bob Esponja, e pede-lhe para fazer o seu melhor. Em casa, usando uma revista como um guia, Bob Esponja se veste e usa pernas artificiais extremamente longas para parecer "alto, moreno e bonito" para Pérola. Na noite do baile, as coisas inicialmente funcionam bem para Bob e Pérola. No entanto, o traje de Bob Esponja logo começa a funcionar mal, resultando em desastre embaraçoso para Pérola. Bob Esponja, depois de ter quebrado tudo no baile, corre para o banheiro das mulheres e chora. Pérola, sentindo pena dele, tenta consolá-lo e restaurar sua confiança. Então Pérola e Bob Esponja se juntam ao baile. Eles começam fazendo uma dança chamada "A Esponja", que todos logo começam a fazer. No entanto, isso resulta em muitas mortes e destruição em massa. Uma brava multidão levanta a Pérola e Bob Esponja, que pensam que isto significa que eles são populares até a multidão joga-los para fora do edifício. Bob Esponja pede desculpas e Pérola diz que mesmo que foi um desastre, foi muito divertido. Pérola diz boa noite para Bob quando ela volta para casa e tenta chamar a atenção de Bob Esponja, mas quando ela faz isso Bob Esponja parece estar congelado. Sr. Siriguejo consola a Bob Esponja sobre seu sucesso no baile, e o Bob Esponja real parece recuperar seu boneco de cera de si mesmo (que foi visto no início do episódio), e carrega ele, rindo. |     | |                                                                         |                                                                              |                                                             |                                      |
| 12b | 12b | "O Funcionário do Mês (BR)" "Empregado do Mês (PT)" "Employee of the Month"                                      | Sean Dempsey                                                            | Paul Tibbitt & Mr. Lawrence                                                  | 8 de março de 2000 16 de feveriero de 2000                  | 2515-125                             |
| No Siri Cascudo, Bob Esponja lembra Lula Molusco que hoje é o início do julgamento para o funcionário do mês. No entanto, Lula diz Bob Esponja que o prêmio é uma farsa, e o Sr. Siriguejo está apenas fazendo ele então ele vai trabalhar mais por menos dinheiro, mas Bob Esponja não acredita nele. Sr. Siriguejo adverte Bob Esponja que Lula Molusco pode ser o novo funcionário do mês, e Bob Esponja tem 26 prêmios consecutivos (e quer 27), então ele começa a se preocupar. Lula diz que ele poderia obter o prêmio, se quisesse. Bob Esponja pede a ele para provar isso. Lula diz que o prêmio é falso, mas Bob Esponja se recusou a acreditar nele. Então ambos decidem que eles vão chegar no Siri Cascudo mais cedo do que o outro, naquela noite, Bob Esponja tenta destruir despertador de Lula para que ele não vai acordar, mas Lula tem 28 a mais em seu armário. Os dois discutiram novamente sobre o prêmio, e eles dizem que nem precisam dormir. Ambos fazem diversas armadilhas para o outro, pois ambos tentam desesperadamente alcançar o Siri Cascudo em primeiro lugar, e, depois de uma trégua temporária, eles tentam chegar lá, ao mesmo tempo, assim quando o Sr. Siriguejo abre as portas. Começam a trabalhar muito na tentativa de impressioná-lo, fazendo mais mal do que bem, assustando o Sr. Siriguejo. Eles então começam a tentar fazer o maior número de Hambúrgueres de Siri possível, fazendo com que o Siri Cascudo exploda. Hambúrgueres chovem do céu, para a felicidade dos cidadãos da Fenda do Bikini, e enquanto o Sr. Siriguejo tenta fazer com que as pessoas paguem por eles, Bob Esponja e Lula Molusco perguntam-lhe quem é o empregado do mês, dando ao Sr. Siriguejo dor de cabeça. |     | |                                                                         |                                                                              |                                                             |                                      |
| 13a | 13a | "Bob Medroso (BR)" "SpongeBob Assustadiço (PT)" "Scaredy Pants"                                                  | Sean Dempsey                                                            | Paul Tibbitt & Peter Burns                                                   | 28 de outubro de 1999 13 de julho de 2000                   | 2515-109                             |
| Bob Esponja está cansado de se assustar todo Halloween e não conseguir assustar ninguém, então ele decide que dessa vez, ele irá ter uma fantasia assustadora. Bob decide se fantasiar de fantasma, mas ele não consegue assustar ninguém, até que ele percebe a diferença entre ele e um fantasma real, ele é redondo. Bob Esponja pede a Patrick que corte sua pele para torna-lo redondo. Então Bob põe um pano branco em cima dele e vai assustar a festa do Siri Cascudo como Holandês Voador. Patrick sobe no telhado do Siri Cascudo e amarra Bob Esponja numa corda, e vai descendo ele pela saída de ar. Enquanto Bob desce, Patrick fala num megafone como se fosse o Holandês Voador . Quando está falando Patrick é picado por uma água-viva e começa a correr loucamente, fazendo Bob Esponja bater nas paredes do Siri-Cascudo, então todos percebem que ele não é o Holandês Voador e começam a rir. Até que o verdadeiro Holandês Voador chega no Siri-Cascudo e diz que vai roubar as almas de todos, pois a fantasia de Bob era um insulto. Então ele tira o pano branco da esponja e revela seu cérebro, o que assusta o Holandês e todos no Siri Cascudo, assim termina o episódio. Primeira Aparição: O Holandês Voador |     | |                                                                         |                                                                              |                                                             |                                      |
| 13b | 13b | "Tornei-me um Gary Adolescente (BR)" "Fui um Gary Inteligente (PT)" "I Was a Teenage Gary"                       | Edgar Larrazabal                                                        | Steve Fonti, Chris Mitchell, & Mr. Lawrence                                  | 28 de outubro de 1999 13 de julho de 2000                   | 2515-117                             |
| Bob Esponja pede a Lula Molusco para que cuide de Gary, durante o fim de semana em que Bob estiver na convenção anual de água-viva em Ukelele. Lula aproveita o fim de semana e esquece de alimentar Gary. Então Gary fica doente e Bob chama um médico para ve-lo. O médico fala para Bob Esponja aplicar uma injeção de plasma de caracol. Bob pede a Lula Molusco para aplicar a injeção. Lula acidentalmente acerta a esponja com a injeção. Lula diz a Bob que isso não deve ter nenhum efeito. Na mesma noite Bob Esponja começa a sofrer alguns efeitos como começar a comer comida de caracol. Até que Bob se torna um completo caracol. Após ser transformado, Bob vai para casa de Lula Molusco. Lula se assusta e sai correndo pela casa até que acidentalmente injecta a plasma de caracol em si mesmo. O episódio termina Com Gary, Bob Esponja(transformado) e Lula Molusco(transformado) miando num muro, até que Patrick joga uma bota em Lula. Primeira Aparição: Dr. Gill Gilliam |     | |                                                                         |                                                                              |                                                             |                                      |
| 14a | 14a | "SB-129" "SB-129"                                                                                                | Tom Yasumi                                                              | Aaron Springer, Erik Wiese, & Mr. Lawrence                                   | 31 de dezembro de 1999 5 de dezembro de 2000                | 2515-129                             |
| Bob Esponja e Patrick querem brincar de água-viva com Lula Molusco. Lula não quer e se esconde no freezer do Siri Cascudo, mas ele acaba ficando trancado lá. Lula fica congelado no freezer por dois mil anos, até que a porta quebra e Esponjatron(um descendente de Bob Esponja)descongela ele. Lula Molusco vê que no futuro tudo é cromado, conhece os clones de Bob Esponja(Esponjatrons X,Y e Z) e PatrickTron(descendente de Patrick). Lula não gosta do futuro, então Esponjatron aponta a ele a maquina do tempo. Lula Molusco entra na maquina e vai para o passado. Lula Molusco acaba viajando para os tempos pré históricos, onde encontra ancestrais primitivos de Bob Esponja e Patrick. Lula tenta tocar clarineta, mas os ancestrais lhe atrapalham, então o molusco lhes ensina a caçar água-viva para entreter-los. Lula senta em uma pedra e começa tocar clarineta, o som irrita os ancestrais que começam perseguir o cefalópode. Lula corre entra na maquina do tempo, acidentalmente quebra a alavanca e vai para outra dimensão: "O Reino do Nada", no começo gosta de ficar sozinho. Depois percebe que a solidão é horrivel e volta para maquina do tempo. Lula diz que sente falta da Fenda do Bikini e até do Bob Esponja e volta. Na sua volta Lula Molusco descobre que ele inventou a caça à água-viva. O episódio termina com ele dizendo "Vou voltar". |     | |                                                                         |                                                                              |                                                             |                                      |
| 14b | 14b | "Karatecas Fatiadores (BR)" "Cortadores Karatecas (PT)" "Karate Choppers"                                        | Tom Yasumi                                                              | Aaron Springer, Erik Wiese, & Merriwether Williams                           | 31 de dezembro de 1999 5 de dezembro de 2000                | 2515-135                             |
| Bob Esponja e Sandy estão praticando karatê um contra o outro. Eles lutam, e têm muita diversão. esta diz a Bob que vai lutar com ele no dia seguinte. No Siri Cascudo , no dia seguinte, Bob Esponja acha que qualquer um pode ser Sandy, por isso ele fica cauteloso, mas isso não da certo. Quando ele atinge um dos clientes(achando que podia ser Sandy), o Seu Siriguejo pergunta o que está acontecendo, então Bob Esponja explica-lhe que está praticando karatê. Portanto, o Seu Siriguejo diz para Bob parar de lutar karatê, ou ele será demitido. Sandy ataca Bob, e apesar da esponja tenta explicar a ela o aviso do Seu Siriguejo, Sandy ignora e acha que é uma estratégia para distrai-la. Nesse momento, o Seu Siriguejo sai do Siri Cascudo e pensa que ele está lutando karatê com Sandy, imediatamente ele demite Bob Esponja. Sandy explica rapidamente para ele que Bob Esponja tentou dizer a ela, mas ela que o ignorou, e Sirigueijo dá a Bob o seu emprego de volta. Os dois tentam esquecer o karatê, e ir para o parque. No entanto, enquanto estão cortando sanduíches, eles começam a lutar karatê novamente e o Seu Siriguejo vê. No entanto, ele descobre que golpes de karate podem substituir facas, então Bob Esponja e Sandy fatiam Hambúrgueres de Siri Desta forma, o que lhe deu mais lucro. |     | |                                                                         |                                                                              |                                                             |                                      |
| 15a | 15a | "Hora do Sono (BR)" "Hora de Dormir (PT)" "Sleepy Time"                                                          | Edgar Larrazabal                                                        | Paul Tibbitt, Ennio Torresan, Jr., & Mr. Lawrence                            | 17 de janeiro de 2000 26 de setembro de 2000                | 2515-141                             |
| Bob Esponja entra nos sonhos dos outros. |     | |                                                                         |                                                                              |                                                             |                                      |
| 15b | 15b | "Espuma (BR)" "Atchimmm... Bolhas (PT)" "Suds"                                                                   | Edgar Larrazabal                                                        | Paul Tibbitt, Ennio Torresan, Jr., & Mr. Lawrence                            | 17 de janeiro de 2000 26 de setembro de 2000                | 2515-132                             |
| Bob Esponja pega uma doença chamada "espuma". Primeira Aparição: Hans |     | |                                                                         |                                                                              |                                                             |                                      |
| 16a | 16a | "Dia de São Valentin (BR)" "Dia de São Valentim (PT)" "Valentine's Day"                                          | Fred Miller                                                             | Chuck Klein, Jay Lender, & Merriwether Williams                              | 14 de fevereiro de 2000 28 de setembro de 2000              | 2515-128                             |
| Bob Esponja e Sandy tentam dar um presente de São Valentim para Patrick sem que ele saiba. |     | |                                                                         |                                                                              |                                                             |                                      |
| 16b | 16b | "O Papel" "The Paper"                                                                                            | Fred Miller                                                             | Chuck Klein, Jay Lender, & Mr. Lawrence                                      | 14 de fevereiro de 2000 28 de setembro de 2000              | 2515-134                             |
| Bob Esponja brinca com um papel de bala, e Lula Molusco tenta provar que ele não é tão divertido. |     | |                                                                         |                                                                              |                                                             |                                      |
| 17a | 17a | "Sim Capitão (BR)" "Arrgh! (PT)" "Arrgh!"                                                                        | Sean Dempsey                                                            | Sherm Cohen, Vincent Waller, & Merriwether Williams                          | 15 de março de 2000 29 de abril de 2006                     | 2515-130                             |
| Bob Esponja, Patrick, e Seu Siriguejo vão em uma caça ao tesouro. |     | |                                                                         |                                                                              |                                                             |                                      |
| 17b | 17b | "Fenda da Pedra (BR)" "No Fundo (PT)" "Rock Bottom"                                                              | Tom Yasumi                                                              | Paul Tibbitt, Ennio Torresan, Jr., & David Fain                              | 15 de março de 2000 29 de abril de 2006                     | 2515-138                             |
| Bob Esponja fica preso em um local da zona abissal chamado de Fenda da Pedra esperando por um ônibus. |     | |                                                                         |                                                                              |                                                             |                                      |
| 18a | 18a | "O Texas (BR)" "Texas (PT)" "Texas"                                                                              | Sean Dempsey                                                            | Sherm Cohen, Vincent Waller, & David Fain                                    | 22 de março de 2000 21 de novembro de 2000                  | 2515-139                             |
| Sandy sente saudades de casa, e decide voltar para o Texas. |     | |                                                                         |                                                                              |                                                             |                                      |
| 18b | 18b | "Passos Pequeninos (BR)" "Passos Pequenos (PT)" "Walking Small"                                                  | Sean Dempsey                                                            | Aaron Springer, Erik Wiese, & Mr. Lawrence                                   | 22 de março de 2000 21 de novembro de 2000                  | 2515-133                             |
| Plankton engana Bob Esponja, fazendo ele se tornar assertivo, para montar o Mega Balde. |     | |                                                                         |                                                                              |                                                             |                                      |
| 19a | 19a | "Primeiro de Abril (BR)" "Dia das Mentiras (PT)" "Fools in April"                                                | Fred Miller                                                             | Aaron Springer, Erik Wiese, & Merriwether Williams                           | 1 de abril de 2000 3 de outubro de 2000                     | 2515-140                             |
| Lula Molusco faz uma bricadeira de mal gosto com Bob Esponja. Primeira Aparição: Sra. Tentáculos |     | |                                                                         |                                                                              |                                                             |                                      |
| 19b | 19b | "A Espátula de Netuno (BR)" "A Espátula de Neptuno (PT)" "Neptune's Spatula"                                     | Fred Miller                                                             | Chuck Klein, Jay Lender, & David Fain                                        | 1 de abril de 2000 3 de outubro de 2000                     | 2515-137                             |
| Bob Esponja é desafiado para uma competição de mestre-cuca com o Rei Netuno. Primeira Aparição: Netuno |     | |                                                                         |                                                                              |                                                             |                                      |
| 20a | 20a | "Anzóis" "Hooky"                                                                                                 | Edgar Larrazabal                                                        | Sherm Cohen, Vincent Waller, & Merriwether Williams                          | 23 de feveriero de 2001 5 de outubro de 2000                | 2515-136                             |
| Bob Esponja brinca com os anzóis perigosos com o Patrick, mesmo depois de ser alertado por Seu Siriguejo. |     | |                                                                         |                                                                              |                                                             |                                      |
| 20b | 20b | "Homem Sereia e Mexilhãozinho 2 (BR)" "Homem-Sereia e Rapaz Crustáceo 2 (PT)" "Mermaid Man and Barnacle Boy II"  | Tom Yasumi                                                              | Chuck Klein, Jay Lender, & Mr. Lawrence                                      | 3 de março de 2001 5 de outubro de 2000                     | 2515-131                             |
| Bob Esponja está assistindo seu programa favorito, As Aventuras do Homem Sereia e Mexilhãozinho. Ele entrou em uma competição, e está escutando ansiosamente para ver se ele ganhou o prêmio misterioso. O locutor declara o vencedor como "BubSpuma CalçaCaiada", por seus manequins de Hambúrguer de Siri em tamanho natural do Homem Sereia e do Mexilhãozinho. Bob diz que BubSpuma CalçaCaiada roubou sua ideia, antes de o locutor anunciar que ele cometeu um erro de pronúncia, e que o verdadeiro vencedor é de fato Bob Esponja Calça Quadrada. Em poucos segundos, o prêmio de Bob Esponja é entregue a ele. Bob Esponja ganhou o "sinal de concha", uma concha cujo ruído é um sinal usado para chamar o Homem Sereia e o Mexilhãozinho. Bob Esponja assopra, e Homem Sereia e Mexilhãozinho ouvem-o da Casa de Repouso, e entram em ação. Eles chegam na casa de Bob Esponja, que a princípio acharam que ele tinha sido desfigurado antes de reconhecê-lo. Ele explica-lhes que ele ganhou o sinal da concha em um concurso, e que não há perigo. Eles, então, o explicam a importância do sinal, e dizem que ele só deve usá-lo para emergências graves. Mais tarde, Homem Sereia e o Mexilhãozinho ouvem a concha, mais uma vez, e correm para a casa de Bob Esponja, onde ele parece estar morto no chão. No entanto, ele revela que ele simplesmente está tendo problemas para abrir um pote de maionese. Mexilhãozinho fica irritado com isso, mas Homem Sereia lembra que as emergências não acontecem com tanta frequência como antigamente, e ele diz a Bob Esponja que ele pode soprar a concha "de vez em quando." No entanto, Bob Esponja abusa desse privilégio, chamando constantemente Homem Sereia e o Mexilhãozinho para ajudar com as tarefas diárias. Eventualmente, os dois heróis estão esgotados, e Mexihãozinho tenta destruir o sinal de concha, mas não consegue. Bob pede desculpas e explica que ele só queria passar um tempo com eles. Como resultado, eles permitem que Bob Esponja se junte a eles em sua patrulha diária, com Bob Esponja vestido como um super-herói. Eles fazem várias atividades, tais como manter vigia de cima de um prédio alto, e na rua, Homem Sereia e o Mexilhãozinho veem um homem velho, que já foi O Linguado Atômico. Bob Esponja ataca o homem velho, sem entender que ele não é mais um vilão, e irritado com isso, o Linguado Atômico cospe fogo no rosto de Mexilhãozinho. Em um restaurante, Homem Sereia e Mexilhãozinho pedem a Bob Esponja para encontrar a sua música-tema em uma jukebox. Enquanto ele tenta encontrá-la, eles decidem fugir de Bob. Lá fora, no entanto, eles são atacados e presos pelo seu arqui-inimigo, A Bolha Suja. Quando Bob Esponja finalmente encontra a música, ele vai lá fora para avisa-los, e os vê em uma situação desesperadora. Ele pede a bolha suja seu autógrafo, dizendo que ele é o seu vilão favorito, e "acidentalmente" estoura a bolha suja com a ponta do lápis, salvando o dia. O episódio acaba com o trio indo embora no Barco móvel Invisível, cantando uma versão temática de "Jingle Bells" do Homem Sereia e o Mexilhãozinho. Primeira Aparição: Bolha Suja e Linguado Atômico |     | |                                                                         |                                                                              |                                                             |                                      |

### 2.ª Temporada: 2000–2001
| |     | |                                    |                                                        |                                               |                  |
| #S | #T  | Título Título original                                                                                            | Diretores de animação              | Escrito por                                            | Estreia original                              | Cód. de produção |
| 21a | 1a  | "Sapatos Desamarrados (BR)" "Sapato Desapertado (PT)" "Your Shoe's Untied"                                        | Tom Yasumi                         | Walt Dohrn, Paul Tibbitt & Merriwether Williams        | 17 de fevereiro de 2001 6 de outubro de 2001  | 5571-142         |
| Bob Esponja se esquece de como amarrar sapatos. |     | |                                    |                                                        |                                               |                  |
| 21b | 1b  | "O Dia da Folga do Lula Molusco (BR)" "A Folga do Squidward (PT)" "Squid's Day Off"                               | Andrew Overtoom                    | Walt Dohrn, Paul Tibbitt & Merriwether Williams        | 17 de fevereiro de 2001 6 de outubro de 2001  | 5571-145         |
| Seu Sirigueijo vai ao hospital e deixa Lula Molusco no comando. Ele deixa Bob Esponja sozinho para descansar, mas não consegue parar de vigiá-lo. |     | |                                    |                                                        |                                               |                  |
| 22a | 2a  | "Está Cheirando Alguma Coisa (BR)" "Cheira Mal (PT)" "Something Smells"                                           | Edgar Larrazabal                   | Aaron Springer, C.H. Greenblatt & Merriwether Williams | 26 de outubro de 2000 6 de outubro de 2001    | 5571-143         |
| Bob Esponja cria um sundae que lhe dá mau halito, que o faz pensar que pegou a "feiura". |     | |                                    |                                                        |                                               |                  |
| 22b | 2b  | "Nas Botas do Chefe (BR)" "Botas Mandonas (PT)" "Bossy Boots"                                                     | Tom Yasumi                         | Walt Dohrn, Paul Tibbitt & Mr. Lawrence                | 26 de outubro de 2000 6 de outubro de 2001    | 5571-146         |
| Pérola pega um emprego no Siri Cascudo. |     | |                                    |                                                        |                                               |                  |
| 23a | 3a  | "O Grande Fracassado Cor de Rosa (BR)" "Falhado Cor-de-Rosa (PT)" "Big Pink Loser"                                | Sean Dempsey                       | Jay Lender, William Reiss & Merriwether Williams       | 3 de fevereiro de 2001 6 de outubro de 2001   | 5571-144         |
| Patrick tenta ganhar um prêmio agindo como Bob Esponja. |     | |                                    |                                                        |                                               |                  |
| 23b | 3b  | "O Amigo Bolha" "Bubble Buddy"                                                                                    | Sean Dempsey                       | Jay Lender, William Reiss & Mr. Lawrence               | 3 de fevereiro de 2001 6 de outubre de 2001   | 5571-148         |
| Bob Esponja cria uma bolha para ser seu amigo. Primeira Aparição: Amigo Bolha |     | |                                    |                                                        |                                               |                  |
| 24a | 4a  | "Morrendo Por Uma Torta (BR)" "Mortinho por uma Tarte (PT)" "Dying for Pie"                                       | Edgar Larrazabal                   | Aaron Springer, C.H. Greenblatt & Merriwether Williams | 27 de janeiro de 2001 7 de outubre de 2001    | 5571-147         |
| Acidentalmente, Lula Molusco dá uma torta explosiva para Bob Esponja e pensa que ele comeu. |     | |                                    |                                                        |                                               |                  |
| 24b | 4b  | "Imitação de Caranguejo (BR)" "Krabs de Imitação (PT)" "Imitation Krabs"                                          | Tom Yasumi                         | Walt Dohrn, Paul Tibbitt & Mr. Lawrence                | 27 de janeiro de 2001 7 de outubre de 2001    | 5571-150         |
| Plankton faz um robô igual ao Seu Sirigueijo. Nota: O Robô Sirigueijo é visto novamente em Virando a Página e Amigos Espiões |     | |                                    |                                                        |                                               |                  |
| 25a | 5a  | "A Lagartinha (BR)" "Lagarta (PT)" "Wormy"                                                                        | Tom Yasumi                         | Walt Dohrn, Paul Tibbitt & Merriwether Williams        | 24 de fevereiro de 2001 7 de outubre de 2001  | 5571-149         |
| Patrick e Bob Esponja cuidam da lagartinha de estimação da Sandy, até quando veem uma borboleta, pensando que ela a comeu. |     | |                                    |                                                        |                                               |                  |
| 25b | 5b  | "Hambúrguer Decepcionante (BR)" "Hambúrguer Colorido (PT)" "Patty Hype"                                           | Sean Dempsey                       | Jay Lender, Bill Reiss & Mr. Lawrence                  | 24 de fevereiro de 2001 7 de outubre de 2001  | 5571-151         |
| Bob Esponja cria os "Belos Hamburgueres" coloridos que viram sucesso na cidade. |     | |                                    |                                                        |                                               |                  |
| 26a | 6a  | "Beijos da Vovó (BR)" "Os Beijinhos da Avó (PT)" "Grandma's Kisses"                                               | Andrew Overtoom                    | Walt Dohrn, Paul Tibbitt & Merriwether Williams        | 28 de abril de 2001 8 de outubre de 2001      | 5571-154         |
| Bob Esponja adora ir visitar a sua Avó, e lá, comer biscoitos, receber presentes e ouvir histórias de quando era bebê. Quando Lula Molusco e os clientes do Siri Cascudo caçoam de Bob Esponja por ele receber beijos da vovó, Bob decide agir como um adulto na frente da avó, com a ajuda de Patrick. Primeira Aparição: Vovó Calça Quadrada                       |     | |                                    |                                                        |                                               |                  |
| 26b | 6b  | "Cidade do Lula (BR)" "Cidade das Lulas (PT)" "Squidville"                                                        | Edgar Larrazabal                   | Aaron Springer, C.H. Greenblatt & Merriwether Williams | 28 de abril de 2001 8 de outubre de 2001      | 5571-156         |
| Lula Molusco se muda para Acres dos Tentaculos. |     | |                                    |                                                        |                                               |                  |
| 27a | 7a  | "Uma Semana Antes da Hibernação (BR)" "Semana de Pré-Hibernação (PT)" "Prehibernation Week"                       | Edgar Larrazabal                   | Aaron Springer, C.H. Greenblatt & Merriwether Williams | 5 de maio de 2001 9 de outubro de 2001        | 5571-151         |
| Sandy e Bob Esponja jogam extremos jogos esportivos, que machucam Bob Esponja. Assim, ele decide se esconder, e Sandy começa uma busca. |     | |                                    |                                                        |                                               |                  |
| 27b | 7b  | "Vida de Crime" "Life of Crime"                                                                                   | Sean Dempsey                       | Jay Lender, William Reiss & Mr. Lawrence               | 5 de maio de 2001 9 de outubro de 2001        | 5571-157         |
| Bob Esponja e Patrick roubam uma bexiga no dia da bexiga de graça, mas pensam que a roubaram então fogem da Fenda do Bikini. |     | |                                    |                                                        |                                               |                  |
| 28 | 8   | "Natal Quem?(BR) (1.º Especial) " "Natal Quê? (PT)" "Christmas Who?"                                              | Tom Yasumi                         | Walt Dohrn, Paul Tibbitt & Mr. Lawrence                | 7 de dezembro de 2000 10 de outubre de 2001   | 5571-155         |
| Bob Esponja aprende com a Sandy sobre o que é o Natal e tenta trazer o feriado para a Fenda do Bikini. Primeira Aparição: Pirata Patchy e Papagaio Pottie |     | |                                    |                                                        |                                               |                  |
| 29a | 9a  | "Sobrevivência dos Idiotas" "Survival of the Idiots"                                                              | Larry Leichliter                   | Aaron Springer, C.H. Greenblatt & Merriwether Williams | 17 de março de 2001 26 de novmebro de 2001    | 5571-160         |
| Sandy hiberna e Bob Esponja e Patrick ficam presos no Domo da Árvore. |     | |                                    |                                                        |                                               |                  |
| 29b | 9b  | "Descartado (BR)" "Abandonado (PT)" "Dumped"                                                                      | Andrew Overtoom                    | Paul Tibbitt, Walt Dohrn & Merriwether Williams        | 11 de maio de 2001 26 de novembro de 2001     | 5571-161         |
| Bob Esponja fica com ciúme por Gary querer passar mais tempo com o Patrick. |     | |                                    |                                                        |                                               |                  |
| 30a | 10a | "Pilotar, Sem Saber não Vai (BR)" "Nada É de Graça (PT)" "No Free Rides"                                          | Tom Yasumi                         | Aaron Springer, C.H. Greenblatt & Mr. Lawrence         | 14 de abril de 2001 11 de outubre de 2001     | 5571-162         |
| Sra. Puff passa Bob Esponja, só pra não ter mais que dar aula pra ele. Depois tenta roubar o carro dele para ele não poder dirigir. |     | |                                    |                                                        |                                               |                  |
| 30b | 10b | "Sou seu Maior Fã (BR)" "O Teu Maior Fã (PT)" "I`m your Biggest Fanatic"                                          | Sean Dempsey                       | Jay Lender, William Reiss & Mr. Lawrence               | 14 de abril de 2001 11 de outubre de 2001     | 5571-159         |
| Bob Esponja tenta entrar para os Caçadores de Agua-Viva. |     | |                                    |                                                        |                                               |                  |
| 31a | 11a | "Homem Sereia e o Mexilhãozinho 3 (BR)" "Homem-Sereia e Rapaz Crustáceo 3 (PT)" "Mermaidman and Barnacle Boy III" | Andrew Overtoom                    | Paul Tibbitt, Walt Dohrn & Merriwether Williams        | 14 de setembro de 2001 12 de outubre de 2001  | 5571-158         |
| Bob Esponja e Patrick, acidentalmente, libertam o Homem Raio. Primeira Aparição: Homem Raio |     | |                                    |                                                        |                                               |                  |
| 31b | 11b | "Piadas de Esquilos (BR)" "Piadas de Esquilo (PT)" "Squirrel Jokes"                                               | Larry Leichliter & Lenord Robinson | Paul Tibbitt, Walt Dohrn & Merriwether Williams        | 14 de setembro de 2001 12 de outubre de 2001  | 5571-164         |
| Bob Esponja conta piadas de esquilos e não agrada Sandy. |     | |                                    |                                                        |                                               |                  |
| 32a | 12a | "Pressão" "Pressure"                                                                                              | Sean Dempsey                       | Jay Lender, William Reiss & David Fain                 | 12 de maio de 2001 13 de outubre de 2001      | 5571-166         |
| Bob Esponja e Sandy competem para saber quem são os melhores: os animais da terra ou os animais marinhos. |     | |                                    |                                                        |                                               |                  |
| 32b | 12b | "O Amendoim do Barulho (BR)" "O Amendoim do Crime (PT)" "The Smoking Peanut"                                      | Andrew Overtoom                    | Paul Tibbitt, Walt Dohrn & Mr. Lawrence                | 12 de maio de 2001 13 de outubre de 2001      | 5571-163         |
| Em uma visita ao zoológico com Patrick, Bob Esponja quer ver a grande ostra Ostrona fazer seu espetáculo, mas ela está dormindo. Bob Esponja joga uma amendoin nela para acordá-la, mas a ostra não para de chorar e seus gritos podem ser ouvidos em todo o mundo, causando um tumulto na Fenda do Bikini. Por causa disto, Bob Esponja está com medo de ser preso. |     | |                                    |                                                        |                                               |                  |
| 33a | 13a | "Marujo na Marra (BR)" "Raptados (PT)" "Shanghaied"                                                               | Frank Weiss                        | Aaron Springer, C.H. Greenblatt & Merriwether Williams | 9 de março de 2001 6 de outubre de 2001       | 5571-165         |
| Lula Molusco, Patrick, e Bob Esponja juntam-se ao Navio do Holandês Voador. |     | |                                    |                                                        |                                               |                  |
| 33b | 13b | "O Banho do Gary" "Gary Takes a Bath"                                                                             | Frank Weiss                        | Aaron Springer, C.H. Greenblatt & Merriwether Williams | 26 de julho de 2003 25 de julho de 2009       | 5571-183         |
| Bob Esponja tenta fazer Gary tomar um banho. |     | |                                    |                                                        |                                               |                  |
| 34a | 14a | "Bem Vindo ao Balde do Lixo (BR)" "Bem-Vindos ao Balde de Isco (PT)" "Welcome to the Chum Bucket"                 | Andrew Overtoom                    | Walt Dohrn, Paul Tibbitt & Mr. Lawrence                | 21 de janeiro de 2002 27 de fevereiro de 2002 | 5571-167         |
| Bob Esponja é forçado a trabalhar no Balde de Lixo. |     | |                                    |                                                        |                                               |                  |
| 34b | 14b | "Frankenrabisco" "Frankendoodle"                                                                                  | Tom Yasumi                         | Walt Dohrn, Paul Tibbitt & Merriwether Williams        | 21 de janeiro de 2002 27 de fevereiro de 2002 | 5571-169         |
| Um lápis gigante cai no oceano e os desenhos feitos por ele são capazes de criar forma e vida físicas. Bob Esponja o usa para criar uma cópia de si mesmo chamado Rabisco. |     | |                                    |                                                        |                                               |                  |
| 35a | 15a | "A Caixa Secreta" "The Secret Box"                                                                                | Tom Yasumi                         | Walt Dohrn, Paul Tibbitt & Merriwether Williams        | 7 de setembro de 2001 20 de fevereiro de 2002 | 5571-168         |
| Bob Esponja tenta saber o que tem dentro da caixa secreta do Patrick. |     | |                                    |                                                        |                                               |                  |
| 35b | 15b | "Doidos Pela Banda" "Band Geeks"                                                                                  | Frank Weiss                        | Aaron Springer, C.H. Greenblatt & Merriwether Williams | 7 de setembro de 2001 20 de fevereiro de 2002 | 5571-173         |
| Lula Molusco cria uma banda com Bob Esponja, Patrick, Seu Sirigueijo, Sandy e toda a cidade para se apresentar no Estádio da Bolha e impressionar seu rival Squilliam. Ninguém consegue tocar nada e Lula Molusco decide desistir, mas no final, Bob Esponja salva o show e Lula Molusco consegue impressionar Squilliam. Primeira Aparição: Squilliam Fancyson      |     | |                                    |                                                        |                                               |                  |
| 36a | 16a | "Turno Macabro (BR)" "O Turno da Noite (PT)" "Graveyard Shift"                                                    | Sean Dempsey                       | Mr. Lawrence, Jay Lender & Dan Povenmire               | 6 de setembro de 2002 2 de fevereiro de 2002  | 5571-176         |
| Bob Esponja e Lula Molusco trabalham no turno da noite. Participação especial: Nosferatu |     | |                                    |                                                        |                                               |                  |
| 36b | 16b | "Amor Cascudo (BR)" "Amor Krusty (PT)" "Krusty Love"                                                              | Sean Dempsey                       | Mr. Lawrence, Jay Lender & William Reiss               | 6 de setembro de 2002 2 de fevereiro de 2002  | 5571-170         |
| Seu Sirigueijo se apaixona pela Sra. Puff. |     | |                                    |                                                        |                                               |                  |
| 37a | 17a | "Delonga (BR)" "Adiar (PT)" "Procastination"                                                                      | Tom Yasumi                         | Walt Dohrn, Paul Tibbitt & Mr. Lawrence                | 19 de outubro de 2001 2 de fevereiro de 2002  | 5571-175         |
| Bob Esponja fica flauteando para escrever uma redação para a Escola de Pilotagem. |     | |                                    |                                                        |                                               |                  |
| 37b | 17b | "Sou Pelos Idiotas (BR)" "Eu Estou com um Estúpido (PT)" "I'm with stupid"                                        | Frank Weiss                        | C.H. Greenblatt, Aaron Springer & Mark O'Hare          | 19 de outubro de 2001 2 de fevereiro de 2002  | 5571-179         |
| Bob Esponja se torna idiota para que os pais de Patrick pensem que Patrick é esperto. |     | |                                    |                                                        |                                               |                  |
| 38a | 18a | "Boca de Marinheiro (BR)" "Asneirentos (PT)" "Sailor Mouth"                                                       | Andrew Overtoom                    | Walt Dohrn, Paul Tibbitt & Merriwether Williams        | 21 de setembro de 2001 2 de fevereiro de 2002 | 5571-182         |
| Bob Esponja aprende um palavrão no lixo atrás do Siri Cascudo e não consegue parar de usá-lo. Primeira Aparição: Betsy Sirigueijo |     | |                                    |                                                        |                                               |                  |
| 38b | 18b | "Artista Desconhecido" "Artist Unknown"                                                                           | Sean Dempsey                       | Walt Dohrn, Paul Tibbitt & Mark O'Hare                 | 21 de setembro de 2001 2 de fevereiro de 2002 | 5571-174         |
| Bob Esponja vai para a escola de arte do Lula Molusco, e se mostra melhor que ele. |     | |                                    |                                                        |                                               |                  |
| 39a | 19a | "Caçador de Águas Vivas (BR)" "O Caçador de Alforrecas (PT)" "Jellyfish Hunter"                                   | Andrew Overtoom                    | Walt Dohrn, Paul Tibbitt & Mark O'Hare                 | 28 de setembro de 2001 2 de fevereiro de 2002 | 5572-181         |
| Seu Sirigueijo vende geleia de água-viva no Siri Cascudo. |     | |                                    |                                                        |                                               |                  |
| 39b | 19b | "Os Jogos do Mestre Cuca (BR)" "Jogos da Cozinha (PT)" "The Fry Cook Games"                                       | Tom Yasumi                         | Dan Povenmire, Jay Lender & Merriwether Williams       | 28 de setembro de 2001 2 de fevereiro de 2002 | 5571-171         |
| Patrick e Bob Esponja competem nos Jogos do Mestre-Cuca. |     | |                                    |                                                        |                                               |                  |
| 40a | 20a | "Lula em Greve (BR)" "A Greve do Squidward (PT)" "Squid on Strike"                                                | Tom Yasumi                         | Walt Dohrn, Paul Tibbitt & Mark O'Hare                 | 12 de outubro de 2001 24 de agosto de 2002    | 5571-185         |
| Lula Molusco e Bob Esponja entram em greve porque Seu Siriguejo quer que eles paguem para trabalhar. |     | |                                    |                                                        |                                               |                  |
| 40b | 20b | "Sandy, Bob Esponja e a Minhoca (BR)" "Sandy, SpongeBob e a Minhoca (PT)" "Sandy, SpongeBob, and the Worm"        | Sean Dempsey                       | Jay Lender, Dan Povenmire & Merriwether Williams       | 12 de outubro de 2001 24 de agosto de 2002    | 5571-180         |
| Uma minhoca gigante ameaça a Fenda do Bikini e Sandy sai em busca dela, mas Bob Esponja não deixa. |     | |                                    |                                                        |                                               |                  |

### 3.ª Temporada: 2001–2004
|                                               |     | |                              |                                                         |                                                |                                                                      |
| #S                                            | #T  | Título Título original                                                                                                | Diretores de animação        | Escrito por                                             | Estreia original                               | Cód. de produção                                                     |
| 41a                                           | 1a  | "Algas Cada Vez Mais Verdes (BR)" "A Alga do Vizinho é Sempre Mais Verde (PT)" "The Algae's Always Greener"           | Frank Weiss                  | Aaron Springer, C.H. Greenblatt, e Merriwether Williams | 22 de março de 2002 2 de setembro de 2002      | 5571-188                                                             |
| Plankton troca de lugar com o Seu Sirigueijo. |     | |                              |                                                         |                                                |                                                                      |
| 41b                                           | 1b  | "Salva Vidas Bob em Serviço (BR)" "O Nadador Salvador (PT)" "SpongeGuard on Duty"                                     | Sean Dempsey                 | Jay Lender, Sam Henderson, e Mark O'Hare                | 22 de março de 2002 2 de setembro de 2002      | 5571-187                                                             |
| Bob Esponja tenta virar um Salva Vidas.       |     | |                              |                                                         |                                                |                                                                      |
| 42a                                           | 2a  | "O Clube do Bob Esponja (BR)" "O Clube (PT)" "Club SpongeBob"                                                         | Andrew Overtoom              | Walt Dohrn e Mark O'Hare                                | 12 de julho de 2002 3 de setembro de 2002      | 5571-192                                                             |
| 42b                                           | 2b  | "O Meu Belo Cavalo Marinho (BR)" "O Meu Cavalo Marinho (PT)" "My Pretty Seahorse"                                     | Tom Yasumi                   | Kent Osborne e Paul Tibbitt                             | 12 de julho de 2002 3 de setembro de 2002      | 5572-193                                                             |
| 43a                                           | 3a  | "Só Uma Mordida (BR)" "Apenas uma Trincada (PT)" "Just One Bite"                                                      | Sean Dempsey                 | Jay Lender, Sam Henderson, e Merriwether Williams       | 5 de outubro de 2001 4 de setembro de 2002     | 5572-191                                                             |
| 43b                                           | 3b  | "O Incômodo (BR)" "O Mauzão (PT)" "The Bully"                                                                         | Frank Weiss                  | Aaron Springer, C.H. Greenblatt, e Merriwether Williams | 5 de outubro de 2001 4 de setembro de 2002     | 5571-194                                                             |
| 44a                                           | 4a  | "O Hambúrguer Perigoso (BR)" "O Inspector de Saúde (PT)" "Nasty Patty"                                                | Tom Yasumi                   | Paul Tibbitt, Kaz, e Mark O'Hare                        | 1 de março de 2002 5 de setembro de 2002       | 5571-195                                                             |
| 44b                                           | 4b  | "A Caixa Idiota (BR)" "Caixa Idiota (PT)" "Idiot Box"                                                                 | Andrew Overtoom              | Paul Tibbitt, Kent Osborne, e Merriwether Williams      | 1 de março de 2002 5 de setembro de 2002       | 5572-178                                                             |
| 45a                                           | 5a  | "O Homem Sereia e o Mexilhãozinho IV (BR)" "Mermaid Man e Barnacle Boy 4 (PT)" "Mermaid Man and Barnacle Boy IV"      | Frank Weiss                  | Aaron Springer, C.H. Greenblatt, e Merriwether Williams | 21 de janeiro de 2002 6 de setembro de 2002    | 5572-177                                                             |
| 45b                                           | 5b  | "Criando Tempo (BR)" "Alucinações (PT)" "Doing Time"                                                                  | Frank Weiss                  | Aaron Springer, C.H. Greenblatt, e Merriwether Williams | 21 de janeiro de 2002 6 de setembro de 2002    | 5572-186                                                             |
| 46a                                           | 6a  | "Efeito Bola de Neve (BR)" "O Efeito Bola de Neve (PT)" "Snowball Effect"                                             | Andrew Overtoom              | Paul Tibbitt, Kent Osborne, e Merriwether Williams      | 22 de fevereiro de 2002 11 de setembro de 2002 | 5572-189                                                             |
| 46b                                           | 6b  | "Lixo do Caranguejo (BR)" "As Tralhas do Sr. Krabs (PT)" "One Krab's Trash"                                           | Tom Yasumi                   | Paul Tibbitt, Kent Osborne, e Mark O'Hare               | 22 de fevereiro de 2002 11 de setembro de 2002 | 5572-184                                                             |
| 47a                                           | 7a  | "Como na TV (BR)" "Como na Televisão (PT)" "As Seen on TV"                                                            | Frank Weiss                  | Aaron Springer, C.H. Greenblatt, e Merriwether Williams | 08 de março de 2002 9 de setembro de 2002      | 5572-172                                                             |
| 47b                                           | 7b  | "Dá Pra economizar Uma Moeda? (BR)" "Podes Dar-me uma Moeda? (PT)" "Can You Spare a Dime?"                            | Sean Dempsey                 | Jay Lender, Sam Henderson, e Merriwether Williams       | 08 de março de 2002 9 de setembro de 2002      | 5572-190                                                             |
| 48a                                           | 8a  | "Não Pode Entrar Pirralho (BR)" "É Proibido Fracotes (PT)" "No Weenies Allowed"                                       | Andrew Overtoom              | Paul Tibbitt, Kent Osborne, e Merriwether Williams      | 15 de março de 2002 10 de setembro de 2002     | 5572-200                                                             |
| 48b                                           | 8b  | "O Retorno do Squilliam (BR)" "O Regresso de Squilliam (PT)" "Squilliam Returns"                                      | Sean Dempsey                 | Jay Lender, Sam Henderson, e Merriwether Williams       | 15 de março de 2002 10 de setembro de 2002     | 5572-199                                                             |
| 49a                                           | 9a  | "Siri Borg (BR)" "O Robô (PT)" "Krab Borg"                                                                            | Tom Yasumi                   | N/A                                                     | 29 de março de 2002 4 de novembro de 2002      | 5572-197                                                             |
| 49b                                           | 9b  | "Nana Neném Conchinha (BR)" "A Conchinha (PT)" "Rock-a-Bye Bivalve"                                                   | Sean Dempsey                 | N/A                                                     | 29 de março de 2002 4 de novembro de 2002      | 5572-203                                                             |
| 50a                                           | 10a | "Pintores Molhados (BR)" "Os Pintores (PT)" "Wet Painters"                                                            | Frank Weiss                  | N/A                                                     | 10 de maio de 2002 24 de setembro de 2002      | 5572-202                                                             |
| 50b                                           | 10b | "Vídeo de Treinamento do Siri Cascudo (BR)" "Vídeo de Preparação (PT)" "Krusty Krab Training Video"                   | Frank Weiss                  | N/A                                                     | 10 de maio de 2002 24 de setembro de 2002      | 5572-198                                                             |
| 51                                            | 11  | "Festa da Calça Saltitante (BR) (2.º Especial) " "Festa na Casa do SpongeBob (PT)" "Party Pooper Pants"               | Andrew Overtoom              | N/A                                                     | 17 de maio de 2002 6 de novembro de 2004       | 5572-204 (Party Pooper Pants) / 5572-205 (Patchy's Party)            |
| 52a                                           | 12a | "Chocolate Com Nozes (BR)" "Chocolate com Nozes (PT)" "Chocolate With Nuts"                                           | Andrew Overtoom              | N/A                                                     | 1 de junho de 2002 7 de abril de 2003          | 5572-196                                                             |
| 52b                                           | 12b | "O Homem Sereia e o Mexilhãozinho V (BR)" "Mermaid Man e Barnacle Boy 4 (PT)" "Mermaid Man and Barnacle Boy V"        | Sean Dempsey                 | N/A                                                     | 1 de junho de 2002 7 de abril de 2003          | 5572-206                                                             |
| 53a                                           | 13a | "Aluno Novo, Estrela do Mar (BR)" "O Novo Aluno (PT)" "New Student Starfish"                                          | Tom Yasumi                   | N/A                                                     | 20 de setembro de 2002 8 de abril de 2003      | 5572-201                                                             |
| 53b                                           | 13b | "Mexilhões (BR)" "O Mexilhão (PT)" "Clams"                                                                            | Sean Dempsey                 | N/A                                                     | 20 de setembro de 2002 8 de abril de 2003      | 5572-207                                                             |
| 54a                                           | 14a | "Ugh (3.º Especial)" "Ugh"                                                                                            | Andrew Overtoom              | N/A                                                     | 5 de março de 2004 9 de abril de 2003          | 5572-208                                                             |
| 55a                                           | 15a | "A Grande Corrida dos Caracóis (BR)" "A Corrida de Caracóis (PT)" "The Great Snail Race"                              | Andrew Overtoom              | N/A                                                     | 24 de janeiro de 2003 21 de abril de 2003      | 5572-216                                                             |
| 55b                                           | 15b | "Crustáceo de Meia Idade (BR)" "Um Caranguejo da Meia-Idade (PT)" "Mid-Life Crustacean"                               | Frank Weiss                  | N/A                                                     | 24 de janeiro de 2003 21 de abril de 2003      | 5572-210                                                             |
| 56a                                           | 16a | "Siriguejo Nasce de Novo (BR)" "O Novo Krabs (PT)" "Born Again Krabs"                                                 | Tom Yasumi                   | N/A                                                     | 6 de outubro de 2003 21 de abril de 2003       | 5572-213                                                             |
| 56b                                           | 16b | "Sofri Um Acidente (BR)" "Eu Tive um Acidente (PT)" "I Had an Accident"                                               | Frank Weiss                  | N/A                                                     | 6 de outubro de 2003 21 de abril de 2003       | 5572-214                                                             |
| 57a                                           | 17a | "Sirilândia (BR)" "O Parque do Krabby (PT)" "Krabby Land"                                                             | Andrew Overtoom              | N/A                                                     | 3 de abril de 2004 23 de abril de 2003         | 5572-212                                                             |
| 57b                                           | 17b | "O Episódio do Acampamento (BR)" "Vamos Acampar (PT)" "The Camping Episode"                                           | Sean Dempsey                 | N/A                                                     | 3 de abril de 2004 23 de abril de 2003         | 5572-215                                                             |
| 58a                                           | 18a | "Identidade Perdida (BR/PT)" "Missing Identity"                                                                       | Tom Yasumi                   | N/A                                                     | 19 de janeiro de 2004 23 de abril de 2003      | 5572-209                                                             |
| 58b                                           | 18b | "O Exército do Plankton (BR)" "O Exército do Plâncton (PT)" "Plankton's Army"                                         | Sean Dempsey                 | N/A                                                     | 19 de janeiro de 2004 23 de abril de 2003      | 5572-211                                                             |
| 59                                            | 19  | "A Esponja Que Sabia Voar (BR)" "A Esponja que Conseguia Voar (PT)(4.º Especial)" "The Sponge Who Could Fly"          | Andrew Overtoom e Tom Yasumi | N/A                                                     | 21 de março de 2003 4 de setembro de 2006      | 5572-217 (The Sponge Who Could Fly) / 5572-219 (Lost Episode Patchy) |
| 60a                                           | 20a | "Bob Esponja Encontra o Estrangulador (BR)" "SpongeBob Encontra o Estrangulador (PT)" "SpongeBob Meets the Strangler" | Tom Yasumi                   | N/A                                                     | 11 de outubro de 2004 5 de maio de 2003        | 5572-221                                                             |
| 60b                                           | 20b | "Brincadeiras aos Montes (BR)" "Sem Calças (PT)" "Pranks a Lot"                                                       | Andrew Overtoom              | N/A                                                     | 11 de outubro de 2004 5 de maio de 2003        | 5572-218                                                             |

### 4.ª Temporada: 2005–2009
|     |     | |                       |             |                                                 |                  |
| #S  | #T  | Título Título original | Diretores de animação | Escrito por | Estreia original                                | Cód. de produção |
| 61a | 1a  | "Medo de Hambúrguer de Siri (BR)" "Medo do Hambúrguer Suculento (PT)" "Fear of a Krabby Patty"                                                        | N/A                   | N/A         | 6 de maio de 2005 25 de novembro de 2005        | N/A              |
| 61b | 1b  | "Másculo, Mesmo Sem Casca (BR)" "Saído da Casca (PT)" "Shell of a Man"                                                                                | N/A                   | N/A         | 6 de maio de 2005 25 de novembro de 2005        | N/A              |
| 62a | 2a  | "O Colchão Perdido (BR)" "Colchão Perdido (PT)" "The Lost Mattress"                                                                                   | N/A                   | N/A         | 13 de maio de 2005 25 de novembro de 2005       | N/A              |
| 62b | 2b  | "Siriguejo vs. Plankton (BR)" "Krabs contra Plâncton (PT)" "Krabs vs. Plankton"                                                                       | N/A                   | N/A         | 13 de maio de 2005 25 de novembro de 2005       | N/A              |
| 63a | 3a  | "Cadê Esse Caracol? (BR)" "Viu Este Caracol? (PT) (5.º Especial)" "Have You Seen This Snail?"                                                         | N/A                   | N/A         | 11 de novembro de 2005 23 de março de 2006      | N/A              |
| 64a | 4a  | "Gancho Habilidoso (BR)" "Grua da Destreza (PT)" "Skill Crane"                                                                                        | N/A                   | N/A         | 20 de maio de 2005 25 de novembro de 2005       | N/A              |
| 64b | 4b  | "Bons Vizinhos (BR/PT)" "Good Neighbors" | N/A                   | N/A         | 20 de maio de 2005 25 de novembro de 2005       | N/A              |
| 65a | 5a  | "A Venda (BR)" "Vendido (PT)" "Selling Out" | N/A                   | N/A         | 23 de setembro de 2005 8 de maio de 2006        | N/A              |
| 65b | 5b  | "Calça Engraçada (BR)" "Caixa do Riso (PT)" "Funny Pants"                                                                                             | N/A                   | N/A         | 30 de setembro de 2005 8 de maio de 2006        | N/A              |
| 66a | 6a  | "Masmorras e Dragões (BR)" "Burros e Dragões (PT) (6.º Especial)" "Dunces and Dragons"                                                                | N/A                   | N/A         | 20 de fevereiro de 2006 20 de fevereiro de 2006 | N/A              |
| 67a | 7a  | "Padrasto Inimigo (BR)" "Parente Inimigo (PT)" "Enemy In-Law"                                                                                         | N/A                   | N/A         | 14 de outubro de 2005 15 de maio de 2006        | N/A              |
| 67b | 7b  | "Homem Sereia e o Mexilhãozinho VI: O Filme (BR)" "Mermaid Man e Barnacle Boy VI: O Filme (PT)" "Mermaid Man and Barnacle Boy VI: The Motion Picture" | N/A                   | N/A         | 7 de outubro de 2005 15 de maio de 2006         | N/A              |
| 68a | 8a  | "Patrick Calça Esperta (BR)" "Patrick Espertalhão (PT)" "Patrick SmartPants"                                                                          | N/A                   | N/A         | 21 de outubro de 2005 22 de maio de 2006        | N/A              |
| 68b | 8b  | "Bob Lula Calça Tentáculos (BR)" "SquidBob TentáculoPants (PT)" "SquidBob TentaclePants"                                                              | N/A                   | N/A         | 4 de novembro de 2005 22 de maio de 2006        | N/A              |
| 69a | 9a  | "A Torre Cascuda (BR)" "Torres Krusty (PT)" "Krusty Towers"                                                                                           | N/A                   | N/A         | 1 de abril de 2006 11 de junho de 2006          | N/A              |
| 69b | 9b  | "Sra. Puff, Está Demitida (BR)" "Sra. Puff, Está Despedida (PT)" "Mrs. Puff, You're Fired"                                                            | N/A                   | N/A         | 1 de abril de 2006 11 de junho de 2006          | N/A              |
| 70a | 10a | "Anfitrião do Fantasma (BR)" "O Anfitrião Fantasma (PT)" "Ghost Host"                                                                                 | N/A                   | N/A         | 5 de maio de 2006 6 de novembro de 2006         | N/A              |
| 70b | 10b | "Olá Chimpanzés" "Chimps Ahoy" | N/A                   | N/A         | 5 de maio de 2006 6 de novembro de 2006         | N/A              |
| 71a | 11a | "Aniversário da Baleia (BR)" "Aniversário em Grande (PT)" "Whale of a Birthday"                                                                       | N/A                   | N/A         | 12 de maio de 2006 13 de novembro de 2006       | N/A              |
| 71b | 11b | "Ilha do Karatê (BR)" "Ilha do Karaté (PT)" "Karate Island"                                                                                           | N/A                   | N/A         | 12 de maio de 2006 13 de novembro de 2006       | N/A              |
| 72a | 12a | "Nem Tudo Que Reluz (BR)" "Nem Tudo o que Brilha (PT)" "All That Glitters"                                                                            | N/A                   | N/A         | 2 de junho de 2006 20 de novembro de 2006       | N/A              |
| 72b | 12b | "O Poço dos Desejos (BR)" "A Fonte dos Desejos (PT)" "Wishing You Well"                                                                               | N/A                   | N/A         | 2 de junho de 2006 20 de novembro de 2006       | N/A              |
| 73a | 13a | "Virando a Página (BR)" "Vida Nova (PT)" "New Leaf"                                                                                                   | N/A                   | N/A         | 22 de setembro de 2006 27 de novembro de 2006   | N/A              |
| 73b | 13b | "A Mordida Contagiosa (BR)" "A Doença do Caracol (PT)" "Once Bitten"                                                                                  | N/A                   | N/A         | 29 de setembro de 2006 27 de novembro de 2006   | N/A              |
| 74a | 14a | "Férias Desastrosas (BR)" "Férias Inúteis (PT)" "Bummer Vacation"                                                                                     | N/A                   | N/          | 13 de outubro de 2006 18 de dezembro de 2006    | N/A              |
| 74b | 14b | "Peruca da Moda (BR)" "Apaixonado pela Peruca (PT)" "Wigstruck"                                                                                       | N/A                   | N/          | 17 de novembro de 2006 18 de dezembro de 2006   | N/A              |
| 75a | 15a | "Viagem Lulástica (BR)" "Viagem Squidtástica (PT)" "Squidtastic Voyage"                                                                               | N/A                   | N/A         | 6 de outubro de 2006 8 de janeiro de 2007       | N/A              |
| 75b | 15b | "Não É Uma Dama (BR)" "Não É Nenhuma Senhora (PT)" "That's No Lady"                                                                                   | N/A                   | N/A         | 25 de novembro de 2006 8 de janeiro de 2007     | N/A              |
| 76a | 16a | "A Coisa (BR/PT)" "The Thing" | N/A                   | N/A         | 15 de janeiro de 2007 8 de janeiro de 2007      | N/A              |
| 76b | 16b | "Conversa Fiada (BR)" "Abra Cadabra (PT)" "Hocus Pocus"                                                                                               | N/A                   | N/A         | 15 de janeiro de 2007 8 de janeiro de 2007      | N/A              |
| 77a | 17a | "Pilotando de Chorar (BR)" "Até às Lágrimas (PT)" "Driven to Tears"                                                                                   | N/A                   | N/A         | 19 de fevereiro de 2007 26 de março de 2007     | N/A              |
| 77b | 17b | "Reinado de Idiotas (BR)" "Imbecil Real (PT)" "Rule of Dumb"                                                                                          | N/A                   | N/A         | 19 de fevereiro de 2007 26 de março de 2007     | N/A              |
| 78a | 18a | "Nascido Para Ser Selvagem (BR/PT)" "Born to Be Wild"                                                                                                 | N/A                   | N/A         | 31 de março de 2007 27 de maio de 2007          | N/A              |
| 78b | 18b | "Grandes Aminimigos (BR)" "Melhores Inimigos (PT)" "Best Frenemies"                                                                                   | N/A                   | N/A         | 31 de março de 2007 27 de maio de 2007          | N/A              |
| 79a | 19a | "O Ladrão Cor de Rosa" "The Pink Purloiner" | N/A                   | N/A         | 19 de fevereiro de 2007 28 de março de 2007     | N/A              |
| 79b | 19b | "Lula de Madeira (BR)" "Mini Squidward (PT)" "Squid Wood"                                                                                             | N/A                   | N/A         | 24 de julho de 2007 28 de março de 2007         | N/A              |
| 80a | 20a | "O Melhor Dia de Todos (BR)" "O Melhor Dia de Sempre (PT)" "Best Day Ever"                                                                            | N/A                   | N/A         | 10 de novembro de 2006 7 de outubro de 2007     | N/A              |
| 80b | 20b | "O Presente da Goma de Mascar (BR)" "O Dom da Pastilha (PT)" "The Gift of Gum"                                                                        | N/A                   | N/A         | 19 de fevereiro de 2007 7 de outubro de 2007    | N/A              |

### 5.ª Temporada: 2006–2007
|      |     | |                       |             |                                               |                  |
| #S   | #T  | Título Título original | Diretores de animação | Escrito por | Estreia original                              | Cód. de produção |
| 81   | 1   | "Amigo Ou Inimigo? (7.º Especial)" "Friend or Foe?"                                                                                           | N/A                   | N/A         | 13 de abril de 2007 14 de maio de 2007        | N/A              |
| 82a  | 2a  | "O Mestre Cuca Original (BR)" "O Primeiro Cozinheiro (PT)" "The Original Fry Cook"                                                            | N/A                   | N/A         | 30 de julho de 2007 15 de maio de 2007        | N/A              |
| 82b  | 2b  | "Luz Noturna (BR)" "Luz de Presença (PT)" "Night Light"                                                                                       | N/A                   | N/A         | 30 de julho de 2007 15 de maio de 2007        | N/A              |
| 83a  | 3a  | "Acorde Disposto (BR)" "Toca a Acordar (PT)" "Rise and Shine"                                                                                 | N/A                   | N/A         | 19 de fevereiro de 2007 16 de maio de 2007    | N/A              |
| 83b  | 3b  | "Esperando (BR)" "À Espera (PT)" "Waiting" | N/A                   | N/A         | 19 de fevereiro de 2007 16 de maio de 2007    | N/A              |
| 83c  | 3c  | "Tem Fungo Entre Nós (BR)" "Fungos Entre Nós (PT)" "Fungus Among Us"                                                                          | N/A                   | N/A         | 29 de setembro de 2007 16 de maio de 2007     | N/A              |
| 84a  | 4a  | "Amigos Espiões" "Spy Buddies" | N/A                   | N/A         | 23 de julho de 2007 17 de maio de 2007        | N/A              |
| 84b  | 4b  | "Pilotagem Consciente (BR)" "Condutor Experiente (PT)" "Boat Smarts"                                                                          | N/A                   | N/A         | 23 de julho de 2007 17 de maio de 2007        | N/A              |
| 84c  | 4c  | "Qual É O Nome Dele? (BR)" "O Sr. Não Sei Quê (PT)" "Good Ol' Whatshisname"                                                                   | N/A                   | N/A         | 23 de julho de 2007 17 de maio de 2007        | N/A              |
| 85a  | 5a  | "Novas Acomodações (BR)" "Casa Nova (PT)" "New Digs"                                                                                          | N/A                   | N/A         | 25 de julho de 2007 27 de maio de 2007        | N/A              |
| 85b  | 5b  | "Siri A La Mode (BR)" "O Krabs Está na Moda (PT)" "Krabs à la Mode"                                                                           | N/A                   | N/A         | 25 de julho de 2007 27 de maio de 2007        | N/A              |
| 86a  | 6a  | "Medo de Montanha-Russa (BR)" "Medo da Montanha-Russa (PT)" "Roller Cowards"                                                                  | N/A                   | N/A         | 27 de julho de 2007 27 de maio de 2007        | N/A              |
| 86b  | 6b  | "Balde Doce Balde" "Bucket Sweet Bucket" | N/A                   | N/A         | 27 de julho de 2007 27 de maio de 2007        | N/A              |
| 87a  | 7a  | "Adoro a Patty (BR)" "Amar um Hambúrguer (PT)" "To Love a Patty"                                                                              | N/A                   | N/A         | 26 de julho de 2007 27 de maio de 2007        | N/A              |
| 87b  | 7b  | "O Gostinho do Novo Lula Molusco (BR)" "O Novo Squidward (PT)" "Breath of Fresh Squidward"                                                    | N/A                   | N/A         | 26 de julho de 2007 27 de maio de 2007        | N/A              |
| 88a  | 8a  | "O Dinheiro Fala (BR)" "O Dinheiro Fala Alto (PT)" "Money Talks"                                                                              | N/A                   | N/A         | 31 de julho de 2007 11 de julho de 2007       | N/A              |
| 88b  | 8b  | "Bob Esponja Vs. A Máquina de Fazer Hambúrguer (BR)" "SpongeBob contra a Máquina de Fazer Hambúrgueres (PT)" "SpongeBob vs. the Patty Gadget" | N/A                   | N/A         | 31 de julho de 2007 11 de julho de 2007       | N/A              |
| 88c  | 8c  | "Dança Pegajosa (BR)" "Dança Enganadora (PT)" "Slimy Dancing"                                                                                 | N/A                   | N/A         | 31 de julho de 2007 11 de julho de 2007       | N/A              |
| 89a  | 9a  | "A Esponja Cascuda (BR)" "O Krusty Esponja (PT)" "The Krusty Sponge"                                                                          | N/A                   | N/A         | 24 de julho de 2007 18 de julho de 2007       | N/A              |
| 89b  | 9b  | "A Música do Patrick (BR)" "Uma Música Sobre o Patrick (PT)" "Sing a Song of Patrick"                                                         | N/A                   | N/A         | 19 de fevereiro de 2007 18 de julho de 2007   | N/A              |
| 90a  | 10a | "Uma Pulga no Domo Dela (BR)" "Uma Pulga na Redoma (PT)" "A Flea in Her Dome"                                                                 | N/A                   | N/A         | 1 de agosto de 2007 25 de julho de 2007       | N/A              |
| 90b  | 10b | "A Rosquinha da Vergonha (BR)" "O Donut da Vergonha (PT)" "The Donut of Shame"                                                                | N/A                   | N/A         | 1 de agosto de 2007 25 de julho de 2007       | N/A              |
| 90c  | 10c | "O Prato Cascudo (BR)" "O Prato (PT)" "The Krusty Plate"                                                                                      | N/A                   | N/A         | 1 de agosto de 2007 25 de julho de 2007       | N/A              |
| 91a  | 11a | "Gás Gu-gu da-dá (BR)" "Gas de Bebé (PT)" "Goo Goo Gas"                                                                                       | N/A                   | N/A         | 19 de julho de 2009 21 de novembro de 2007    | N/A              |
| 91b  | 11b | "La Grande Troca (BR)" "A Troca (PT)" "Le Big Switch"                                                                                         | N/A                   | N/A         | 29 de setembro de 2007 21 de novembro de 2007 | N/A              |
| 92a  | 12a | "Descobrindo a Atlântida (BR)" "Atlântida SquarePântida (PT) (2.º Filme)" "Atlantis SquarePantis"                                             | N/A                   | N/A         | 12 de novembro de 2007 28 de novembro de 2007 | N/A              |
| 93a  | 13a | "O Dia da Foto (BR)" "Dia da Fotografia (PT)" "Picture Day"                                                                                   | N/A                   | N/A         | 2 de agosto de 2007 22 de novembro de 2007    | N/A              |
| 93b  | 13b | "Patrick Não Paga (BR)" "O Patrick Não Paga (PT)" "Pat No Pay"                                                                                | N/A                   | N/A         | 2 de agosto de 2007 22 de novembro de 2007    | N/A              |
| 93c  | 13c | "BlackJack" "BlackJack" | N/A                   | N/A         | 2 de agosto de 2007 22 de novembro de 2007    | N/A              |
| 94a  | 14a | "Esponja Roxa (BR)" "Esponja Negra (PT)" "Blackened Sponge"                                                                                   | N/A                   | N/A         | 3 de agosto de 2007 23 de novembro de 2007    | N/A              |
| 94b  | 14b | "Homem Sereia vs. Bob Esponja (BR)" "Homem Sereia contra SpongeBob (PT)" "Mermaid Man vs. SpongeBob"                                          | N/A                   | N/A         | 3 de agosto de 2007 23 de novembro de 2007    | N/A              |
| 95a  | 15a | "Os Reclusos do Verão (BR)" "Os Prisioneiros do Verão (PT)" "The Inmates of Summer"                                                           | N/A                   | N/A         | 23 de novembro de 2007 4 de abril de 2008     | N/A              |
| 95b  | 15b | "Salvando Um Esquilo (BR)" "Salvar um Esquilo (PT)" "To Save a Squirrel"                                                                      | N/A                   | N/A         | 23 de novembro de 2007 4 de abril de 2008     | N/A              |
| 96   | 16  | "A Peste do Oeste (8.º Especial)" "Pest of the West"                                                                                          | N/A                   | N/A         | 11 de abril de 2008 4 de abril de 2008        | N/A              |
| 97a  | 17a | "20.000 Hambúrguer Submarino (BR)" "20 0000 Hambúrgueres Submarinos (PT)" "20,000 Patties Under the Sea"                                      | N/A                   | N/A         | 23 de novembro de 2007 11 de abril de 2008    | N/A              |
| 97b  | 17b | "A Batalha da Fenda do Bikini (BR)" "A Batalha de Bikini Bottom (PT)" "The Battle of Bikini Bottom"                                           | N/A                   | N/A         | 23 de novembro de 2007 11 de abril de 2008    | N/A              |
| 98   | 18  | "O Que Aconteceu Com O Bob Esponja? (BR)" "O Que É Que Aconteceu ao SpongeBob? (PT) (9.º Especial)" "What Ever Happened to SpongeBob?"        | N/A                   | N/A         | 13 de outubro de 2008 17 de julho de 2009     | N/A              |
| 99a  | 19a | "As Duas Caras do Lula Molusco (BR)" "As Duas Faces do Squidward (PT)" "The Two Faces of Squidward"                                           | N/A                   | N/A         | 23 de novembro de 2007 18 de abril de 2008    | N/A              |
| 99b  | 19b | "Monumento de Esponja (BR)" "SpongeHenge (PT)" "SpongeHenge"                                                                                  | N/A                   | N/A         | 23 de novembro de 2007 18 de abril de 2008    | N/A              |
| 100a | 20a | "Interdição da Fenda do Bikini (BR)" "Banido de Bikini Bottom (PT)" "Banned in Bikini Bottom"                                                 | N/A                   | N/A         | 23 de novembro de 2007 25 de abril de 2008    | N/A              |
| 100b | 20b | "Stanley S. Calça Quadrada (BR)" "Stanley S. SquarePants (PT)" "Stanley S. SquarePants"                                                       | N/A                   | N/A         | 23 de novembro de 2007 25 de abril de 2008    | N/A              |

### 6.ª Temporada: 2008–2010
| |      | |                      |             |                                                |                 |
| #S | #T   | TítuloTítulo original | Diretores deanimação | Escrito por | Estreia original                               | Cód. deprodução |
| 101a | 1a   | "Casa Chique" "House Fancy"                                                                                                  | N/A                  | N/A         | 6 de junho de 2008 25 de agosto de 2008        | N/A             |
| Lula Molusco prepara sua casa para um show de TV. Primeira Aparição: Nick |      | |                      |             |                                                |                 |
| 101b | 1b   | "Estrada do Carsiri" "Krabby Road"                                                                                           | N/A                  | N/A         | 3 de março de 2008 25 de agosto de 2008        | N/A             |
| Plankton cria uma banda para roubar a formula secreta do Hamburger de Siri. |      | |                      |             |                                                |                 |
| 102a | 2a   | "Doidos Por Tostões" "Penny Foolish"                                                                                         | N/A                  | N/A         | 7 de março de 2008 26 de agosto de 2008        | N/A             |
| Seu Siriguejo fica obssecado por um tostão quando Bob Esponja acha um. |      | |                      |             |                                                |                 |
| 102b | 2b   | "Novato Náutico" "Nautical Novice"                                                                                           | N/A                  | N/A         | 29 de março de 2008 26 de agosto de 2008       | N/A             |
| Bob Esponja tenta impressionar Sra. Puff memorizando a historia da pilotagem. |      | |                      |             |                                                |                 |
| 103a | 3a   | "Esponjicus" "Spongicus" | N/A                  | N/A         | 29 de março de 2008 27 de agosto de 2008       | N/A             |
| Plankton cria um coliseu e organiza um show de gladiadores. |      | |                      |             |                                                |                 |
| 103b | 3b   | "Sinfonia das Ventosas" "Suction Cup Symphony"                                                                               | N/A                  | N/A         | 6 de março de 2008 27 de agosto de 2008        | N/A             |
| Lula Molusco escreve uma sinfonia. |      | |                      |             |                                                |                 |
| 104a | 4a   | "Não É Normal" "Not Normal"                                                                                                  | N/A                  | N/A         | 4 de março de 2008 28 de agosto de 2008        | N/A             |
| Bob Esponja se Torna "Normal". |      | |                      |             |                                                |                 |
| 104b | 4b   | "Desaparecidos" "Gone" | N/A                  | N/A         | 5 de março de 2008 28 de agosto de 2008        | N/A             |
| Bob Esponja acorda e encontra a Fenda do Bikini deserta. |      | |                      |             |                                                |                 |
| 105a | 5a   | "A Farpa" "The Splinter" | N/A                  | N/A         | 2 de junho de 2008 6 de fevereiro de 2009      | N/A             |
| Bob Esponja pega uma farpa no trabalho. |      | |                      |             |                                                |                 |
| 105b | 5b   | "Os Palhaços do Assobio" "Slide Whistle Stooges"                                                                             | N/A                  | N/A         | 16 de fevereiro de 2009 6 de fevereiro de 2009 | N/A             |
| Bob Esponja, Patrick, e Lula Molusco brincam com apitos. |      | |                      |             |                                                |                 |
| 106a | 6a   | "Uma Vida Num Dia" "A Life in a Day"                                                                                         | N/A                  | N/A         | 4 de junho de 2008 13 de fevereiro de 2009     | N/A             |
| A audacia de Larry inspira Patrick a ter uma vida perigosa. |      | |                      |             |                                                |                 |
| 106b | 6b   | "Alvejado" "Sun Bleached" | N/A                  | N/A         | 5 de junho de 2008 13 de fevereiro de 2009     | N/A             |
| Por Culpa de Patrick, Bob Esponja acidentalmente, fica bronzeado demais. |      | |                      |             |                                                |                 |
| 107a | 7a   | "Lula Molusco Gigante" "Giant Squidward"                                                                                     | N/A                  | N/A         | 3 de junho de 2008 20 de fevereiro de 2009     | N/A             |
| Lula Molusco fica gigante depois que ele é borrifado com um spray fertilizante por causa de Bob Esponja e Patrick. |      | |                      |             |                                                |                 |
| 107b | 7b   | "Nenhum Nariz Sabe" "No Nose Knows"                                                                                          | N/A                  | N/A         | 4 de agosto de 2008 20 de fevereiro de 2009    | N/A             |
| Patrick decide ter Nariz, Mais nem sabe que terá vários problemas. |      | |                      |             |                                                |                 |
| 108a | 8a   | "Hambúrguer e Delito" "Patty Caper"                                                                                          | N/A                  | N/A         | 5 de agosto de 2008 27 de fevereiro de 2009    | N/A             |
| Bob Esponja investiga o desaparecimento da formula secreta do Hamburger de Siri. |      | |                      |             |                                                |                 |
| 108b | 8b   | "O Cliente Assíduo do Plankton" "Plankton's Regular"                                                                         | N/A                  | N/A         | 6 de agosto de 2008 27 de fevereiro de 2009    | N/A             |
| Plankton descobre que ele tem um cliente assiduo que visita o Balde de Lixo diariamente. |      | |                      |             |                                                |                 |
| 109a | 9a   | "Amigos Pilotos" "Boating Buddies"                                                                                           | N/A                  | N/A         | 7 de agosto de 2008 4 de junho de 2009         | N/A             |
| Lula Molusco deve comparecer a Escola de Pilotagem depois de perder a carteira. |      | |                      |             |                                                |                 |
| 109b | 9b   | "A Gazeta do Siri" "The Krabby Kronicle"                                                                                     | N/A                  | N/A         | 8 de agosto de 2008 11 de junho de 2009        | N/A             |
| Seu Sirigejo cria um jornal. |      | |                      |             |                                                |                 |
| 110a | 10a  | "A Festa do Pijama" "The Slumber Party"                                                                                      | N/A                  | N/A         | 28 de novembro de 2008 18 de junho de 2009     | N/A             |
| Seu Siriguejo tenta interferir na festa do pijama da Pérola. |      | |                      |             |                                                |                 |
| 110b | 10b  | "Gary Enfeitado" "Grooming Gary"                                                                                             | N/A                  | N/A         | 28 de novembro de 2008 25 de junho de 2009     | N/A             |
| Bob Esponja coloca Gary em concurso de mascotes. |      | |                      |             |                                                |                 |
| 111 | 11   | "Bob Esponja E A Onda Gigante (10.º Especial)" "SpongeBob SquarePants vs. The Big One"                                       | N/A                  | N/A         | 17 de abril de 2009 16 de abril de 2009        | N/A             |
| Bob Esponja, Patrick, Lula Molusco, Sandy, e Seu Siriguejo devem montar em uma grande onda para voltar para casa.(Neste episódio, o cantor David Jones, da banda The Monkees, faz uma participação especial, e uma música sua, Daydream Believer é tocada no episódio e nos créditos finais e o ator Johnny Depp faz a voz de JKL, um surfista que ensina Bob e sua turma a pegar onda) |      | |                      |             |                                                |                 |
| 112a | 12a  | "Bolsos Porosos" "Porous Pockets"                                                                                            | N/A                  | N/A         | 28 de novembro de 2008 6 de julho de 2009      | N/A             |
| Bob Esponja se torna popular depois de obter uma grande quantidade de dinheiro. |      | |                      |             |                                                |                 |
| 112b | 12b  | "Os Rapazes do Coro" "Choir Boys"                                                                                            | N/A                  | N/A         | 20 de março de 2009 6 de julho de 2009         | N/A             |
| Bob Esponja quer participar do coro que Lula Molusco participa. |      | |                      |             |                                                |                 |
| 113a | 13a  | "Os Crocantes Apetitosos" "Krusty Krushers"                                                                                  | N/A                  | N/A         | 28 de novembro de 2008 7 de julho de 2009      | N/A             |
| Seu Siriguejo gerencia Bob Esponja e Patrick como uma dupla de luta livre para ganhar $1.000.000. |      | |                      |             |                                                |                 |
| 113b | 13b  | "A Figurinha" "The Card" | N/A                  | N/A         | 28 de novembro de 2008 7 de julho de 2009      | N/A             |
| Patrick encontra uma rara figurinha e Bob Esponja tenta protege-la. |      | |                      |             |                                                |                 |
| 114a | 14a  | "Queridos Vikings" "Dear Vikings"                                                                                            | N/A                  | N/A         | 28 de novembro de 2008 9 de julho de 2009      | N/A             |
| Bob Esponja quer saber mais sobre os vikings. |      | |                      |             |                                                |                 |
| 114b | 14b  | "A Trapaça" "Ditchin" | N/A                  | N/A         | 28 de novembro de 2008 9 de julho de 2009      | N/A             |
| Bob Esponja mata aula da Escola de Pilotagem e acaba se distraindo. |      | |                      |             |                                                |                 |
| 115a | 15a  | "O Vovô Pirata" "Grandpappy the Pirate"                                                                                      | N/A                  | N/A         | 18 de fevereiro de 2009 10 de julho de 2009    | N/A             |
| Seu Siriguejo procura a ajuda de Bob Esponja, Lula Molusco, e Patrick para convencer seu avô de que ele é um pirata. |      | |                      |             |                                                |                 |
| 115b | 15b  | "Loja Maçônica Cefalópode" "Cephalopod Lodge"                                                                                | N/A                  | N/A         | 17 de fevereiro de 2009 10 de julho de 2009    | N/A             |
| Quando Lula Molusco é banido da Loja Cefalópode, Bob Esponja e Patrick tentam ajudá-lo a entrar. |      | |                      |             |                                                |                 |
| 116a | 16a  | "Visita do Lula" "Squid's Visit"                                                                                             | N/A                  | N/A         | 4 de junho de 2009 12 de setembre de 2009      | N/A             |
| Bob Esponja tenta fazer com que Lula Molusco visite-o. |      | |                      |             |                                                |                 |
| 116b | 16b  | "Para o Calça Quadrada ou Não" "To SquarePants or Not to SquarePants"                                                        | N/A                  | N/A         | 17 de julho de 2009 23 de setembre de 2010     | N/A             |
| Quando as calças de Bob Esponja encolhem na máquina de lavar, ele deve encontrar calças novas. |      | |                      |             |                                                |                 |
| 117a | 17a  | "Embarque Atrapalhado" "Shuffleboarding"                                                                                     | N/A                  | N/A         | 16 de fevereiro de 2009 14 de julho de 2009    | N/A             |
| Bob Esponja e Patrick fingem ser Homem Sereia e Mexilhãozinho em um concurso de shuffleboarding, mas perdem o foco no caminho de casa. |      | |                      |             |                                                |                 |
| 117b | 17b  | "Professor Lula Molusco" "Professor Squidward"                                                                               | N/A                  | N/A         | 19 de fevereiro de 2009 14 de julho de 2009    | N/A             |
| Lula Molusco finge ser Squilliam para dar uma aula de música. |      | |                      |             |                                                |                 |
| 118a | 18a  | "Mascotes Ou Pestes" "Pet or Pests"                                                                                          | N/A                  | N/A         | 18 de março de 2009 31 de dezembro de 2009     | N/A             |
| Bob Esponja adota um verme de rua que dá à luz a bebês vermes durante a noite. |      | |                      |             |                                                |                 |
| 118b | 18b  | "Computador Sobrecarregado" "Komputer Overload"                                                                              | N/A                  | N/A         | 19 de março de 2009 31 de dezembro de 2009     | N/A             |
| Plankton tenta substituir Karen com novos computadores. |      | |                      |             |                                                |                 |
| 119a | 19a  | "Calça Ingênua" "Gullible Pants"                                                                                             | N/A                  | N/A         | 5 de junho de 2009 15 de julho de 2009         | N/A             |
| Bob Esponja fica no comando do Siri Cascudo por alguns minutos. |      | |                      |             |                                                |                 |
| 119b | 19b  | "Sobrecarregado" "Overbooked"                                                                                                | N/A                  | N/A         | 19 de julho de 2009 15 de julho de 2009        | N/A             |
| Bob Esponja precisa estar na festa de aniversário do Patrick, ajudar a Sandy com sua apresentação, e ajudar o Seu Siriguejo a construir um telescópio, tudo ao mesmo tempo. |      | |                      |             |                                                |                 |
| 120a | 20a  | "Nada de Chapéu Pro Patrick" "No Hat for Pat"                                                                                | N/A                  | N/A         | 19 de julho de 2009 16 de julho de 2009        | N/A             |
| Patrick quer usar o chapéu do Siri Cascudo. |      | |                      |             |                                                |                 |
| 120b | 20b  | "Loja de Brinquedos Ameaçadores" "Toy Store of Doom"                                                                         | N/A                  | N/A         | 17 de março de 2009 16 de julho de 2009        | N/A             |
| Bob Esponja e Patrick ficam presos em uma loja de brinquedos depois que ela é fechada. |      | |                      |             |                                                |                 |
| 121a | 21a  | "Castelos de Areia na Areia" "Sand Castles in the Sand"                                                                      | N/A                  | N/A         | 16 de março de 2009 31 de dezembro de 2009     | N/A             |
| Bob Esponja e Patrick usam suas criações de areia para lutar entre si. |      | |                      |             |                                                |                 |
| 121b | 21b  | "Casca em Choque" "Shell Shocked"                                                                                            | N/A                  | N/A         | 1 de junho de 2009 31 de dezembro de 2009      | N/A             |
| Bob Esponja procura por alternativas quando Gary precisa de uma nova casca. |      | |                      |             |                                                |                 |
| 122a | 22a  | "Balde de Lixo Supremo" "Chum Bucket Supreme"                                                                                | N/A                  | N/A         | 19 de julho de 2009 1 de janeiro de 2010       | N/A             |
| Plankton contrata Patrick como diretor de publicidade do Balde de Lixo. |      | |                      |             |                                                |                 |
| 122b | 22b  | "Aniversário de Casamento do Unicelular" "Single Cell Anniversary"                                                           | N/A                  | N/A         | 3 de junho de 2009 1 de janeiro de 2010        | N/A             |
| Bob Esponja ajuda Plankton a encontrar um presente de aniversário para Karen. |      | |                      |             |                                                |                 |
| 123–124 | 2324 | "Entrando Numa Fria (Parte 1)/ Entrando Numa Fria (Parte 2) (3.º Filme)" "Truth or Square (USA) / Stuck in the Freezer (AL)" | N/A                  | N/A         | 6 de novembro de 2009 26 de novembro de 2009   | N/A             |
| Durante a celebração do aniversário do Siri Cascudo, Bob Esponja, Patrick, Lula Molusco, e Seu Siriguejo acidentalmente ficam trancados no congelador. |      | |                      |             |                                                |                 |
| 125a | 25a  | "Tempo de Abacaxi" "Pineapple Fever"                                                                                         | N/A                  | N/A         | 2 de junho de 2009 1 de janeiro de 2010        | N/A             |
| Lula Molusco fica preso dentro de casa com Bob Esponja e Patrick durante uma tempestade. |      | |                      |             |                                                |                 |
| 125b | 25b  | "Cavernas de Salmão" "Chum Caverns"                                                                                          | N/A                  | N/A         | 18 de julho de 2009 1 de janeiro de 2009       | N/A             |
| Plankton cai em uma caverna subterrânea e usa seu cenário para atrair clientes. |      | |                      |             |                                                |                 |
| 126 | 26   | "A Fúria de Tritão (11.º Especial)" "The Clash of Triton"                                                                    | N/A                  | N/A         | 5 de julho de 2010 12 de novembro de 2010      | N/A             |
| Rei Netuno não vai comemorar seu aniversário, até que Bob Esponja e Patrick encontrem seu filho, Tritão. Primeira Aparição: Tritão |      | |                      |             |                                                |                 |

### 7.ª Temporada: 2009–2012
| |     |                                                                                     |                      |             |                                                |                 |
| # S | # T | TítuloTítulo original                                                               | Diretores deanimação | Escrito por | Estreia original                               | Cód. deprodução |
| 127a | 1a  | "Visão de Tentáculos" "Tentacle-Vision"                                             | N/A                  | N/A         | 22 de janeiro de 2009 19 de julho de 2010      | N/A             |
| Lula Molusco ganha seu proprio show de TV, mas Bob Esponja e Patrick tentam ajudar. |     |                                                                                     |                      |             |                                                |                 |
| 127b | 1b  | "Adoro Dançar" "I ♥ Dancing"                                                        | N/A                  | N/A         | 22 de fevereiro de 2009 19 de junho de 2010    | N/A             |
| Lula Molusco tenta sabotar a audição de dança do Bob Esponja. |     |                                                                                     |                      |             |                                                |                 |
| 128a | 2a  | "Período de Crescimento" "Growth Spout"                                             | N/A                  | N/A         | 23 de fevereiro de 2009 19 de julho de 2009    | N/A             |
| Pérola passa por seu período de crescimento e Sr. Sirigueijo tenta encontrar comida para alimentá-la. |     |                                                                                     |                      |             |                                                |                 |
| 128b | 2b  | "Presos nos Rolos Espremedores" "Stuck in the Wringer"                              | N/A                  | N/A         | 23 de fevereiro de 2010 19 de julho de 2009    | N/A             |
| Bob Esponja fica preso em um rolo espremedor, que o atrapalha em fazer suas tarefas. |     |                                                                                     |                      |             |                                                |                 |
| 129a | 3a  | "Tem Alguém na Cozinha Com a Sandy" "Someone's in the Kitchen with Sandy"           | N/A                  | N/A         | 24 de fevereiro de 2010 19 de julho de 2009    | N/A             |
| Plankton se finge de Sandy a fim de roubar a fórmula do Hamburger de Siri. Enquanto isso, Sandy sem pêlo tenta descobrir quem roubou seu casaco. |     |                                                                                     |                      |             |                                                |                 |
| 129b | 3b  | "Crime Caseiro" "The Inside Job"                                                    | N/A                  | N/A         | 24 de fevereiro de 2010 19 de julho de 2010    | N/A             |
| Plankton entra no cérebro de Bob Esponja para roubar a fórmula secreta do Hambúrguer de Siri. |     |                                                                                     |                      |             |                                                |                 |
| 130a | 4a  | "Bolos Engordurados" "Greasy Buffoons"                                              | N/A                  | N/A         | 25 de fevereiro de 2011 27 de novembro de 2010 | N/A             |
| Seu Siriguejo e Plankton começam a vender comidas gordurosas em seus restaurantes. |     |                                                                                     |                      |             |                                                |                 |
| 130b | 4b  | "Esponja Modelo" "Model Sponge"                                                     | N/A                  | N/A         | 25 de fevereiro de 2011 27 de novembro de 2010 | N/A             |
| Bob Esponja acredita que ele foi banido do Siri Cascudo, para que ele encontre um novo emprego como um ator de comerciais. |     |                                                                                     |                      |             |                                                |                 |
| 131a | 5a  | "Mantenha a Fenda do Bikini Bonita" "Keep Bikini Bottom Beautiful"                  | N/A                  | N/A         | 26 de fevereiro de 2011 2 de janeiro de 2010   | N/A             |
| Lula Molusco é pego jogando lixo e é condenado a fazer serviços comunitários, com a ajuda de Bob Esponja. |     |                                                                                     |                      |             |                                                |                 |
| 131b | 5b  | "Um Companheiro Para Gary" "A Pal for Gary"                                         | N/A                  | N/A         | 26 de fevereiro de 2011 2 de janeiro de 2010   | N/A             |
| Bob Esponja arranja um amigo para o Gary, mas este se torna um monstro. |     |                                                                                     |                      |             |                                                |                 |
| 132a | 6a  | "Seu, Meu e Meu" "Yours, Mine and Mine"                                             | N/A                  | N/A         | 19 de abril de 2011 11 de setembro de 2011     | N/A             |
| Bob Esponja e Patrick lutam por um brinquedo licenciado do Siri Cascudo. |     |                                                                                     |                      |             |                                                |                 |
| 132b | 6b  | "Siri Rachado" "Kracked Krabs"                                                      | N/A                  | N/A         | 19 de abril de 2011 11 de setembro de 2011     | N/A             |
| Seu Siriguejo é nomeado o maior caranguejo sovina vivo. |     |                                                                                     |                      |             |                                                |                 |
| 133a | 7a  | "O Feitiço da Fenda do Bikini" "The Curse of Bikini Bottom"                         | N/A                  | N/A         | 20 de abril de 2011 24 de outubro de 2011      | N/A             |
| O Holandês Voador transforma Bob Esponja e Patrick em fantasmas. |     |                                                                                     |                      |             |                                                |                 |
| 133b | 7b  | "Lula Molusco na Clarinetalândia" "Squidward in Clarinetland"                       | N/A                  | N/A         | 20 de abril de 2011 24 de março de 2011        | N/A             |
| Tendo que compartilhar um armário com Bob Esponja, Lula Molusco encontra um mundo sagrado somente para clarinetas. |     |                                                                                     |                      |             |                                                |                 |
| 134 | 8   | "Bob Esponja Protesta (12.º Especial)" "SpongeBob's Last Stand"                     | N/A                  | N/A         | 22 de agosto de 2011 22 de abril de 2011       | N/A             |
| O Campo das Aguas-Vivas é ameaçado pela construção de uma rodovia, e Bob tenta impedir que ela venha a ser construída. |     |                                                                                     |                      |             |                                                |                 |
| 135a | 9a  | "de Volta ao Passado" "Back to the Past"                                            | N/A                  | N/A         | 28 de maio de 2011 15 de fevereiro de 2011     | N/A             |
| Bob Esponja e Patrick acidentalmente, alteram eventos passados com a máquina do tempo do Homem Sereia. |     |                                                                                     |                      |             |                                                |                 |
| 135b | 9b  | "O Clube Dos Vilões" "The Bad Guy Club for Villains"                                | N/A                  | N/A         | 28 de maio de 2011 15 de fevereiro de 2011     | N/A             |
| Bob Esponja e Patrick assistem ao episodio perdido de "As Aventuras do Homem Sereia e do Mexilhãozinho". |     |                                                                                     |                      |             |                                                |                 |
| 136a | 10a | "Um Dia Sem Lágrimas" "A Day Without Tears"                                         | N/A                  | N/A         | 21 de abril de 2011 22 de março de 2011        | N/A             |
| Lula Molusco aposta com Bob Esponja que ele não consegue ficar 24 horas sem chorar. |     |                                                                                     |                      |             |                                                |                 |
| 136b | 10b | "Emprego de Verão" "Summer Job"                                                     | N/A                  | N/A         | 21 de abril de 2011 23 de março de 2011        | N/A             |
| Para pagar os estragos que ela causou, Sra. Puff terá que trabalhar com o Bob Esponja no Siri Cascudo. |     |                                                                                     |                      |             |                                                |                 |
| 137a | 11a | "Refeição Grosseira" "One Coarse Meal"                                              | N/A                  | N/A         | 6 de novembro de 2011 25 de março de 2011      | N/A             |
| Seu Siriguejo descobre que Plankton tem medo de baleias e usa isso como vantagem, usando sua filha Pérola. |     |                                                                                     |                      |             |                                                |                 |
| 137b | 11b | "O Gary Apaixonado" "Gary in Love"                                                  | N/A                  | N/A         | 6 de novembro de 2011 6 de fevereiro de 2010   | N/A             |
| Gary se apaixona por uma caracol chamada Mary. |     |                                                                                     |                      |             |                                                |                 |
| 138a | 12a | "O Negócio É Teatro" "The Play's the Thing"                                         | N/A                  | N/A         | 22 de abril de 2011 26 de março de 2011        | N/A             |
| Lula Molusco executa sua peça no Siri Cascudo. |     |                                                                                     |                      |             |                                                |                 |
| 138b | 12b | "Confusão no Rodeio" "Rodeo Daze"                                                   | N/A                  | N/A         | 22 de abril de 2011 6 de fevereiro de 2011     | N/A             |
| Bob Esponja e os habitantes da Fenda do Bikini viajam para o Texas para salvar a Sandy de um rodeio. |     |                                                                                     |                      |             |                                                |                 |
| 139a | 13a | "A Receita Secreta da Vovó" "Gramma's Secret Recipe"                                | N/A                  | N/A         | 28 de outubro de 2011 6 de julho de 2011       | N/A             |
| Plankton se faz passar da avó de Bob Esponja. |     |                                                                                     |                      |             |                                                |                 |
| 139b | 13b | "Faro de Dinheiro" "The Cent of Money"                                              | N/A                  | N/A         | 22 de novembro de 2011 7 de julho de 2011      | N/A             |
| Quando Sr. Sirigueiro descobre que Gary pode detectar moedas, o explora para conseguir todo o dinheiro que encontrar. |     |                                                                                     |                      |             |                                                |                 |
| 140a | 14a | "O Monstro Que Foi Para Fenda do Bikini" "The Monster Who Came to Bikini Bottom"    | N/A                  | N/A         | 10 de fevereiro de 2011 28 de janeiro de 2011  | N/A             |
| Patrick se torna amigo de um monstro. Nota: Este é o 1° episódio do especial Lendas da Fenda do Bikini. |     |                                                                                     |                      |             |                                                |                 |
| 140b | 14b | "Bem Vindo ao Triângulo da Fenda do Bikini" "Welcome to the Bikini Bottom Triangle" | N/A                  | N/A         | 10 de fevereiro de 2011 28 de janeiro de 2011  | N/A             |
| Bob Esponja e seus amigos ficam presos no Triângulo da Fenda do Bikini. Nota: Este é o 2° episódio do especial Lendas da Fenda do Bikini. |     |                                                                                     |                      |             |                                                |                 |
| 141a | 15a | "O Feitiço da Bruxa" "The Curse of the Hex"                                         | N/A                  | N/A         | 19 de novembro de 2011 11 de junho de 2011     | N/A             |
| A bruxa Madame Lampreia enfeitiça o Siri Cascudo. Nota: Este é o 3° episódio do especial Lendas da Fenda do Bikini. |     |                                                                                     |                      |             |                                                |                 |
| 141b | 15b | "O Ralo Principal" "The Main Drain"                                                 | N/A                  | N/A         | 10 de fevereiro de 2011 28 de janeiro de 2011  | N/A             |
| Bob Esponja e Patrick encontram um ralo lendário que destrói a Fenda do Bikini. Nota: Este é o 4° episódio do especial Lendas da Fenda do Bikini. |     |                                                                                     |                      |             |                                                |                 |
| 142a | 16a | "Caipiras Durões" "Trenchbillies"                                                   | N/A                  | N/A         | 1 de março de 2011 29 de janeiro de 2011       | N/A             |
| Bob Esponja e Patrick são mantidos prisioneiros por uma gangue de caipiras. Nota: Este é o 5° episódio do especial Lendas da Fenda do Bikini. |     |                                                                                     |                      |             |                                                |                 |
| 142b | 16b | "Esponja Vulcão" "Sponge-Cano!"                                                     | N/A                  | N/A         | 1 de março de 2011 28 de janeiro de 2011       | N/A             |
| Uma erupção vulcânica traz um antigo guerreiro da Fenda do Bikini com previsões sombrias. Nota: Este é o 6° episódio do especial e o último de Lendas da Fenda do Bikini. |     |                                                                                     |                      |             |                                                |                 |
| 143 | 17  | "O Grande Assalto ao Trem (13.º Especial)" "The Great Patty Caper"                  | N/A                  | N/A         | 14 de outubro de 2011 11 de novembro de 2011   | N/A             |
| Bob Esponja e Patrick devem viajar de trem para recuperar a fórmula do Hambúrguer de Siri, mas Plankton rouba a chave do cofre. |     |                                                                                     |                      |             |                                                |                 |
| 144a | 18a | "No Fundo do Poço" "That Sinking Feeling"                                           | N/A                  | N/A         | 2 de março de 2011 8 de julho de 2011          | N/A             |
| Bob Esponja e Patrick cavam um túnel entre as suas casas, o que irrita Lula Molusco. |     |                                                                                     |                      |             |                                                |                 |
| 144b | 18b | "Estrela do Karatê" "Karate Star"                                                   | N/A                  | N/A         | 2 de março de 2011 9 de julho de 2011          | N/A             |
| Bob Esponja ensina karatê para o Patrick, causando caos na Fenda do Bikini. |     |                                                                                     |                      |             |                                                |                 |
| 145a | 19a | "Enterrado na Hora Certa" "Buried in Time"                                          | N/A                  | N/A         | 3 de março de 2011 18 de setembro de 2012      | N/A             |
| Bob Esponja, Patrick, e Lula Molusco ficam presos em uma cápsula do tempo. |     |                                                                                     |                      |             |                                                |                 |
| 145b | 19b | "Sonhos Encantados de Tiki" "Enchanted Tiki Dreams"                                 | N/A                  | N/A         | 3 de março de 2011 19 de junho de 2012         | N/A             |
| Lula Molusco começa a viver no mundo dos seus sonhos graças à Bob Esponja e Patrick. |     |                                                                                     |                      |             |                                                |                 |
| 146a | 20a | "O Lado Abrasivo" "The Abrasive Side"                                               | N/A                  | N/A         | 4 de março de 2012 27 de novembro de 2012      | N/A             |
| Gary encomenda para Bob Esponja um produto que ajuda a dizer não a alguém que precisa da ajuda de Bob Esponja. [Note]Pela primeira vez, Wendell Bezerra, faz uma dublagem "dupla" do mesmo personagem, tanto do Bob Esponja, quando seu lado "abrasivo", mas usando a sua voz normal, mas brava e violenta.[/note] |     |                                                                                     |                      |             |                                                |                 |
| 146b | 20b | "Verme de Ouvido" "Earworm"                                                         | N/A                  | N/A         | 4 de março de 2011 27 de novembro de 2012      | N/A             |
| Bob Esponja fica viciado em uma música, e não consegue parar de cantar. |     |                                                                                     |                      |             |                                                |                 |
| 147a | 21a | "Esconder e Então o Que Acontece?" "Hide and Then What Happens?"                    | N/A                  | N/A         | 11 de fevereiro de 2012 9 de agosto de 2012    | N/A             |
| O jogo de esconde-esconde de Bob e Patrick acaba quando Bob Esponja não encontra o amigo em nenhum lugar. |     |                                                                                     |                      |             |                                                |                 |
| 147b | 21b | "Trapaça com a Casca" "Shellback Shenanigans"                                       | N/A                  | N/A         | 11 de fevereiro de 2012 18 de setembro de 2012 | N/A             |
| Plankton finge ser Gary para enganar Bob Esponja. |     |                                                                                     |                      |             |                                                |                 |
| 148a | 22a | "A Obra Prima" "The Masterpiece"                                                    | N/A                  | N/A         | 4 de abril de 2012 2 de outubro de 2012        | N/A             |
| Lula Molusco esculpe uma estatua do Seu Siriguejo. |     |                                                                                     |                      |             |                                                |                 |
| 148b | 22b | "Ataque de Búzios" "Whelk Attack"                                                   | N/A                  | N/A         | 4 de abril de 2012 2 de outubro de 2012        | N/A             |
| Búzios do mar gigantes invadem a Fenda do Bikini. |     |                                                                                     |                      |             |                                                |                 |
| 149a | 23a | "Você Não Conhece a Esponja" "You Don't Know Sponge"                                | N/A                  | N/A         | 11 de abril de 2012 9 de agosto de 2012        | N/A             |
| Bob Esponja e Patrick fazem um teste entre os dois, o que ameaça a sua amizade quando Patrick não sabe nada sobre Bob Esponja. |     |                                                                                     |                      |             |                                                |                 |
| 149b | 23b | "O Túnel da Luva do Amor" "Tunnel of Glove"                                         | N/A                  | N/A         | 11 de abril de 2012 12 de fevereiro de 2011    | N/A             |
| Pérola e Bob Esponja ficam presos no Tunel da Luva Amor. |     |                                                                                     |                      |             |                                                |                 |
| 150a | 24a | "Cascudo Quente" "Krusty Dogs"                                                      | N/A                  | N/A         | 18 de abril de 2012 9 de outubro de 2012       | N/A             |
| Seu Siriguejo muda o menu de Hamburger de Siri para cachorros-quentes. |     |                                                                                     |                      |             |                                                |                 |
| 150b | 24b | "O Naufrágio de Mauna Loa" "The Wreck of the Mauna Loa"                             | N/A                  | N/A         | 18 de abril de 2012 9 de outubro de 2012       | N/A             |
| Bob Esponja e Patrick encontram um navio perdido. |     |                                                                                     |                      |             |                                                |                 |
| 151a | 25a | "Peixe Novo na Cidade" "New Fish in Town"                                           | N/A                  | N/A         | 8 de outubro de 2012 15 de janeiro de 2013     | N/A             |
| Lula Molusco fica amigo do novo vizinho. |     |                                                                                     |                      |             |                                                |                 |
| 151b | 25b | "Adoro Essa Lula" "Love That Squid"                                                 | N/A                  | N/A         | 8 de outubro de 2012 12 de fevereiro de 2013   | N/A             |
| Lula Molusco precisa sair para um encontro e Bob Esponja tenta ajudá-lo. |     |                                                                                     |                      |             |                                                |                 |
| 152a | 26a | "Sam, a Irmã Mais Velha" "Big Sister Sam"                                           | N/A                  | N/A         | 8 de outubro de 2012 15 de janeiro de 2013     | N/A             |
| A irmã mais velha de Patrick, Samantha, vem visita-lo. |     |                                                                                     |                      |             |                                                |                 |
| 152b | 26b | "Química Perfeita" "Perfect Chemistry"                                              | N/A                  | N/A         | 8 de outubro de 2012 26 de fevereiro de 2013   | N/A             |
| Sandy cria um teleportador, que Plankton tenta usar para roubar a formula. |     |                                                                                     |                      |             |                                                |                 |

### 8.ª Temporada: 2011–2013
|     |    | |                                                              |                          |  |  |
| #   | #  | Título Título original | Estreia original                                             | Audiência EUA em milhões |  |  |
| 153 | 1  | "Acidentes Acontecem" "Accidents Will Happen"                                                                                         | 18 de junho de 2011 22 de outubro de 2011                    | N/A                      |  |  |
| 153 | 1  | "O Outro Hambúrguer" "The Other Patty"                                                                                                | 25 de julho de 2011 22 de outubro de 2011                    | N/A                      |  |  |
| 154 | 2  | "Drive Thru / A Celebridade" "Drive Thru / The Hot Shot"                                                                              | 19 de julho e 18 de junho de 2011 4 de maio de 2012          | N/A                      |  |  |
| 155 | 3  | "Um Jogo Amistoso / Esponja Sentimental" "A Friendly Game / Sentimental Sponge"                                                       | 26 de março e 2 de abril de 2012 9 de abril de 2012          | N/A                      |  |  |
| 156 | 4  | "Confronto Gelado (14.º Especial)" "Frozen Face-Off"                                                                                  | 15 de julho de 2011 19 de janeiro de 2013                    | 5.8                      |  |  |
| 157 | 5  | "Escola Para Adultos do Lula Molusco / Relatório Oral" Squidward's School for Grown Ups / Oral Report"                                | 4 de junho e 26 de março de 2011 10 de abril de 2012         | N/A                      |  |  |
| 158 | 6  | "Lula Doce e Amarga / O Artista dos Olhos Enviesados" "Sweet and Sour Squid / The Googly Artiste"                                     | 20 e 21 de julho de 2011 11 de abril de 2012                 | N/A                      |  |  |
| 159 | 7  | "Férias da Família do Calça Quadrada" "A SquarePants Family Vacation"                                                                 | 11 de novembro de 2011 19 de julho de 2012                   | N/A                      |  |  |
| 160 | 8  | "Fiquérias do Patrick / Passeando com Plankton" "Patrick's Staycation / Walking the Plankton"                                         | 8 de novembro e 7 de novembro de 2011 19 de julho de 2012    | N/A                      |  |  |
| 161 | 9  | "Férias Lunares / O Sr. Siriguejo Tira Férias" "Mooncation / Mr. Krabs Takes a Vacation"                                              | 10 de novembro e 9 de novembro de 2011 19 de julho de 2012   | N/A                      |  |  |
| 162 | 10 | "Tem Gente Que Acredita Em Fantasmas" "Ghoul Fools"                                                                                   | 21 de outubro de 2011 10 de novembro de 2012                 | 4.1                      |  |  |
| 163 | 11 | "O Início do Homem Sereia / O Olho Bom do Plankton" "MermaidMan Begins / Plankton's Good Eye"                                         | 23 de setembro de 2011 12 de abril de 2012                   | N/A                      |  |  |
| 164 | 12 | "Cara de Mexilhão / Pat, Babá de Mascotes" "Barnacle Face / Pet Sitter Pat"                                                           | 16 de setembro de 2011 13 de abril de 2012                   | 4.4                      |  |  |
| 165 | 13 | "Tomando Conta da Casa da Sandy / Jazz Suave Na Fenda do Bikini" House Sittin' for Sandy / Smoothe Jazz at Bikini Bottom"             | 30 de setembro de 2011 10 de novembro de 2012                | 3.3                      |  |  |
| 166 | 14 | "O Jeito da Esponja / Bolhas Problemáticas" The Way of the Sponge / Bubble Troubles"                                                  | 25 de novembro de 2011 10 de novembro de 2012                | N/A                      |  |  |
| 167 | 15 | "O Hambúrguer Que Comeu a Fenda do Bikini / O Retorno do Amigo Bolha" The Krabby Patty That Ate Bikini Bottom / Bubble Buddy Returns" | 25 de novembro de 2011 18 de fevereiro de 2013               | N/A                      |  |  |
| 168 | 16 | "Ordem de Restrição ao Bob Esponja / Fiasco!" Restraining SpongeBob / Fiasco!"                                                        | 2 e 5 de abril de 2012 25 de fevereiro de 2013               | N/A                      |  |  |
| 169 | 17 | "Está Feliz Agora? / Planeta das Águas Vivas" Are You Happy Now? / Planet of the Jellyfish"                                           | 31 de março de 2012 16 de abril de 2013                      | N/A                      |  |  |
| 170 | 18 | "Amostra Grátis / Lar Doce Entolho" Free Samples / Home Sweet Rubble"                                                                 | 6 de abril e 4 de abril de 2012 18 de abril de 2013          | N/A                      |  |  |
| 171 | 19 | "Karen 2 / Esponja com Insônia" Karen 2.0 / InSPONGEiac"                                                                              | 13 e 9 de abril de 2012 26 de março e 15 de abril de 2013    | N/A                      |  |  |
| 172 | 20 | "Careta Definitiva! / Mundo da Luva, Descanse em Paz" Face Freeze! / Glove World R.I.P."                                              | 21 de julho e 13 de abril de 2012 16 de novembro de 2013     | N/A                      |  |  |
| 173 | 21 | "Lulite / Ignorante na Corrida" Squiditis / Demolition Doofus"                                                                        | 11 de abril e 21 de julho de 2012 23 de novembro de 2013     | N/A                      |  |  |
| 174 | 22 | "Petiscos / Para Comer ou Para Viagem?" Treats! / For Here or to Go?"                                                                 | 10 de abril e 12 de abril de 2012 30 de novembro de 2013     | N/A                      |  |  |
| 175 | 23 | "O Natal do Bob Esponja! (15.º Especial)" "It's a SpongeBob Christmas!"                                                               | 23 de novembro de 2012 20 de dezembro de 2012                | 3.6 / 4.8                |  |  |
| 176 | 24 | "A Equipe do Vilão Aquático Super Malvado Ataca / Fricassé de Salmão" Super Evil Aquatic Villain Team Up is Go! / Chum Fricassee"     | 14 de outubro e 21 de outubro de 2012 31 de dezembro de 2013 | N/A                      |  |  |
| 177 | 25 | "Em Nome do Siri Cascudo/Mexa-se ou Perca" The Good Krabby Name / Move It or Lose It"                                                 | 3 de setembro e 21 de outubro de 2012 31 de dezembro de 2013 | N/A                      |  |  |
| 178 | 26 | "Olá Fenda do Bikini! (16.º Especial)" "Hello Bikini Bottom!"                                                                         | 8 de outubro de 2012 7 de março de 2013                      | N/A                      |  |  |

### 9.ª Temporada: 2012–2017
| |     | |                         |                                                                      |                                                                       |                  |
| #S | #T  | Título Título original                                                                                                 | Diretores de animação   | Escrito por                                                          | Estreia original                                                      | Cód. de produção |
| 179a | 1a  | "Esportes Radicais (BR)" "Pontos Radicais (PT)" "Extreme Spots"                                                        | Tom Yasumi              | Luke Brookshier, Marc Ceccarelli & Derek Iversen                     | 21 de julho de 2012 4 de julho de 2013 17 de janeiro de 2014          | N/A              |
| 179b | 1b  | "Recorde do Esquilo (BR/PT)" "Squirrel Record"                                                                         | Alan Smart              | Luke Brookshier, Marc Ceccarelli & Derek Iversen                     | 21 de julho de 2012 4 de julho de 2013 17 de janeiro de 2014          | N/A              |
| 180a | 2a  | "Patrick-Man! (BR/PT)" "Patrick-Man!"                                                                                  | Alan Smart              | Casey Alexander, Zeus Cervas & Derek Iversen                         | 27 de outubro de 2012 5 de julho de 2013                              | N/A              |
| 180b | 2b  | "O Brinquedo Novo do Gary (BR/PT)" "Gary's New Toy"                                                                    | Tom Yasumi              | Marc Ceccarelli & Derek Iversen                                      | 14 de outubro de 2012 5 de julho de 2013                              | N/A              |
| 181a | 3a  | "Licença para Fazer Milkshake (BR)" "Licença de Batido (PT)" "License to Milkshake"                                    | Tom Yasumi              | Casey Alexander, Zeus Cervas & Mr. Lawrence                          | 7 de setembro de 2012 14 de janeiro de 2015                           | N/A              |
| 181b | 3b  | "O Bebê Lula (BR)" "Lula Bebé (PT)" "Squid Baby"                                                                       | Alan Smart              | Casey Alexander, Zeus Cervas & Mr. Lawrence                          | 3 de setembro de 2012 14 de janeiro de 2015                           | N/A              |
| 182a | 4a  | "O Caderninho Amarelo (BR)" "Livrinho Amarelo (PT)" "Little Yellow Book"                                               | Alan Smart              | Luke Brookshier, Marc Ceccarelli & Derek Iversen                     | 2 de março de 2013 26 de outubro de 2013 24 de novembro de 2013       | N/A              |
| 182b | 4b  | "Congestionamento (BR)" "Engarrafamento (PT)" "Bumper to Bumper"                                                       | Alan Smart              | Casey Alexander, Zeus Cervas & Mr. Lawrence                          | 17 de novembro de 2012 26 de outubro de 2013 24 de novembro de 2013   | N/A              |
| 183a | 5a  | "Ouriço Não (BR)" "Ahh! Um Ouriço (PT)" "Eek! An Urchin"                                                               | Alan Smart              | Marc Ceccarelli, Luke Brookshier & Mr. Lawrence                      | 27 de outubro de 2012 14 de maio de 2015                              | N/A              |
| 183b | 5b  | "Defesa Molusco (BR)" "Lula Defensiva (PT)" "Squid Defense"                                                            | Tom Yasumi              | Casey Alexander, Zeus Cervas, Blake Lemons & Derek Iversen           | 1 de janeiro de 2013 14 de maio de 2015                               | N/A              |
| 184a | 6a  | "Fuga da Prisão (BR/PT)" "Jailbreak!"                                                                                  | Alan Smart              | Marc Ceccarelli, Luke Brookshier & Mr. Lawrence                      | 16 de março de 2013 27 de abril de 2015                               | N/A              |
| 184b | 6b  | "Espátula do Mal (BR)" "Espátula Maléfica (PT)" "Evil Spatula"                                                         | Alan Smart & Tom Yasumi | Casey Alexander, Zeus Cervas, Blake Lemons & Andrew Goodman          | 9 de março de 2013 27 de abril de 2015                                | N/A              |
| 185 | 7   | "A Bolha de Grude (BR)" "Veio da Lagoa Pegajosa (PT) (17.º Especial)" "It Came from Goo Lagoon"                        | Alan Smart & Tom Yasumi | Marc Ceccarelli, Luke Brookshier, Derek Iversen & Mr. Lawrence       | 17 de fevereiro de 2014 9 de outubro de 2014 18 de outubro de 2014    | N/A              |
| 186a | 8a  | "Cofre do Siriguejo (BR)" "Krabs Caixa Forte (PT)" "Safe Deposit Krabs"                                                | Alan Smart              | Casey Alexander, Zeus Cervas, Blake Lemons & Derek Iversen           | 25 de maio de 2013 20 de março de 2015                                | N/A              |
| 186b | 8b  | "Bicho de Estimação do Plankton (BR)" "O Animal de Estimação do Plankton (PT)" "Plankton's Pet"                        | Alan Smart & Tom Yasumi | Marc Ceccarelli, Luke Brookshier & Mr. Lawrence                      | 19 de janeiro de 2013 20 de março de 2015                             | N/A              |
| 187a | 9a  | "Não Olhe Agora (BR)" "'Não Olhes Agora (PT)" "Don't Look Now"                                                         | Tom Yasumi              | Marc Ceccarelli, Luke Brookshier & Mr. Lawrence                      | 14 de outubro de 2013 26 de junho de 2015                             | N/A              |
| 187b | 9b  | "Sessão Espírita (BR/PT)" "Séance Schméance"                                                                           | Alan Smart & Tom Yasumi | Casey Alexander, Zeus Cervas & Mr. Lawrence                          | 14 de outubro de 2013 26 de junho de 2015                             | N/A              |
| 188a | 10a | "O Gato Kenny (BR)" "Kenny, o Gato (PT)" "Kenny the Cat"                                                               | Tom Yasumi              | Casey Alexander, Zeus Cervas, Blake Lemons & Mr. Lawrence            | 29 de março de 2014 22 de agosto de 2015                              | N/A              |
| 188b | 10b | "Siri das Neves (BR)" "O Grande Yeti (PT)" "Yeti Krabs"                                                                | Alan Smart              | Casey Alexander, Zeus Cervas & Mr. Lawrence                          | 29 de março de 2015 29 de agosto de 2015                              | N/A              |
| 189 | 11  | "Bob Esponja, Você Está Despedido! (BR)" "SpongeBob, Estás Despedido! (PT) (18.º Especial)" "SpongeBob, You're Fired!" | Alan Smart & Tom Yasumi | Marc Ceccarelli, Luke Brookshier & Mr. Lawrence                      | 11 de novembro de 2013 25 de março de 2014 28 de março de 2013        | N/A              |
| 190a | 12a | "Perdido na Fenda do Bikini (BR)" "Perdido em Bikini Bottom (PT)" "Lost in Bikini Bottom"                              | Alan Smart & Tom Yasumi | Jack Pendarvis                                                       | 16 de julho de 2015 14 de janeiro de 2016 29 de fevereiro de 2016     | N/A              |
| 190b | 12b | "Aula de Volante (BR)" "Professor Improvisado (PT)" "Tutor Sauce"                                                      | Alan Smart & Tom Yasumi | Jack Pendarvis                                                       | 16 de julho de 2015 11 de novembro de 2015 29 de fevereiro de 2016    | N/A              |
| 191a | 13a | "Lula Molusco Acompanhado (BR)" "Squidward e Acompanhante (PT)" "Squid Plus One"                                       | Alan Smart & Tom Yasumi | Kyle McCulloch & Jack Pendarvis                                      | 7 de setembro de 2015 12 de novembro de 2015 29 de fevereiro de 2016  | N/A              |
| 191b | 13b | "O Tratamento Executivo (BR/PT)" "The Executive Treatment"                                                             | Alan Smart & Tom Yasumi | Jack Pendarvis                                                       | 7 de setembro de 2015 12 de novembro de 2015 29 de fevereiro de 2016  | N/A              |
| 192a | 14a | "Piquinique da Empresa (BR/PT)" "Company Picnic"                                                                       | Alan Smart & Tom Yasumi | Kyle McCulloch & Jack Pendarvis                                      | 25 de setembro de 2015 10 de novembro de 2015 29 de fevereiro de 2016 | N/A              |
| 192b | 14b | "Puxe um Barril (BR)" "Puxa um Barril (PT)" "Pull Up a Barrel"                                                         | Alan Smart & Tom Yasumi | Jack Pendarvis                                                       | 18 de setembro de 2015 10 de novembro de 2015 29 de fevereiro de 2016 | N/A              |
| 193a | 15a | "Abrigo! (BR)" "Santuário! (PT)" "Sanctuary!"                                                                          | Alan Smart & Tom Yasumi | Kyle McCulloch                                                       | 16 de outubro de 2015 1 de março de 2016 17 de abril de 2016          | N/A              |
| 193b | 15  | "Quem Come Mais? (BR)" "Patrick Comilão (PT)" "What's Eating Patrick?"                                                 | Alan Smart & Tom Yasumi | Kyle McCulloch & Jack Pendarvis                                      | 2 de outubro de 2015 1 de março de 2016 17 de abril de 2016           | N/A              |
| 194a | 16a | "O Jogo do Patrick (BR)" "Patrick! O Jogo (PT)" "Patrick! The Game"                                                    | Alan Smart & Tom Yasumi | Kyle McCulloch                                                       | 11 de novembro de 2015 2 de março de 2016 24 de março de 2016         | N/A              |
| 194b | 16b | "O Esgoto da Fenda do Bikini (BR)" "O Esgoto de Bikini Bottom (PT)" "The Sewers of Bikini Bottom"                      | Alan Smart & Tom Yasumi | Kaz (roteiro), Derek Iversen & Mr. Lawrence (história, sem créditos) | 11 de novembro de 2015 2 de março de 2016 14 de maio de 2016          | N/A              |
| 195a | 17a | "Bob Esponja Calça Comprida (BR)" "SpongeBob Calças Longas (PT)" "SpongeBob LongPants"                                 | Alan Smart & Tom Yasumi | Kaz                                                                  | 15 de fevereiro de 2016 3 de março de 2016 7 de abril de 2016         | N/A              |
| 195b | 17b | "Academia do Larry (BR)" "O Ginásio do Larry (PT)" "Larry's Gym"                                                       | Alan Smart & Tom Yasumi | Jack Pendarvis                                                       | 15 de fevereiro de 2016 3 de março de 2016 7 de abril de 2016         | N/A              |
| 196a | 18a | "A Experiência (BR)" "O Aquário (PT)" "The Fishbowl"                                                                   | Alan Smart & Tom Yasumi | Kyle McCulloch & Jack Pendarvis                                      | 4 de março de 2016 2 de maio de 2016                                  | N/A              |
| 196b | 18b | "Casado com o Dinheiro (BR)" "Casamento Afortunado (PT)" "Married to Money"                                            | Alan Smart & Tom Yasumi | Josh Androsky & Daniel Dominguez                                     | 4 de março de 2016 3 de maio de 2016                                  | N/A              |
| 197a | 19a | "Um Trabalho para Pérola (BR)" "Pearl do Shopping (PT)" "Mall Girl Pearl"                                              | Alan Smart & Tom Yasumi | Clare O'Kane                                                         | 12 de março de 2016 6 de dezembro de 2016                             | N/A              |
| 197b | 19b | "Dedo de Menos (BR)" "Polegares Doidos (PT)" "Two Thumbs Down"                                                         | Alan Smart & Tom Yasumi | Kyle McCulloch                                                       | 12 de março de 2016 6 de dezembro de 2016                             | N/A              |
| 198a | 20a | "Tubarões Contra Lulas (BR)" "Tubarões e Ventosas (PT)" "Sharks vs. Pods"                                              | Tom Yasumi              | Solomon Georgio                                                      | 4 de maio de 2016 7 de julho de 2016 7 de dezembro de 2016            | N/A              |
| 198b | 20b | "Bob Cópia Quadrada (BR)" "Esponja Copiada (PT)" "CopyBob DittoPants"                                                  | Alan Smart              | Kaz                                                                  | 5 de maio de 2016 14 de julho de 2016 7 de dezembro de 2016           | N/A              |
| 199a | 21a | "Vendida! (BR/PT)" "Sold!"                                                                                             | Alan Smart & Tom Yasumi | Kyle McCulloch & Kaz                                                 | 6 de maio de 2016 8 de dezembro de 2016                               | N/A              |
| 199b | 21b | "Sorte Boba (BR)" "Bolinhos do Azar (PT)" "Lame and Fortune"                                                           | Alan Smart & Tom Yasumi | Mr. Lawrence                                                         | 11 de julho de 2016 8 de dezembro de 2016                             | N/A              |
| 200 | 22  | "Adeus Hambúrguer de Siri? (BR)" "O Fim do Hambúrguer Suculento? (PT)" "Goodbye, Krabby Patty?"                        | Alan Smart & Tom Yasumi | Kyle McCulloch                                                       | 20 de fevereiro de 2017 25 de fevereiro de 2017 25 de março de 2017   | N/A              |
| 201a | 23a | "Pesadelãs da Sandy (BR)" "O Pesadelo da Sandy (PT)" "Sandy's Nutmare"                                                 | Alan Smart & Tom Yasumi | Andrew Goodman                                                       | 12 de julho de 2016 12 de dezembro de 2016                            | N/A              |
| Sandy cria uma popular manteiga de avelãs, pegando-as de sua árvore onde vive. Porém devido a produção excessiva da manteiga, a árvore acaba ficando sem nutrientes. |     | |                         |                                                                      |                                                                       |                  |
| 201b | 23b | "Quadro de Avisos (BR/PT)" "Bulletin Board"                                                                            | Alan Smart & Tom Yasumi | Jack Pendarvis                                                       | 1 de outubro de 2016 12 de dezembro de 2016                           | N/A              |
| Bob Esponja coloca um quadro de avisos no Siri Cascudo, porém comentários anônimos causam uma confusão.                                                              |     | |                         |                                                                      |                                                                       |                  |
| 202a | 24a | "Perdidos na Food-Con (BR)" "A Convenção de Comida (PT)" "Food Con Castaways"                                          | Alan Smart              | Josh Androsky & Daniel Dominguez                                     | 13 de julho de 2016 13 de dezembro de 2016                            | N/A              |
| Bob Esponja e seus amigos estão indo para uma convenção de comidas, porém no meio do caminho eles acabam se perdendo na floresta.                                    |     | |                         |                                                                      |                                                                       |                  |
| 202b | 24b | "Correio Caramujo (BR)" "Correio Lento (PT)" "Snail Mail"                                                              | Tom Yasumi              | Clare O'Kane                                                         | 22 de outubro de 2016 13 de dezembro de 2016                          | N/A              |
| Bob Esponja escreve uma carta para um amigo, porém um borrão feito por Gary faz com que o amigo de Bob ache que ele consegue voar ao invés de cozinhar.              |     | |                         |                                                                      |                                                                       |                  |
| 203a | 25a | "Invasão ao Abacaxi (BR)" "Ananás Invadido (PT)" "Pineapple Invasion"                                                  | Alan Smart              | Kaz                                                                  | 14 de julho de 2016 14 de dezembro de 2016                            | N/A              |
| Bob Esponja esconde a fórmula secreta do Hambúrguer de Siri na sua casa e deixa Gary protegendo a fórmula de Plankton.                                               |     | |                         |                                                                      |                                                                       |                  |
| 203b | 25b | "Molho Bobísticus (BR)" "Molho Imbecilicus (PT)" "Salsa Imbecilicus"                                                   | Tom Yasumi              | Kaz                                                                  | 15 de julho de 2016 14 de dezembro de 2016                            | N/A              |
| Sandy deve salvar o dia, depois que um acidente deixa todos os habitantes da Fenda do Bikini bobos como o Patrick.                                                   |     | |                         |                                                                      |                                                                       |                  |
| 204a | 26a | "Motim na Lanchonete (BR)" "Motim no Krusty (PT)" "Mutiny on the Krusty"                                               | Tom Yasumi              | Kaz                                                                  | 8 de outubro de 2016 15 de dezembro de 2016                           | N/A              |
| Sr. Sirigueijo deve ajudar seus empregados e clientes do Siri Cascudo a irem para casa depois que uma corrente marinha assola a lanchonete.                          |     | |                         |                                                                      |                                                                       |                  |
| 204b | 26b | "Dente de Leite (BR)" "Verdade Dentada (PT)" "The Whole Tooth"                                                         | Alan Smart              | Kyle McCulloch                                                       | 3 de dezembro de 2016 15 de dezembro de 2016                          | N/A              |
| Patrick ainda tem o último dente de leite, mas não quer que ele vá embora.                                                                                           |     | |                         |                                                                      |                                                                       |                  |

### 10.ª Temporada: 2016–2017
| |        |                                                                                        |                       |                              |                                                                    |                  |
| #S | #T     | Título Título original                                                                 | Diretores de animação | Escrito por                  | Estreia original                                                   | Cód. de produção |
| 205a | 1a#1   | "Cérebros Voadores (BR)" "Gira-Miolos (PT)" "Whirly Brains"                            | Bob Jaques            | Mr. Lawrence                 | 15 de outubro de 2016 3 de abril de 2017 5 de abril de 2017        | N/A              |
| 205b | 1b#2   | "Homem Sereia Calça Quadrada (BR)" "Calças de Sereia (PT)" "Mermaid Pants"             | Alan Smart            | Kaz                          | 29 de outubro de 2016 4 de abril de 2017                           | N/A              |
| 206a | 2a#3   | "Casa Surreal (BR)" "Imóvel Irreal (PT)" "Unreal Estate"                               | Tom Yasumi            | Ben Gruber                   | 3 de junho de 2017 22 de julho de 2017 7 de agosto de 2017         | N/A              |
| 206b | 2b#4   | "Código Amarelo (BR/PT)" "Code Yellow"                                                 | Tom Yasumi            | Andrew Goodman               | 3 de junho de 2017 22 de julho de 2017 8 de agosto de 2017         | N/A              |
| 207a | 3a#5   | "Pesadelo de Imitação (BR)" "Imitação Maluca (PT)" "Mimic Madness"                     | Bob Jaques            | Mr. Lawrence                 | 25 de fevereiro de 2017 5 de abril de 2017 7 de abril de 2017      | N/A              |
| 207b | 3b#6   | "Casa de Minhoca (BR)" "Parasitas Ocupas (PT)" "House Worming"                         | Alan Smart            | Richard Pursel               | 25 de fevereiro de 2017 6 de abril de 2017                         | N/A              |
| 208a | 4a#7   | "Pare de Dormir (BR)" "Quem Dorme, Perde (PT)" "Snooze You Lose"                       | Alan Smart            | Kaz                          | 4 de março de 2017 3 de abril de 2017 7 de abril de 2017           | N/A              |
| 208b | 4b#8   | "Buffet Cascudo (BR)" "Comida Chique (PT)" "Krusty Katering"                           | Tom Yasumi            | Ben Gruber                   | 4 de março de 2017 31 de março de 2017 17 de abril de 2017         | N/A              |
| 209a | 5a#9   | "Lanchonete do Bob Esponja (BR)" "O Restaurante do SpongeBob (PT)" "SpongeBob's Place" | Tom Yasumi            | Kaz                          | 11 de março de 2017 28 de março de 2017 18 de abril de 2017        | N/A              |
| 209b | 5b#10  | "Plankton é Expulso (BR)" "Plâncton Rejeitado (PT)" "Plankton Gets the Boot"           | Tom Yasumi            | Ben Gruber                   | 11 de março de 2017 27 de março de 2017 19 de abril de 2017        | N/A              |
| 210a | 6a#11  | "Seguro de Vida (BR/PT)" "Life Insurance"                                              | Bob Jaques            | Kaz                          | 18 de março de 2017 30 de março de 2017 20 de abril de 2017        | N/A              |
| 210b | 6b#12  | "Bolha Furada (BR)" "Rebenta a Bolha (PT)" "Burst Your Bubble"                         | Alan Smart            | Andrew Goodman               | 18 de março de 2017 29 de março de 2017 21 de abril de 2017        | N/A              |
| 211a | 7a#13  | "Plankton se aposenta (BR)" "A Reforma do Plâncotn (PT)" "Plankton Retires"            | Bob Jaques            | Mr. Lawrence                 | 25 de março de 2017 9 de agosto de 2017 18 de setembro de 2017     | N/A              |
| 211b | 7b#14  | "Tridente problema (BR)" "Tridente Problemático (PT)" "Trident Trouble"                | Tom Yasumi            | Ben Gruber                   | 25 de março de 2017 10 de agosto de 2017 18 de setembro de 2017    | N/A              |
| 212a | 8a#15  | "A Incrível Esponja Encolhida (BR/PT)" "The Incredible Shrinking Sponge"               | Alan Smart            | Mr. Lawrence                 | 19 de setembro de 2017 2 de dezembro de 2017 6 de dezembro de 2017 | N/A              |
| 212b | 8b#16  | "Esportz (BR)" "Desporto? (PT)" "Sportz?"                                              | Bob Jaques            | Andrew Goodman               | 16 de julho de 2017 14 de agosto de 2017 19 de setembro de 2017    | N/A              |
| 213a | 9a#17  | "A Fuga (BR/PT)" "The Getaway"                                                         | Alan Smart            | Kaz                          | 10 de junho de 2017 21 de julho de 2017 28 de julho de 2017        | N/A              |
| Quando o SpongeBob confunde um prisioneiro fugitivo com um instrutor de condução, é este novo professor que aprende uma lição. |        |                                                                                        |                       |                              |                                                                    |                  |
| 213b | 9b#18  | "Achados e Perdidos (BR)" "Perdidos e Achados (PT)" "Lost and Found"                   | Tom Yasumi            | Dani Michaeli                | 10 de junho de 2017 17 de julho de 2017 24 de julho de 2017        | N/A              |
| Quando o Sr. Krabs manda o SpongeBob procurar um brinquedo perdido, este acaba perdido nos Perdidos e Achados.                 |        |                                                                                        |                       |                              |                                                                    |                  |
| 214a | 10a#19 | "O Cupom do Patrick (BR)" "O Cupão do Patrick (PT)" "Patrick's Coupon"                 | Tom Yasumi            | Kaz                          | 17 de junho de 2017 15 de agosto de 2017 20 de setembro de 2017    | N/A              |
| O Patrick tem um cupão para um gelado grátis, mas terá de ir à loja para o usar.                                               |        |                                                                                        |                       |                              |                                                                    |                  |
| 214b | 10b#20 | "Fora de Circulação (BR)" "Fora de Casa (PT)" "Out of the Picture"                     | Alan Smart            | Ben Gruber                   | 17 de junho de 2017 16 de agosto de 2017 20 de setembro de 2017    | N/A              |
| O Krabs compra a arte do Squidward, mas, para obter lucro, terá de se ver livre do artista.                                    |        |                                                                                        |                       |                              |                                                                    |                  |
| 215a | 11a#21 | "Amigos selvagens (BR/PT)" "Feral Friends"                                             | Alan Smart            | Mr. Lawrence                 | 21 de setembro de 2017 7 de outubro de 2017 6 de novembro de 2017  | N/A              |
| 215b | 11b#22 | "Não acorde o Patrick (BR)" "Não Acordem o Patrick! (PT)" "Don't Wake Patrick"         | Tom Yasumi            | Brian Morante & Mr. Lawrence | 21 de setembro de 2017 7 de outubro de 2017 7 de novembro de 2017  | N/A              |

### 11.ª Temporada: 2017–2018
| |        | |                               |                                   |                                                                      |                  |
| # | # T.   | Título Título original                                                                                            | Diretores de animação         | Escrito por                       | Estreia original                                                     | Cód. de produção |
| 216a | 1a#1   | "Esponja das Cavernas (BR)" "A Esponja da Gruta (PT)" "Cave Dwelling Sponge"                                      | Alan Smart                    | Mr. Lawrence                      | 23 de setembro de 2017 25 de setembro de 2017 8 de novembro de 2017  | N/A              |
| Uma esponja pré-histórica é descongelada e lança o caos na cidade. Só o SpongeBob pode comunicar com ele!                   |        | |                               |                                   |                                                                      |                  |
| 216b | 1b#2   | "Encantador de Mariscos (BR)" "O Encantador de Ameijoas (PT)" "The Clam Whisperer"                                | Bob Jaques                    | Ben Gruber                        | 23 de setembro de 2017 25 de setembro de 2017 9 de novembro de 2017  | N/A              |
| Um bando de amêijoas invade Bikini Bottom e o SpongeBob tem de as afastar, antes que destruam a cidade.                     |        | |                               |                                   |                                                                      |                  |
| 217a | 2a#3   | "Retorno do Mancha (BR)" "O Regresso do Spot (PT)" "Spot Returns"                                                 | Tom Yasumi                    | Andrew Goodman                    | 24 de junho de 2017 25 de setembro de 2017 26 de setembro de 2017    | N/A              |
| A ameba de estimação do Plâncton, Spot, tem crias e ele decide usá-las em mais um dos seus planos perversos..               |        | |                               |                                   |                                                                      |                  |
| 217b | 2b#4   | "O Check-Up (BR)" "O Exame (PT)" "The Check-Up"                                                                   | Tom Yasumi                    | Andrew Goodman                    | 24 de junho de 2017 26 de setembro de 2017                           | N/A              |
| O Sr. Krabs tem medo de fazer um exame médico. Se não passar, o Krusty Krab será encerrado.                                 |        | |                               |                                   |                                                                      |                  |
| 218a | 3a#5   | "Gire a Garrafa (BR)" "Gira a Garrafa (PT)" "Spin the Bottle"                                                     | Bob Jaques                    | Kaz                               | 16 de julho de 2017 27 de setembro de 2017                           | N/A              |
| O Plâncton faz-se passar por um génio que concede desejos, no seu mais recente plano para obter a fórmula secreta..         |        | |                               |                                   |                                                                      |                  |
| 218b | 3b#6   | "Tem uma Esponja na Minha Sopa (BR)" "Tenho uma Esponja na Sopa (PT)" "There's a Sponge in My Soup"               | Tom Yasumi                    | Kaz                               | 7 de novembro de 2017 27 de setembro de 2017 28 de setembro de 2017  | N/A              |
| A nova sopa do Sr. Krabs é um sucesso, até que hippies que adoram calor se mudam para a panela.                             |        | |                               |                                   |                                                                      |                  |
| 219a | 4a#7   | "O Retorno do Homem-Raio (BR)" "O Regresso do Homem Raia (PT)" "Man Ray Returns"                                  | Alan Smart & Tom Yasumi       | Kaz                               | 30 de setembro de 2017 28 de setembro de 2017 10 de novembro de 2017 | N/A              |
| O Homem Raia arrenda a casa do Squidward no fim de semana e o SpongeBob e o Patrick têm de pôr fim às suas férias malvadas! |        | |                               |                                   |                                                                      |                  |
| 219b | 4b#8   | "Larry, o Gerente (BR/PT)" "Larry the Floor Manager"                                                              | Bob Jaques                    | Ben Gruber                        | 28 de setembro de 2017 30 de setembro de 2017 4 de dezembro de 2017  | N/A              |
| O Sr. Krabs tira férias e deixa o Larry Lagosta como gerente temporário do Krusty Krab.                                     |        | |                               |                                   |                                                                      |                  |
| 220 | 5#9    | "A Lenda Assustadora da Fenda do Boo-Kini (BR)" "A Lenda de Boo-Kini Bottom (PT)" "The Legend of Boo-Kini Bottom" | Mark Caballero & Seamus Walsh | Mr. Lawrence                      | 13 de outubro de 2017 31 de outubro de 2017                          | N/A              |
| 221a | 6a#10  | "Sem Fotos, Por Favor (BR/PT)" "No Pictures Please"                                                               | Tom Yasumi                    | Mr. Lawrence                      | 6 de novembro de 2017 15 de janeiro de 2018 19 de março de 2018      | N/8              |
| 221b | 6b#11  | "Preso no Telhado (BR/PT)" "Stuck on the Roof"                                                                    | Bob Jaques                    | Andrew Goodman                    | 6 de novembro de 2017 16 de janeiro de 2018 19 de março de 2018      | N/A              |
| 222a | 7a#12  | "Criatura Zumbi Hambúrguer (BR)" "Hambúrguer Suculento Monstruoso (PT)" "Krabby Patty Creature Feature"           | Alan Smart                    | Chris Allison, Ryan Kramer, & Kaz | 21 de outubro de 2017 17 de janeiro de 2018 20 de março de 2018      | N/A              |
| Uma nova fórmula do hambúrguer suculento tem resultados desastrosos para Bikini Bottom e só o SpongeBob pode salvar o dia.  |        | |                               |                                   |                                                                      |                  |
| 222b | 7b#13  | "Aprontando na Escola (BR)" "Alunos Difíceis (PT)" "Teacher's Pests"                                              | Tom Yasumi                    | Ben Gruber                        | 21 de outubro de 2017 18 de janeiro de 2018 20 de março de 2018      | N/A              |
| O Sr. Krabs e o Plâncton voltam à escola de navegação. Felizmente, o SpongeBob está lá para lhes mostrar tudo.              |        | |                               |                                   |                                                                      |                  |
| 223a | 8a#14  | "Loucura de Limpeza (BR)" "Insanidade Sanitária (PT)" "Sanitation Insanity"                                       | Tom Yasumi                    | Ben Gruber                        | 21 de março de 2018 7 de maio de 2018 21 de abril de 2018            | N/A              |
| 223b | 8b#15  | "Caça ao Coelho (BR/PT)" "Bunny Hunt"                                                                             | Bob Jaques                    | Mr. Lawrence                      | 21 de março de 2018 30 de março de 2018 21 de abril de 2018          | N/A              |
| 224a | 9a#16  | "Lula Mistério (BR)" "Squidward Noir (PT)" "Squid Noir"                                                           | Alan Smart & Tom Yasumi       | Andrew Goodman                    | 10 de novembro de 2017 22 de março de 2018 27 de março de 2018       | N/A              |
| 224b | 9b#17  | "Bob-Caçada (BR)" "Esponja Caçadora (PT)" "Scavenger Pants"                                                       | Bob Jaques                    | Luke Brookshier                   | 9 de novembro de 2017 22 de março de 2018 27 de março de 2018        | N/A              |
| 225a | 10a#18 | "Abraço e Chamego (BR)" "Abraço C. Fofo (PT)" "Cuddle E. Hugs"                                                    | Alan Smart & Tom Yasumi       | Ben Gruber                        | 8 de novembro de 2017 26 de março de 2018 27 de março de 2018        | N/A              |
| 225b | 10b#19 | "O Cavalo Pat (BR)" "Passeio de Cavalo (PT)" "Pat the Horse"                                                      | Bob Jaques                    | Kaz                               | 2 de dezembro de 2017 26 de março de 2018 27 de março de 2018        | N/A              |
| 226a | 11a#20 | "Gary Falante (BR)" "Gary Tagarela (PT)" "Chatterbox Gary"                                                        | Tom Yasumi                    | Luke Brookshier                   | 12 de fevereiro de 2018 27 de março de 2018                          | N/A              |
| 226b | 11b#21 | "Não Alimente os Palhaços (BR/PT)" "Don't Feed the Clowns"                                                        | Alan Smart                    | Mr. Lawrence                      | 12 de fevereiro de 2018 23 de fevereiro de 2018 27 de março de 2018  | N/A              |
| 227a | 12a#22 | "Dirija Feliz (BR)" "Condução Feliz (PT)" "Drive Happy"                                                           | Alan Smart                    | Kaz                               | 13 de fevereiro de 2018 28 de março de 2018 15 de junho de 2018      | N/A              |
| 227b | 12b#23 | "Velho Patrick (BR)" "Patrick Velhote (PT)" "Old Man Patrick"                                                     | Bob Jaques                    | Kaz                               | 14 de fevereiro de 2018 28 de março de 2018 15 de junho de 2018      | N/A              |
| 228a | 13a#24 | "Amigos de Tamanhos Divertidos (BR)" "Amigos Pequeninos (PT)" "Fun-Sized Friends"                                 | Tom Yasumi                    | Andrew Goodman                    | 15 de fevereiro de 2018 29 de março de 2018 15 de junho de 2018      | N/A              |
| 228b | 13b#25 | "Vovó Sabe das Coisas (BR)" "Os Anos da Avó (PT)" "Grandmum's the Word"                                           | Tom Yasumi                    | Mr. Lawrence                      | 16 de fevereiro de 2018 29 de março de 2018 24 de setembro de 2018   | N/A              |
| 229a | 14a#26 | "Dimensão Rabisco" "Doodle Dimension"                                                                             | Bob Jaques                    | Luke Brookshier                   | 9 de março de 2018 6 de agosto de 2018 10 de setembro de 2018        | N/A              |
| 229b | 14b#27 | "Mudança do Robalo (BR)" "A Mudança do Robalo Bolha (PT)" "Moving Bubble Bass"                                    | Alan Smart & Tom Yasumi       | Mr. Lawrence                      | 16 de março de 2018 7 de agosto de 2018 10 de setembro de 2018       | N/A              |
| 230a | 15a#28 | "Mergulho em Alto Mar (BR/PT)" "High Sea Diving"                                                                  | Bob Jaques                    | Kaz                               | 6 de abril de 2018 8 de agosto de 2018 11 de setembro de 2018        | N/A              |
| 230b | 15b#29 | "Ladrões da Garrafa (BR)" "Ladrão de Garrafas (PT)" "Bottle Burglars"                                             | Alan Smart & Tom Yasumi       | Luke Brookshier                   | 13 de abril de 2018 9 de agosto de 2018 11 de setembro de 2018       | N/A              |
| 231a | 16a#30 | "Minha Perna! (BR)" "A Minha Perna! (PT)" "My Leg!"                                                               | Alan Smart & Tom Yasumi       | Mr. Lawrence                      | 8 de maio de 2018 13 de agosto de 2018 12 de setembro de 2018        | N/A              |
| 231b | 16b#31 | "Limonada de Tinta (BR/PT)" "Ink Lemonade"                                                                        | Bob Jaques                    | Kaz                               | 9 de maio de 2018 14 de agosto de 2018 12 de setembro de 2018        | N/A              |
| 232a | 17a#32 | "Minha Mostarda (BR)" "Minha Querida Mostarda! (PT)" "Mustard O' Mine"                                            | Alan Smart & Tom Yasumi       | Kaz                               | 10 de maio de 2018 15 de agosto de 2018 21 de janeiro de 2019        | N/A              |
| 232b | 17b#33 | "Lista de Compras (BR/PT)" "Shopping List"                                                                        | Alan Smart & Tom Yasumi       | Zeus Cervas                       | 24 de setembro de 2018 16 de agosto de 2018 21 de janeiro de 2019    | N/A              |
| 233a | 18a#34 | "Babá de Baleia (BR)" "Observação de Baleias (PT)" "Whale Watching"                                               | Bob Jaques                    | Andrew Goodman                    | 6 de agosto de 2018 17 de setembro de 2018 25 de setembro de 2018    | N/A              |
| 233b | 18b#35 | "Limpeza Cascuda (BR)" "Tudo a Brilhar! (PT)" "Krusty Kleaners"                                                   | Alan Smart                    | Kaz                               | 7 de agosto de 2018 17 de setembro de 2018 26 de setembro de 2018    | N/A              |
| 234a | 19a#36 | "Patrinóquio (BR)" "Patnóquio (PT)" "Patnocchio"                                                                  | Tom Yasumi                    | Mr. Lawrence                      | 8 de agosto de 2018 18 de setembro de 2018 27 de setembro de 2018    | N/A              |
| 234b | 19b#37 | "Chef Bob BR/PT)" "ChefBob"                                                                                       | Alan Smart                    | Kaz                               | 9 de agosto de 2018 18 de setembro de 2018 28 de setembro de 2018    | N/A              |
| 235a | 20a#38 | "Paranoia de Plankton (BR)" "A Paranóia do Plâncton (PT)" "Plankton Paranoia"                                     | Tom Yasumi                    | Luke Brookshier                   | 26 de setembro de 2018 22 de janeiro de 2019 18 de fevereiro de 2019 | N/A              |
| 235b | 20b#39 | "Biblioteca em Casa (BR)" "Cartões da Biblioteca (PT)" "Library Cards"                                            | Bob Jaques                    | Mr. Lawrence                      | 25 de setembro de 2018 22 de janeiro de 2019 18 de fevereiro de 2019 | N/A              |
| 236a | 21a#40 | "Chame a Polícia (BR)" "Chamem a Polícia! (PT)" "Call the Cops"                                                   | Bob Jaques                    | Kaz                               | 27 de setembro de 2018 23 de janeiro de 2019 19 de fevereiro de 2019 | N/A              |
| 236b | 21b#41 | "Barco na Garrafa (BR)" "Surf N' Turf"                                                                            | Alan Smart                    | Kaz                               | 11 de novembro de 2018 23 de janeiro de 2019 19 de fevereiro de 2019 | N/A              |
| 237 | 22#42  | "Confusões na Lua (BR)" "Viagem à Lua (PT)" "Goons on the Moon"                                                   | Alan Smart & Tom Yasumi       | Kaz                               | 25 de novembro de 2018 20 de dezembro de 2018 31 de janeiro de 2019  | N/A              |
| 238a | 23a#43 | "TV com Hora Marcada (BR)" "Programa Marcado (PT)" "Appointment TV"                                               | Bob Jaques                    | Andrew Goodman                    | 28 de outubro de 2018 24 de janeiro de 2019 20 de fevereiro de 2019  | N/A              |
| 238b | 23b#44 | "O Vírus da Karen (BR/PT)" "Karen's Virus"                                                                        | Alan Smart & Tom Yasumi       | Kaz                               | 4 de novembro de 2018 24 de janeiro de 2019 20 de fevereiro de 2019  | N/A              |
| 239a | 24a#45 | "A Chapa Sumiu (BR)" "'Sem Grelhador (PT)" "The Grill is Gone"                                                    | Alan Smart                    | Andrew Goodman                    | 21 de outubro de 2018 28 de janeiro de 2019 21 de fevereiro de 2019  | N/A              |
| 239b | 24b#46 | "O Hamburger da Noite (BR)" "O Hambúrguer da Noite (PT)" "The Night Patty"                                        | Bob Jaques                    | Luke Brookshier                   | 21 de outubro de 2018 28 de janeiro de 2019 21 de fevereiro de 2019  | N/A              |
| 240a | 25a#47 | "Cidade das Bolhas (BR)" "Cidade Bolha (PT)" "Bubbletown"                                                         | Alan Smart & Tom Yasumi       | Andrew Goodman & John Trabbic     | 28 de outubro de 2018 29 de janeiro de 2019 9 de março de 2019       | N/A              |
| 240b | 25b#48 | "Noite das Garotas (BR)" "Noite de Mulheres (PT)" "Girls' Night Out"                                              | Bob Jaques                    | Mr. Lawrence                      | 4 de novembro de 2018 29 de janeiro de 2019 16 de março de 2019      | N/A              |
| 241a | 26a#49 | "Geléia de Esquilo (BR)" "Esquila Incómoda (PT)" "Squirrel Jelly"                                                 | Tom Yasumi                    | Kaz & Zeus Cervas                 | 18 de novembro de 2018 30 de janeiro de 2019 23 de março de 2019     | N/A              |
| 241b | 26b#50 | "A Linha (BR)" "O Fio (PT)" "The String"                                                                          | Alan Smart & Tom Yasumi       | Fred Osmond                       | 18 de novembro de 2018 30 de janeiro de 2019 30 de março de 2019     | N/A              |

### 12.ª Temporada: 2018–2022
| |         | |                                          |                    | |                                           |
| #S | #T      | Título Título original | Diretores de animação                    | Escrito por        | Estreia original | Cód. de produção                          |
| 242a | 1a#1    | "Bob Fazendeiro (BR)" "Agricultor Bob (PT)" "FarmerBob"                                                                                          | Alan Smart                               | Luke Brookshier    | 11 de novembro de 2018 13 de maio de 2019 5 de agosto de 2019                                                                             | 325-1202                                  |
| Bob Esponja e Patrick trabalham um dia na fazenda do Velho Jenkins, para sua tristeza.                                                                            |         | |                                          |                    | |                                           |
| 242b | 1b#2    | "Gary e Mancha(BR)" "Gary e Spot (PT)" "Gary & Spot"                                                                                             | Andrew Overtoom                          | Andrew Goodman     | 16 de março de 2019 27 de julho de 2019 6 de agosto de 2019 9 de setembro de 2019                                                         | 325-1201                                  |
| Sandy conta histórias sobre as aventuras noturnas de Gary e seu amigo secreto Mancha.                                                                             |         | |                                          |                    | |                                           |
| 243a | 2a#3    | "A Bobalhice (BR)" "Imbecilidade (PT)" "The Nitwitting"                                                                                          | Tom Yasumi                               | Kaz                | 13 de janeiro de 2019 6 de abril de 2019 14 de maio de 2019                                                                               | 325-1206                                  |
| Patrick introduz Bob Esponja em sua prestigiosa sociedade de patetas e idiotas.                                                                                   |         | |                                          |                    | |                                           |
| 243b | 2b#4    | "A Balada do Lodo Sujo (BR)" "A Balada do Monstro de Lixo (PT)" "The Ballad of Filthy Muck"                                                      | Alan Smart                               | Kaz                | 20 de janeiro de 2019 6 de abril de 2019 15 de maio de 2019                                                                               | 325-1211                                  |
| Patrick leva sua sujeira para um novo extremo, brincando com tanto lixo que o torna irreconhecível.                                                               |         | |                                          |                    | |                                           |
| 244a | 3a#5    | "Prisão Cascuda (BR)" "A Cadeia do Krusty (PT)" "The Krusty Slammer"                                                                             | Andrew Overtoom                          | Andrew Goodman     | 27 de janeiro de 2019 16 de maio de 2019 3 de abril de 2020                                                                               | 325-1207                                  |
| Sr. Sirigueijo transforma o Siri Cascudo em uma prisão após Plankton quebrar a lei, mas o crime só se paga depois de muito tempo.                                 |         | |                                          |                    | |                                           |
| 244b | 3b#6    | "Abacaxi Móvel (BR)" "Ananás Caravana (PT)" "Pineapple RV"                                                                                       | Tom Yasumi                               | Luke Brookshier    | 28 de maio de 2019 23 de novembro de 2019 3 de abril de 2020 17 de julho de 2020                                                          | 325-1216                                  |
| Bob Esponja e Patrick transformam o abacaxi em uma casa móvel para levar Lula Molusco na viagem que ele merece.                                                   |         | |                                          |                    | |                                           |
| 245a | 4a#7    | "Gary Tem Pernas (BR)" "O Gary Tem Pernas (PT)" "Gary's Got Legs"                                                                                | Andrew Overtoom                          | Luke Brookshier    | 14 de junho de 2019 27 de julho de 2019 7 de agosto de 2019 10 de setembro de 2019                                                        | 325-1221                                  |
| Gary ganha um conjunto de membros pra andar ao lado de seu dono, mas logo faz seu dono parecer mais lento que ele.                                                |         | |                                          |                    | |                                           |
| 245b | 4b#8    | "Rei Plankton (BR)" "Rei Plâncton (PT)" "King Plankton"                                                                                          | Alan Smart                               | Kaz                | 3 de junho de 2019 22 de junho de 2019 8 de agosto de 2019 10 de setembro de 2019                                                         | 325-1212                                  |
| Plankton pratica dominar o mundo encolhendo-se e declarando-se o rei do aquário de Bob Esponja.                                                                   |         | |                                          |                    | |                                           |
| 246a | 5a#9    | "Lixão do Plankton (BR)" "O Isco Velho do Plâncton (PT)" "Plankton's Old Chum"                                                                   | Andrew Overtoom                          | Kaz                | 15 de junho de 2019 30 de novembro de 2019 5 de dezembro de 2019 10 de abril de 2020                                                      | 325-1203                                  |
| O local onde Plankton despeja seu salmão podre está cheio, então ele engana o Bob Esponja para escondê-lo pela cidade.                                            |         | |                                          |                    | |                                           |
| 246b | 5b#10   | "Tempo Chuvoso (BR)" "Tempestade (PT)" "Stormy Weather"                                                                                          | Tom Yasumi                               | Mr. Lawrence       | 4 de junho de 2019 22 de junho de 2019 11 de setembro de 2019 10 de abril de 2020                                                         | 325-1219                                  |
| Bob Esponja faz amizade com uma pequena nuvem de tempestade, mas tem que protegê-la de um meteorologista enlouquecido.                                            |         | |                                          |                    | |                                           |
| 247a | 6a#11   | "Parceiros do Pântano (BR)" "Amigos do Pântano (PT)" "Swamp Mates"                                                                               | Tom Yasumi                               | Luke Brookshier    | 27 de novembro de 2019 11 de abril de 2020 17 de abril de 2020                                                                            | 325-1208                                  |
| Robalo fica preso com Patrick em um pântano misterioso, procurando por uma figura de ação perdida.                                                                |         | |                                          |                    | |                                           |
| 247b | 6b#12   | "O Truque da Esponja (BR/PT)" "One Trick Sponge"                                                                                                 | Andrew Overtoom                          | Mr. Lawrence       | 27 de novembro de 2019 11 de abril de 2020 17 de abril de 2020                                                                            | 325-1236                                  |
| Bob Esponja aprende um novo truque, mas não consegue encontrar audiência para mostrar.                                                                            |         | |                                          |                    | |                                           |
| 248a | 7a#13   | "O Balde Cascudo (BR)" "O Krusty de Isco (PT)" "The Krusty Bucket"                                                                               | Tom Yasumi                               | Mr. Lawrence       | 5 de junho de 2019 10 de agosto de 2019 12 de setembro de 2019 4 de novembro de 2019                                                      | 325-1204                                  |
| Plankton cria um clone de si mesmo e do Sr. Sirigueijo, mas nenhum restaurante está a salvo dos clones.                                                           |         | |                                          |                    | |                                           |
| 248b | 7b#14   | "Lula no Ônibus (BR)" "Paragem de Autocarro (PT)" "Squid's on a Bus"                                                                             | Andrew Overtoom                          | Kaz                | 27 de julho de 2019 13 de setembro de 2019 28 de setembro de 2019 5 de novembro de 2019                                                   | 325-1224                                  |
| Lula Molusco alegremente muda de emprego com um motorista de ônibus para um passeio tranquilo... até Bob Esponja e Patrick subirem a bordo.                       |         | |                                          |                    | |                                           |
| 249a | 8a#15   | "As Sobrinhas da Sandy (BR/PT)" "Sandy's Nutty Nieces"                                                                                           | Michelle Bryan & Alan Smart              | Luke Brookshier    | 6 de junho de 2019 29 de junho de 2019 16 de setembro de 2019                                                                             | 325-1249                                  |
| Bob Esponja fica sobrecarregado quando ele se voluntaria em ser babá de três sobrinhos da Sandy.                                                                  |         | |                                          |                    | |                                           |
| 249b | 8b#16   | "Guardas de Insegurança (BR)" "Inseguranças (PT)" "Insecurity Guards"                                                                            | Tom Yasumi                               | Luke Brookshier    | 7 de junho de 2019 29 de junho de 2019 17 de setembro de 2019                                                                             | 325-1225                                  |
| Bob Esponja e Patrick são voluntários como guardas no museu, enquanto Lula Molusco tenta pendurar sua pintura no museu sem ser notado.                            |         | |                                          |                    | |                                           |
| 250a | 9a#17   | "Despertador Quebrado (BR)" "Despertador Avariado (PT)" "Broken Alarm"                                                                           | Alan Smart                               | Ben Gruber         | 6 de julho de 2019 18 de setembro de 2019                                                                                                 | 325-1210                                  |
| Bob Esponja quebra seu precioso despertador, e nada é alto o suficiente como seu despertador para acordar Bob Esponja no horário certo.                           |         | |                                          |                    | |                                           |
| 250b | 9b#18   | "Bebê da Karen (BR)" "O Bebé da Karen (PT)" "Karen's Baby"                                                                                       | Andrew Overtoom                          | Ben Gruber         | 10 de agosto de 2019 19 de setembro de 2019                                                                                               | 325-1205                                  |
| Karen aprende rápido que crianças crescem muito rápido após seu novo filho chegar pelo correio.                                                                   |         | |                                          |                    | |                                           |
| 251a | 10a#19  | "Casco de Pedra (BR)" "A Carapaça (PT)" "Shell Games"                                                                                            | Tom Yasumi                               | Andrew Goodman     | 27 de novembro de 2019 7 de março de 2020 25 de junho de 2020                                                                             | 325-1213                                  |
| Patrick descobre que a rocha que ele vive é na verdade uma tartaruga marinha que dormiu demais.                                                                   |         | |                                          |                    | |                                           |
| 251b | 10b#20  | "Desconto de Idoso (BR)" "Desconto Sénior (PT)" "Senior Discount"                                                                                | Michelle Bryan, Alan Smart, & Tom Yasumi | Andrew Goodman     | 6 de julho de 2019 20 de setembro de 2019 25 de junho de 2020                                                                             | 325-1226                                  |
| O Velho Jenkins interrompe os negócios como de costume no Siri Cascudo, mas o Sr. Sirigueijo não consegue encontrar uma maneira de expulsá-lo.                    |         | |                                          |                    | |                                           |
| 252a | 11a#21  | "Cuide da Falha (BR)" "Mind the Gap" | Andrew Overtoom                          | Mr. Lawrence       | 10 de setembro de 2019 14 de setembro de 2019 15 de outubro de 2019 25 de abril de 2020                                                   | 325-1211                                  |
| Lula Molusco fecha um espaço nos dentes de Bob Esponja, o que causa uma dramática e inesperada mudança em seu comportamento.                                      |         | |                                          |                    | |                                           |
| 252b | 11b#22  | "O Retorno do Bolha Suja (BR)" "O Regresso do Bolha Suja (PT)" "Dirty Bubble Returns"                                                            | Tom Yasumi                               | Mr. Lawrence       | 23 de novembro de 2019 10 de fevereiro de 2020 25 de abril de 2020                                                                        | 325-1232                                  |
| O novo "Bolha Limpa" faz um trabalho de lavagem de louça no Siri Cascudo, onde é tentado pela sujeira.                                                            |         | |                                          |                    | |                                           |
| 253a | 12a#23  | "Hóspede Contente (BR)" "Jolly Lodgers" | Andrew Overtoom                          | Kaz                | 31 de julho de 2019 7 de março de 2020 25 de junho de 2020 23 de fevereiro de 2021                                                        | 325-1237                                  |
| Lula Molusco vai para um hotel após sua casa ser infestada por ouriços do mar, mas acontece que ele está no mesmo hotel onde acontece uma convenção de água-viva. |         | |                                          |                    | |                                           |
| 253b | 12b#24  | "Babá da Ranzinza (BR)" "Idosa Rabugenta (PT)" "Biddy Sitting"                                                                                   | Michelle Bryan & Alan Smart              | Kaz                | 8 de fevereiro de 2020 15 de fevereiro de 2020 29 de fevereiro de 2020                                                                    | 325-1231                                  |
| Bob Esponja e Patrick são levados a cuidar de uma velhinha rabugenta, que faz tudo o que pode para escapar.                                                       |         | |                                          |                    | |                                           |
| 254–255 | 1314#25 | "A Grande Festa de Aniversário do Bob Esponja (BR)" "SpongeBob: A Melhor Festa de Aniversário de Sempre (PT)" "SpongeBob's Big Birthday Blowout" | Michelle Bryan, Alan Smart & Tom Yasumi  | Kaz & Mr. Lawrence | 1 de julho de 2019 12 de julho de 2019 13 de julho de 2019                                                                                | 325-1227 / 325-1228 / 325-1229 / 325-1230 |
| Bob Esponja e Patrick viajam para fora d'água, enquanto o resto da Fenda do Biquíni prepara uma surpresa para Bob Esponja!                                        |         | |                                          |                    | |                                           |
| 256a | 15a#26  | "Bob Esponja na Terra Aleatória (BR)" "SpongeBob na Terra Aleatória (PT)" "SpongeBob in RandomLand"                                              | Michelle Bryan & Alan Smart              | Kaz                | 11 de setembro de 2019 21 de setembro de 2019 14 de outubro de 2019 6 de novembro de 2019                                                 | 325-1220                                  |
| Bob Esponja e Lula Molusco levam uma entrega a uma cidade estranha, onde as leis da lógica não existem.                                                           |         | |                                          |                    | |                                           |
| 256b | 15b#27  | "O Mau Hábito de Bob Esponja (BR)" "O Mau Hábito do SpongeBob (PT)" "SpongeBob's Bad Habit"                                                      | Andrew Overtoom                          | Luke Brookshier    | 12 de setembro de 2019 21 de setembro de 2019 14 de outubro de 2019 7 de novembro de 2019                                                 | 325-1235                                  |
| Bob Esponja não para de roer as unhas, mas também não consegue entender o porquê.                                                                                 |         | |                                          |                    | |                                           |
| 257a | 16a#28  | "Luva Encrenqueira (BR)" "Mãodemónio (PT)" "Handemonium"                                                                                         | Alan Smart & Tom Yasumi                  | Mr. Lawrence       | 13 de setembro de 2019 23 de novembro de 2019 11 de fevereiro de 2020 24 de abril de 2020                                                 | 325-1223                                  |
| A gigante luva que segura o Balde de Lixo corre solta na cidade, mas Bob Esponja conta com uma mão amiga para ajudar a capturar a gigantesca luva de Plankton.    |         | |                                          |                    | |                                           |
| 257b | 16b#29  | "Intervalo (BR)" "A Pausa (PT)" "Breakin'" | Tom Yasumi                               | Andrew Goodman     | 14 de setembro de 2019 16 de outubro de 2019 24 de abril de 2020                                                                          | 325-1240                                  |
| Bob Esponja tira seu primeiro intervalo no trabalho. |         | |                                          |                    | |                                           |
| 258a | 17a#30  | "Chefe Por Um Dia (BR)" "Boss for a Day" | Alan Smart                               | Andrew Goodman     | 17 de outubro de 2019 17 de julho de 2020 5 de agosto de 2020                                                                             | 325-1217                                  |
| O Sr. Sirigueijo sofre um acidente e deixa Bob Esponja em comando no Siri Cascudo.                                                                                |         | |                                          |                    | |                                           |
| 258b | 17b#31  | "O Amendobobo Novato (BR)" "The Goofy Newbie" | Tom Yasumi                               | Kaz                | 28 de setembro de 2019 5 de agosto de 2020 24 de fevereiro de 2021                                                                        | 325-1238                                  |
| Patrick arranja um emprego no Bar do Amendobobo quando descobre que os funcionários ganham sorvete gratuito.                                                      |         | |                                          |                    | |                                           |
| 259a | 18a#32  | "O Fantasma do Plankton (BR)" "O Fantasma do Plâncton (PT)" "The Ghost of Plankton"                                                              | Alan Smart                               | Mr. Lawrence       | 12 de outubro de 2019 28 de outubro de 2019 31 de outubro de 2019                                                                         | 325-1214                                  |
| Plankton vira um fantasma para roubar a fórmula secreta, mas precisa de algumas lições do Holandês Voador.                                                        |         | |                                          |                    | |                                           |
| 259b | 18b#33  | "Siri em Dose Dupla (BR)" "My Two Krabses" | Michelle Bryan                           | Andrew Goodman     | 18 de outubro de 2019 4 de março de 2020 18 de janeiro de 2021                                                                            | 325-1234                                  |
| O Sr. Sirigueijo se prepara para um encontro, mas Bob Esponja e Patrick dão a ele um pouco mais de ajuda do que ele precisa.                                      |         | |                                          |                    | |                                           |
| 260a | 19a#34  | "Toc Toc, Quem É? (BR)" "Knock Knock, Who's There?"                                                                                              | TBA                                      | TBA                | 14 de fevereiro de 2020 23 de abril de 2021 10 de julho de 2021 8 de novembro de 2021                                                     | 325-1244                                  |
| Bob Esponja entra na casa do Sr. Sirigueijo enquanto ele está fora e usa métodos extremos para não ser pego.                                                      |         | |                                          |                    | |                                           |
| 260b | 19a#35  | "Patrick Ama Lula (BR)" "O Patrick e a Lula (PT)" "Pat Hearts Squid"                                                                             | TBA                                      | TBA                | 14 de fevereiro de 2020 9 de julho de 2021 10 de julho de 2021 8 de novembro de 2021                                                      | 325-1241                                  |
| Lula Molusco é forçado a ficar na casa do Patrick, mas seu comportamento mandão afeta o Patrick mais do que ele queria.                                           |         | |                                          |                    | |                                           |
| 261a | 20a#36  | "Farol do Louie (BR)" "Louie do Farol (PT)" "Lighthouse Louie"                                                                                   | TBA                                      | TBA                | 7 de fevereiro de 2020 12 de fevereiro de 2020 18 de janeiro de 2021 28 de maio de 2021                                                   | 325-1239                                  |
| Bob Esponja limpa o farol da escola de pilotagem, onde encontra um companheiro fofo, mas desconfortável.                                                          |         | |                                          |                    | |                                           |
| 261b | 20b#37  | "A Praga do Soluço (BR)" "Hiccup Plague" | TBA                                      | TBA                | 6 de maio de 2020 10 de novembro de 2021 22 de abril de 2022 6 de março de 2023                                                           | 325-1233                                  |
| Ninguém na Fenda do Biquíni está a salvo de um caso de soluços contagiosos.                                                                                       |         | |                                          |                    | |                                           |
| 262a | 21a#38  | "Uma Cabana na Floresta (BR)" "Cabana nas Algas (PT)" "A Cabin in the Kelp"                                                                      | Michelle Bryan                           | Kaz                | 6 de setembro de 2019 12 de outubro de 2019 13 de fevereiro de 2019 25 de abril de 2020                                                   | 325-1242                                  |
| As amigas levam a Pérola para uma cabana na floresta para um fim de semana de pegadinhas.                                                                         |         | |                                          |                    | |                                           |
| 262b | 21b#39  | "O Desejo (BR)" "Desejos (PT)" "The Hankering"                                                                                                   | Alan Smart                               | Andrew Goodman     | 30 de novembro de 2019 14 de fevereiro de 2019 25 de abril de 2020                                                                        | 325-1243                                  |
| O Sr. Sirigueijo tem um gosto secreto por algo.... surpreendente.                                                                                                 |         | |                                          |                    | |                                           |
| 263a | 22a#40  | "Zoológico de Bolhas (BR)" "O Jardim Zoológico (PT)" "Who R Zoo?"                                                                                | Michelle Bryan & Tom Yasumi              | Mr. Lawrence       | 8 de fevereiro de 2020 17 de fevereiro de 2020 29 de fevereiro de 2020                                                                    | 325-1245                                  |
| Bob Esponja e Patrick criam seu próprio zoológico feito completamente de bolhas.                                                                                  |         | |                                          |                    | |                                           |
| 263b | 22b#41  | "Siri Quarentena (BR)" "Kwarantined Krab" | TBA                                      | TBA                | 6 de maio de 2020 11 de novembro de 2021 29 de abril de 2022 2 de agosto de 2021 (VOD, Paramount+) 10 de outubro de 2022 Nickelodeon (TV) | 325-1222                                  |
| O Siri Cascudo entra em quarentena de emergência, mas ninguém sabe quem está com a misteriosa doença.                                                             |         | |                                          |                    | |                                           |
| 264a | 23a#42  | "O Estagiário do Plankton (BR)" "Plankton's Intern"                                                                                              | TBA                                      | TBA                | 14 de fevereiro de 2020 30 de abril de 2021 13 de junho de 2021 15 de novembro de 2021                                                    | 325-1247                                  |
| Plankton precisa de ajuda para roubar a fórmula secreta, então ele contrata um estagiário que sabe mais sobre o Sr. Siriguejo do que qualquer outra pessoa.       |         | |                                          |                    | |                                           |
| 264b | 23b#43  | "A Birra do Patrick (BR)" "Patrick's Tantrum" | TBA                                      | TBA                | 14 de fevereiro de 2020 13 de junho de 2021 12 de novembro de 2021 25 de fevereiro de 2021                                                | 325-1254                                  |
| Patrick entra em um ataque destrutivo sempre que ouve um sino, então seus amigos o ajudam à sua maneira.                                                          |         | |                                          |                    | |                                           |
| 265a | 24a#44  | "A Conta do Robalo (BR)" "Bubble Bass's Tab" | TBA                                      | TBA                | 28 de fevereiro de 2020 9 de abril de 2021 15 de maio de 2021 16 de novembro de 2021                                                      | 325-1248                                  |
| Robalo não paga a conta depois de comprar comida no Siri Cascudo, então Sr. Sirigueijo envia Bob Esponja e Lula Molusco à sua casa para tentar fazê-lo pagar.     |         | |                                          |                    | |                                           |
| 265b | 24b#45  | "Cozinha Charmosa (BR)" "Kooky Cooks" | TBA                                      | TBA                | 28 de fevereiro de 2020 9 de abril de 2021 15 de maio de 2021 18 de novembro de 2021                                                      | 325-1253                                  |
| A Sra. Puff acha que o Sr. Sirigueijo é muito pão duro, então ele contrata Bob Esponja e Lula Molusco como garçons para impressioná-la.                           |         | |                                          |                    | |                                           |
| 266 | 25#46   | "Fuga do Mundo da Luva (BR)" "A Fuga do Mundo Luva (PT)" "Escape from Glove World"                                                               | Alan Smart & Tom Yasumi                  | Mr. Lawrence       | 18 de janeiro de 2020 16 de maio de 2020                                                                                                  | 325-1250 / 325-1251                       |
| Bob Esponja e Patrick são mandados para uma prisão nos túneis subterrâneos do Mundo da Luva, levando-os a uma fuga ousada.                                        |         | |                                          |                    | |                                           |
| 267a | 26a#47  | "Franquia Cascuda (BR) " "Krusty Koncessionaires"                                                                                                | Michelle Bryan                           | Andrew Goodman     | 1 de julho de 2020 7 de novembro de 2020 15 de janeiro de 2021 19 de novembro de 2021                                                     | 325-1246                                  |
| Seu Siriguejo, Bob Esponja e Lula Molusco vão a um grande show vender hambúrguer de siri para o público.                                                          |         | |                                          |                    | |                                           |
| 267b | 26b#48  | "Saltadores de Sonhos (BR) " "Dream Hoppers" | Alan Smart & Tom Yasumi                  | Andrew Goodman     | 1 de julho de 2020 7 de novembro de 2020 15 de janeiro de 2021 17 de novembro de 2021                                                     | 325-1257                                  |
| Bob Esponja sonha e consegue explorar as paisagens melodiosas dos sonhos de seus vizinhos enquanto eles dormem.                                                   |         | |                                          |                    | |                                           |

### 13.ª Temporada: 2020–2023
| |        | |                                |                  | |                              |
| #S | #T     | Título Título original                                                                                 | Diretores de animação          | Escrito por      | Estreia original | Cód. de produção             |
| 268a | 1a#1   | "Um Lugar para os Bichinhos" "A Place for Pets"                                                        | Alan Smart                     | Andrew Goodman   | 6 de agosto de 2020 13 de maio de 2021 17 de novembro de 2021                                                                  | 325-1252 (antigo) / 325-1301 |
| Quando os clientes trazem animais de estimação para o Siriguejo, o Sr. Siriguejo logo percebe que os animais de estimação são mais lucrativos do que os donos.                                                                                              |        | |                                |                  | |                              |
| 268b | 1b#2   | "Confinamento do Amor" "Lockdown for Love"                                                             | Alan Smart                     | Mr. Lawrence     | 16 de outubro de 2020 22 de outubro de 2020 14 de maio de 2021 18 de novembro de 2021                                          | 325-1302                     |
| Plâncton estraga outro encontro com Karen. |        | |                                |                  | |                              |
| 269a | 2a#3   | "No Pequeno Picadeiro" "Under the Small Top"                                                           | Alan Smart                     | Ben Gruber       | 16 de abril de 2021 9 de maio de 2021 19 de novembro de 2021                                                                   | 325-1303                     |
| A casa de Lula Molusco fica infestada com a chegada de um circo de pulgas que deveria ser entregue para Bob Esponja. |        | |                                |                  | |                              |
| 269b | 2b#4   | "Dia de Passar Mal" "Squidward's Sick Daze"                                                            | Alan Smart                     | Ben Gruber       | 16 de abril de 2021 9 de maio de 2021 22 de novembro de 2021                                                                   | 325-1304                     |
| Lula Molusco finge que está doente para não trabalhar, mas seu sofrimento começa quando Siriguejo manda Bob Esponja cuidar dele. |        | |                                |                  | |                              |
| 270a | 3a#5   | "Amendo Conchas" "Goofy Scoopers"                                                                      | Michelle Bryan                 | Andrew Goodman   | 28 de novembro de 2021 25 de fevereiro de 2022 13 de maio de 2022 28 de novembro de 2022                                       | 325-1306                     |
| Depois que a banda de robôs do Amendobobo é dispensada, Bob Esponja e Patrick embarcam na missão de reunir o grupo de volta. |        | |                                |                  | |                              |
| 270b | 3b#6   | "O Cachorro Patrick" "Pat the Dog"                                                                     | Alan Smart                     | Kaz              | 9 de julho de 2021 23 de novembro de 2021 26 de fevereiro de 2022                                                              | 325-1307                     |
| Patrick é mandado para o canil, por agir como um verme. |        | |                                |                  | |                              |
| 271a | 4a#7   | "Tem Narval na Frente" "Something Narwhal This Way Comes"                                              | Alan Smart                     | Mr. Lawrence     | 19 de novembro de 2021 24 de novembro de 2021 12 de fevereiro de 2022                                                          | 325-1305                     |
| Dois rostos conhecidos do passado de Bob Esponja visitam a Fenda do Biquíni, mas trazem um problema. |        | |                                |                  | |                              |
| 271b | 4b#8   | "G.O.R.O.R.O.B.A" "C.H.U.M.S"                                                                          | Andrew Overtoom                | Ben Gruber       | 19 de novembro de 2021 25 de novembro de 2021 19 de fevereiro de 2022                                                          | 325-1308                     |
| Plankton tenta roubar a fórmula secreta do hambúrguer de siri. |        | |                                |                  | |                              |
| 272 | 5#9    | "O Caminho para o Natal de Bob Esponja" "SpongeBob's Road to Christmas"                                | Michelle Bryan Andrew Overtoom | Kaz              | 10 de dezembro de 2021 19 de dezembro de 2022 21 de dezembro de 2022                                                           | 325-1309 / 325-1310          |
| Bob Esponja, Patrick e Plankton viajam ao Polo Norte para dar um presente ao Papai Noel. |        | |                                |                  | |                              |
| 273a | 6a#10  | "Batata Puff" "Potato Puff"                                                                            | Andrew Overtoom                | Danny Giovannini | 22 de abril de 2022 5 de setembro de 2022 16 de novembro de 2022                                                               | 325-1311                     |
| A nova professora substituta da senhora Puff dá a Bob Esponja um curso intensivo de direção. |        | |                                |                  | |                              |
| 273b | 6b#11  | "Muita Gordura" "There Will Be Grease"                                                                 | Andrew Overtoom                | Andrew Goodman   | 29 de abril de 2022 7 de setembro de 2022 16 de novembro de 2022                                                               | 325-1312                     |
| O Sr. Siriguejo e Plankton devem trabalhar juntos depois de descobrirem um poço de gordura milagrosa sob seus restaurantes. |        | |                                |                  | |                              |
| 274a | 7a#12  | "O Grande Robalo Mal" "The Big Bad Bubble Bass"                                                        | Andrew Overtoom                | Andrew Goodman   | 6 de maio de 2022 12 de setembro de 2022 17 de novembro de 2022                                                                | 325-1315                     |
| Karen conta o conto de fadas de um nerd tentando roubar uma figura de ação de seus três vizinhos. |        | |                                |                  | |                              |
| 274b | 7b#13  | "Clube Dos Que Não Suportam o Bob Esponja" "Sea-Man Sponge Haters Club"                                | Michelle Bryan                 | Luke Brookshier  | 6 de maio de 2022 14 de setembro de 2022 17 de novembro de 2022                                                                | 325-1317                     |
| Lula Molusco organiza um clube secreto de odiadores do Bob Esponja em sua casa. |        | |                                |                  | |                              |
| 275a | 8a#14  | "Cascudo Móvel" "Food PBFFT! Truck"                                                                    | Michelle Bryan                 | Luke Brookshier  | 13 de maio de 2022 11 de outubro de 2022 24 de novembro de 2022                                                                | 325-1313                     |
| Bob Esponja e Lula Molusco tentam vender hambúrgueres de siri em um food truck nas profundezas mais escuras do oceano. |        | |                                |                  | |                              |
| 275b | 8b#15  | "Meninas Chiques" "Upturn Girls"                                                                       | TBA                            | Danny Giovannini | 13 de maio de 2022 12 de outubro de 2022 2 de dezembro de 2022                                                                 | 325-1314                     |
| Pérola e Narlene passam um dia de baleias na cidade grande. |        | |                                |                  | |                              |
| 276a | 9a#16  | "Diga Awww!" "Say Awww!"                                                                               | TBA                            | Andrew Goodman   | 20 de maio de 2022 13 de outubro de 2022 22 de novembro de 2022                                                                | 325-1320                     |
| Frustrado por ser visto como fofo em vez de mau, Plankton constrói um robô para punir qualquer um que diga 'awww!'. |        | |                                |                  | |                              |
| 276b | 9b#17  | "Patrick, O Carteiro" "Patrick the Mailman"                                                            | Andrew Overtoom                | Luke Brookshier  | 20 de maio de 2022 14 de outubro de 2022 23 de novembro de 2022                                                                | 325-1321                     |
| Patrick esmaga o carteiro, então ele e Bob Esponja entregam a correspondência na Fenda do Biquíni. |        | |                                |                  | |                              |
| 277a | 10a#18 | "Capitão Pirralho" "Captain Pipsqueak"                                                                 | Michelle Bryan                 | Richard Pursel   | 22 de julho de 2022 14 de novembro de 2022 24 de novembro de 2022                                                              | 325-1318                     |
| Plankton se junta à Liga do "mal" em mais uma tentativa de roubar a fórmula secreta do Hambúrguer de Siri. |        | |                                |                  | |                              |
| 277b | 10b#19 | "Avião Para O Mar" "Plane to Sea"                                                                      | Michelle Bryan                 | Danny Giovannini | 22 de julho de 2022 15 de novembro de 2022 25 de novembro de 2022                                                              | 325-1322                     |
| Bob Esponja e Patrick levam Lula Molusco de avião para um resort tropical, mas suas travessuras infantis estragam a experiência de voo. |        | |                                |                  | |                              |
| 278a | 11a#20 | "Lulaferatu" "Squidferatu"                                                                             | Andrew Overtoom                | Mr. Lawrence     | 14 de outubro de 2022 16 de novembro de 2022 29 de outubro de 2023                                                             | 325-1316                     |
| Lula Molusco se aventura no castelo de Nosferatu após acidentalmente receber sua correspondência. |        | |                                |                  | |                              |
| 278b | 11b#21 | "A Viagem de Slappy" "Slappy Daze"                                                                     | Andrew Overtoom                | Mr. Lawrence     | 14 de outubro de 2022 17 de novembro de 2022 29 de outubro de 2023                                                             | 325-1325                     |
| O lacaio de Nosferatu, Slappy, mata algum tempo perto da Fenda do Bikini. |        | |                                |                  | |                              |
| 279a | 12a#22 | "A Fenda Binária" "Welcome to Binary Bottom" "(SpongeBob SquarePants Presents: The Tidal Zone)"        | Andrew Overtoom                | Mr. Lawrence     | 12 de janeiro de 2023 (SVOD, Paramount+) 13 de janeiro de 2023 25 de março de 2023 21 de maio de 2023                          | 325-1319 / 553               |
| Em uma realidade alternativa, a Fenda do Biquíni é inteiramente habitada por robôs. |        | |                                |                  | |                              |
| 279b | 12b#23 | "O Preço do Telefone" "You're Going to Pay...Phone" "(SpongeBob SquarePants Presents: The Tidal Zone)" | Michelle Bryan                 | Andrew Goodman   | 12 de janeiro de 2023 (SVOD, Paramount+) 13 de janeiro de 2023 25 de março de 2023 21 de maio de 2023                          | 325-1324 / 553               |
| O Sr. Sirigueijo instala um telefone público amaldiçoado no Siri Cascudo. |        | |                                |                  | |                              |
| 279c | 12c#24 | "Uma Ruga no Tempo" "A Skin Wrinkle in Time" "(SpongeBob SquarePants Presents: The Tidal Zone)"        | Michelle Bryan                 | Andrew Goodman   | 12 de janeiro de 2023 (SVOD, Paramount+) 13 de janeiro de 2023 25 de março de 2023 21 de maio de 2023                          | 325-1324 / 553               |
| O Vovô Pat viaja pelo tempo para chegar em casa. |        | |                                |                  | |                              |
| 280a | 13a#25 | "Abandonar Bobões" "Abandon Twits"                                                                     | TBA                            | Luke Brookshier  | 18 de novembro de 2022 19 de janeiro de 2023 (VOD, Philo) 20 de janeiro de 2023 16 de outubro de 2023                          | 325-1323                     |
| Bob Esponja e Lula Molusco constroem um barco para seu capitão mesquinho, Siriguejo. Nota: Pela primeira vez na história, a estreia mundial de um episódio do Bob Esponja foi exclusivamente no Brasil, sendo o único país a transmitir o episódio em 2022. |        | |                                |                  | |                              |
| 280b | 13b#26 | "Paredolândia" "Wallhalla"                                                                             | Andrew Overtoom                | Danny Giovannini | 12 de janeiro de 2023 (SVOD, Paramount+) 13 de janeiro de 2023 20 de janeiro de 2023 2 de agosto de 2023 17 de outubro de 2023 | 325-1326                     |
| Bob Esponja descobre um náufrago enlouquecido vivendo em suas paredes. |        | |                                |                  | |                              |
| 281a | 14a#27 | "Esponja Salgada" "The Salty Sponge"                                                                   | Andrew Overtoom                | Doug Lawrence    | 27 de janeiro de 2023 3 de agosto de 2023 18 de outubro de 2023                                                                | 325-1327                     |
| Bob Esponja trabalha na grelha do bar mais difícil da cidade. |        | |                                |                  | |                              |
| 281b | 14b#28 | "Karen, A Babá do Mancha" "Karen for Spot"                                                             | Andrew Overtoom                | Danny Giovannini | 3 de fevereiro de 2023 4 de agosto de 2023 19 de outubro de 2023                                                               | 325-1329                     |
| Karen cuida de Mancha enquanto Plankton sai da cidade. |        | |                                |                  | |                              |
| 282a | 15a#29 | "A Revolta do Dia da Árvore" "Arbor Day Disarray"                                                      | Michelle Bryan                 | Luke Brookshier  | 27 de junho de 2023 18 de setembro de 2023 20 de outubro de 2023                                                               | 325-1328                     |
| Sandy dá a seus amigos árvores especiais de água salgada, mas elas precisam de mais atenção do que ela esperava. |        | |                                |                  | |                              |
| 282b | 15b#30 | "A Fada do Crime" "Ain't That the Tooth"                                                               | Michelle Bryan                 | Danny Giovannini | 28 de junho de 2023 19 de setembro de 2023 23 de outubro de 2023                                                               | 325-1341                     |
| Bob Esponja e Patrick confundem um ladrão com a fada do dente. |        | |                                |                  | |                              |
| 283a | 16a#31 | "Folia da Mamãe e do Papai" "Ma and Pa's Big Hurrah"                                                   | Andrew Overtoom                | Kaz              | 10 de março de 2023 20 de setembro de 2023 24 de outubro de 2023                                                               | 325-1331                     |
| Quando os pais de Bob Esponja vêm visitá-los, sua sede de emoções é uma grande surpresa. |        | |                                |                  | |                              |
| 283b | 16b#32 | "Asfalto Amarelo" "Yellow Pavement"                                                                    | Michelle Bryan                 | Danny Giovannini | 17 de março de 2023 21 de setembro de 2023 25 de outubro de 2023                                                               | 325-1332                     |
| Você aprenderá tudo o que precisa para obter sua licença de navegação neste filme educativo sobre direção. |        | |                                |                  | |                              |
| 284a | 17a#33 | "A Floricultura" "The Flower Plot"                                                                     | Alex Conaway Jordy Judge       | Doug Lawrence    | 24 de março de 2023 22 de setembro de 2023 26 de outubro de 2023                                                               | 325-1333 / #1313             |
| O Balde de Lixo é substituído por uma floricultura com um novo proprietário encantador. |        | |                                |                  | |                              |
| 284b | 17b#34 | "Bob Esponja em Desfile" "SpongeBob's on Parade"                                                       | Andrew Overtoom                | Kaz              | 31 de março de 2023 25 de setembro de 2023 27 de outubro de 2023                                                               | 325-1335                     |
| O Siri Cascudo entra em um carro alegórico no desfile anual da Fenda do Biquíni. |        | |                                |                  | |                              |
| 285a | 18a#35 | "Entrega na Ilha dos Monstros" "Delivery to Monster Island"                                            | Michelle Bryan                 | Andrew Goodman   | 7 de abril de 2023 30 de agosto de 2023 30 de outubro de 2023                                                                  | 325-1337                     |
| Bob Esponja e Plankton devem trabalhar juntos para sobreviver em uma ilha de monstros mortais. |        | |                                |                  | |                              |
| 285b | 18b#36 | "Pedala, Patrick, Pedala" "Ride Patrick Ride"                                                          | TBA                            | Luke Brookshier  | 19 de junho de 2023 30 de agosto de 2023 31 de outubro de 2023                                                                 | 325-1334                     |
| Bob Esponja ensina Patrick a andar de bicicleta. |        | |                                |                  | |                              |
| 286a | 19a#37 | "Bolotas Defumadas e Picantes" "Hot Crossed Nuts"                                                      | Andrew Overtoom                | Danny Giovannini | 20 de junho de 2023 26 de setembro de 2023 1 de novembro de 2023                                                               | 325-1336                     |
| O lanche caseiro de Sandy faz sucesso no Siri Cascudo. |        | |                                |                  | |                              |
| 286b | 19b#38 | "Ouri-Sir e Caracol Bobol" "Sir Urchin and Snail Fail"                                                 | Michelle Bryan                 | Mr. Lawrence     | 21 de junho de 2023 27 de setembro de 2023 2 de novembro de 2023                                                               | 325-1338                     |
| A dupla de comediantes favorita de Bob Esponja e Patrick se desentenderam ao vivo na televisão. |        | |                                |                  | |                              |
| 287a | 20a#39 | "Amizadeversário" "Friendiversary"                                                                     | TBA                            | Kaz              | 22 de junho de 2023 28 de setembro de 2023 3 de novembro de 2023                                                               | 325-1339                     |
| Bob Esponja comemora o aniversário de sua amizade com Lula Molusco, mas este último, não. |        | |                                |                  | |                              |
| 287b | 20b#40 | "Curso de Música Obrigatória" "Mandatory Music"                                                        | Andrew Overtoom                | Luke Brookshier  | 26 de junho de 2023 29 de setembro de 2023 3 de novembro de 2023                                                               | 325-1340                     |
| A falta de talento de Lula Molusco o leva a uma aula de música ordenada pelo tribunal. |        | |                                |                  | |                              |
| 288a | 21a#41 | "Bobo Dick" "Dopey Dick"                                                                               | Michelle Bryan                 | Doug Lawrence    | 29 de junho de 2023 20 de novembro de 2023                                                                                     | 325-1330 / 325-1355          |
| Lula Molusco se junta a uma tripulação de marinheiros que caçam a grande água-viva branca. |        | |                                |                  | |                              |
| 288b | 21b#42 | "Plankton e o Pé de Feijão" "Plankton and the Beanstalk"                                               | Michelle Bryan                 | Doug Lawrence    | 17 de julho de 2023 20 de novembro de 2023                                                                                     | 325-1342                     |
| Plankton encontra um feijão mágico que o leva a uma terra de gigantes. |        | |                                |                  | |                              |
| 289a | 22a#43 | "Meu Amigo Hambúrguer" "My Friend Patty"                                                               | Andrew Overtoom                | Danny Giovannini | 18 de julho de 2023 21 de novembro de 2023                                                                                     | 325-1346                     |
| Bob Esponja faz amizade com um hambúrguer de siri senciente, cujo único desejo é ser comido. |        | |                                |                  | |                              |
| 289b | 22b#44 | "Sensaciocrível" "FUN-Believable"                                                                      | Michelle Bryan                 | Doug Lawrence    | 19 de julho de 2023 21 de novembro de 2023 22 de novembro de 2023                                                              | 325-1344                     |
| Rube apresenta um episódio onde ele explora curiosidades e atrações pouco conhecidas em torno da Fenda do Biquíni. |        | |                                |                  | |                              |
| 290a | 23a#45 | "A Espátula Divina" "Spatula of the Heavens"                                                           | TBA                            | Luke Brookshier  | 20 de julho de 2023 22 de novembro de 2023 23 de novembro de 2023                                                              | 325-1345                     |
| Bob Esponja embarca em uma jornada épica para ter sua amada espátula forjada por um lendário Guru. |        | |                                |                  | |                              |
| 290b | 23b#46 | "A Casinha do Gary" "Gary's Playhouse"                                                                 | Andrew Overtoom                | Kaz              | 7 de agosto de 2023 23 de novembro de 2023 24 de novembro de 2023                                                              | 325-1343                     |
| Bob Esponja constrói uma casa de caracóis do lado de fora para Gary brincar enquanto está no trabalho. |        | |                                |                  | |                              |
| 291a | 24a#47 | "Se Essa Piscina Fosse Minha" "Swimming Fools"                                                         | Michelle Bryan                 | Doug Lawrence    | 8 de agosto de 2023 24 de novembro de 2023 27 de novembro de 2023                                                              | 325-1348                     |
| Bob Esponja constrói uma piscina em seu quintal e Lula Molusco tenta resistir a dar um mergulho. |        | |                                |                  | |                              |
| 291b | 24b#48 | "O Poderoso Amendochefão" "The Goobfather"                                                             | Michelle Bryan                 | Luke Brookshier  | 9 de agosto de 2023 27 de novembro de 2023 28 de novembro de 2023                                                              | 325-1347                     |
| O Sr. Siriguejo deve contar com um novo funcionário depois que ele adiciona um novo prato ao cardápio do Siri Cascudo. |        | |                                |                  | |                              |
| 292a | 25a#49 | "Ataque dos Mexilhões" "SquidBird"                                                                     | Andrew Overtoom                | Danny Giovannini | 10 de agosto de 2023 28 de novembro de 2023 29 de novembro de 2023                                                             | 325-1349                     |
| Lula Molusco fica em apuros quando Bob Esponja e Patrick usam mexilhões para enviar mensagens um ao outro. |        | |                                |                  | |                              |
| 292b | 25b#50 | "Crise de Alergia" "Allergy Attack!"                                                                   | Michelle Bryan                 | Luke Brookshier  | 4 de outubro de 2023 (SVOD, Paramount+) 30 de outubro de 2023 29 de novembro de 2023 30 de novembro de 2023                    | 325-1350                     |
| Depois de cozinhar seu bilionésimo Hambúrguer de Siri, Bob Esponja acredita que desenvolveu uma alergia a eles. |        | |                                |                  | |                              |
| 293a | 26a#51 | "O Circo do Fracasso" "Big Top Flop"                                                                   | TBA                            | Kaz              | 4 de outubro de 2023 (SVOD, Paramount+) 31 de outubro de 2023 30 de novembro de 2023 1 de dezembro de 2023                     | 325-1351                     |
| Quando o circo chega à cidade e rouba seus clientes, o Sr. Siriguejo tenta sabotar o espetáculo. |        | |                                |                  | |                              |
| 293b | 26b#52 | "Sandy, nos Ajude!" "Sandy, Help Us!"                                                                  | Andrew Overtoom                | Doug Lawrence    | 4 de outubro de 2023 (SVOD, Paramount+) 1 de novembro de 2023 1 de dezembro de 2023                                            | 325-1352                     |
| Sandy passa o dia resolvendo os problemas de todos, apenas para voltar para casa e encontrar seu próprio problema monstruoso. |        | |                                |                  | |                              |

### 14.ª Temporada: 2023–2024
| |        | |                                |                            | |                                           |
| #S | #T     | Título Título original | Diretores de animação          | Escrito por                | Estreia original | Cód. de produção                          |
| 294a | 1a#1   | "Plankton Defesa" "Single Celled Defense"                                                                                               | Michelle Bryan                 | Danny Giovannini           | 2 de novembro de 2023 29 de abril de 2024                                                                                          | 325-1401                                  |
| Cansado de ser pisado, Plankton aprende autodefesa com Sandy. |        | |                                |                            | |                                           |
| 294b | 1b#2   | "O Melhor Para Puff" "Buff for Puff" | Michelle Bryan                 | Andrew Goodman             | 20 de novembro de 2023 30 de abril de 2024                                                                                         | 325-1402                                  |
| Siriguejo sai de sua casca e entra na academia depois que Larry o humilha na praia. |        | |                                |                            | |                                           |
| 295a | 2a#3   | "Nós Amamos o Hoops" "We ♥ Hoops" | Andrew Overtoom                | Kaz                        | 21 de novembro de 2023 1 de maio de 2024                                                                                           | 325-1403                                  |
| Bob Esponja e Patrick descobrem que seu integrante favorito da Turma da Alga é alguém familiar. |        | |                                |                            | |                                           |
| 295b | 2b#4   | "Bob Anchova" "SpongeChovy" | Michelle Bryan                 | Doug Lawrence              | 22 de novembro de 2023 2 de maio de 2024                                                                                           | 325-1404                                  |
| Acontece uma invasão dos anchovas quando todos na Fenda do Biquíni de repente começam a dizer "Meep". |        | |                                |                            | |                                           |
| 296a | 3a#5   | "Robalo pra Todo Lado" "BassWard" | TBA                            | Mike Bell                  | 23 de novembro de 2023 22 de julho de 2024                                                                                         | 325-1405                                  |
| Lula Molusco e Robalo são forçados a tolerar a companhia um do outro em uma viagem para a Cidade das Conchas. |        | |                                |                            | |                                           |
| 296b | 3b#6   | "A Caixa Lula-Boboca" "Squidiot Box" | Andrew Overtoom                | Luke Brookshier            | 5 de dezembro de 2023 (Paramount+) 12 de fevereiro de 2024 23 de julho de 2024                                                     | 325-1407                                  |
| Lula Molusco faz uma viagem dentro da caixa da imaginação e deve contar com a criatividade de Bob Esponja e Patrick para escapar. |        | |                                |                            | |                                           |
| 297a | 4a#7   | "Negócio de Família" "Blood is Thicker Than Grease"                                                                                     | Michelle Bryan                 | Luke Brookshier            | 21 de fevereiro de 2024 (Na Nicktoons, Sem Aviso Prévio) 15 De Julho De 2024 (Na Nickelodeon, Estreia Oficial) 24 de julho de 2024 | 325-1406                                  |
| A família de Plankton abre seu próprio restaurante... bem ao lado do Balde de Lixo. |        | |                                |                            | |                                           |
| 297b | 4b#8   | "Não Me Faça Rir" "Don't Make Me Laugh"                                                                                                 | TBA                            | Doug Lawrence              | 12 de fevereiro de 2024 25 de julho de 2024                                                                                        | 325-1408                                  |
| Bob Esponja de repente acha tudo engraçado, para irritação de todos. |        | |                                |                            | |                                           |
| 298a | 5a#9   | "Armãegedom" "Momaggedon" | Andrew Overtoom                | Mike Bell                  | 14 de fevereiro de 2024 6 de maio de 2024                                                                                          | 325-1409                                  |
| Os funcionários do Siri Cascudo ficam com preguiça quando suas mães assumem o controle do Siri Cascudo. |        | |                                |                            | |                                           |
| 298b | 5b#10  | "A Pedra de Estimação" "Pet the Rock"                                                                                                   | Michelle Bryan                 | Danny Giovannini           | 14 de fevereiro de 2024 7 de maio de 2024                                                                                          | 325-1410                                  |
| A nova pedra de estimação de Patrick chama a atenção de um colecionador de pedras travesso. |        | |                                |                            | |                                           |
| 299a | 6a#11  | "Surra de Tango" "Tango Tangle" | TBA                            | Doug Lawrence              | 20 de fevereiro de 2024 8 de maio de 2024                                                                                          | 325-1412                                  |
| Plankton e Karen têm aulas de dança e rapidamente se tornam os melhores da turma. |        | |                                |                            | |                                           |
| 299b | 6b#12  | "Necro-Nham-Nham-Nhamante" "Necro-Nom-Nom-Nom-I-Con"                                                                                    | Andrew Overtoom                | Luke Brookshier            | 26 de fevereiro de 2024 9 de maio de 2024                                                                                          | 325-1411                                  |
| Equipado com um livro de feitiços mágicos, Bob Esponja prepara o caos na cozinha do Siri Cascudo. |        | |                                |                            | |                                           |
| 300a | 7a#13  | "PL-1413" "PL-1413" | Michelle Bryan                 | Danny Giovannini           | 15 De Julho 2024 29 de julho de 2024                                                                                               | 325-1413                                  |
| Plankton viaja dois mil anos no futuro e encontra alguns rostos desconhecidos. |        | |                                |                            | |                                           |
| 300b | 7b#14  | "Rixa Caipira" "In the Mood to Feud" | TBA                            | Kaz                        | 16 De Julho De 2024 30 de julho de 2024                                                                                            | 325-1414                                  |
| Bob Esponja, Patrick e Sandy se encontram no meio de uma rivalidade de longa data entre os Narvais e os Plânctons. |        | |                                |                            | |                                           |
| 301a | 8a#15  | "De Lua!" "Mooned!" | Andrew Overtoom                | Andrew Goodman             | 17 De Julho 2024 31 de julho de 2024                                                                                               | 325-1415                                  |
| Bob Esponja quer pegar uma água-viva ultra-rara e conta com a ajuda do ex-campeão de pesca-viva, Kevin. |        | |                                |                            | |                                           |
| 301b | 8b#16  | "História Biruta" "Hysterically Historical"                                                                                             | Michelle Bryan                 | Danny Giovannini           | 18 De Julho 2024 1 de agosto de 2024                                                                                               | 325-1416                                  |
| Em uma visita ao museu, Bob Esponja e Patrick ensinam a Sandy tudo sobre a fascinante, mas questionável, história da Fenda do Biquíni. |        | |                                |                            | |                                           |
| 302–303 | 910#17 | "Acampamento do Terror" "Kreepaway Kamp"                                                                                                | Michelle Bryan Andrew Overtoom | Mike Bell Bobby Gaylor Kaz | 10 De Outubro De 2024 | 325-1417 / 325-1418 / 325-1419 / 325-1420 |
| Enquanto estão no Acampamento Coral para uma reunião, Bob Esponja e sua turma são perseguidos por uma figura misteriosa que se esconde nas sombras enquanto os campistas começam a desaparecer um por um.                                           |        | |                                |                            | |                                           |
| 304 | 11#18  | "Amarelo de Neve e as Sete Águas-Vivas" "Amarelo de Neve (Nickelodeon)" "Snow Yellow and the Seven Jellies" "Snow Yellow (Nickelodeon)" | Michelle Bryan Andrew Overtoom | Doug Lawrence              | 15 de outubro de 2024 (DVD) 10 de novembro de 2024 (SpongeBob TV) 11 de novembro de 2024 16 de novembro de 2024                    | 325-1421 / 325-1422                       |
| Este episódio é baseado no filme de animação de 1937, A Branca de Neve e os Sete Anões. Quando Amarelo de Neve é considerado o "mais quadrado de todos", a rainha má Karen busca reivindicar o título para si mesma por todos os meios necessários. |        | |                                |                            | |                                           |
| 305a | 12a#19 | "O Robalo Sujo" "Dirty Bubble Bass" | TBA                            | Luke Brookshier            | 22 De Julho De 2024 18 de novembro de 2024                                                                                         | 325-1423                                  |
| Robalo e Bolha Suja se unem para se tornarem o incômodo mais desagradável e nefasto da Fenda do Biquíni. |        | |                                |                            | |                                           |
| 305b | 12b#20 | "Sheldon Calça Quadrada" "Sheldon SquarePants"                                                                                          | Andrew Overtoom                | Andrew Goodman             | 23 De Julho De 2024 19 de novembro de 2024                                                                                         | 325-1424                                  |
| Plankton se junta à família Calça Quadrada na esperança de se aproximar de Bob Esponja (e da fórmula secreta). |        | |                                |                            | |                                           |
| 306 | 13#21  | "O Natal Caubói da Sandy e Bob Esponja" "Sandy's Country Christmas"                                                                     | TBA                            | Danny Giovannini           | 15 de outubro de 2024 (DVD) 2 de dezembro de 2024                                                                                  | 325-1425 / 325-1426                       |
| Quando um dos experimentos de Sandy dá errado, a família Bochechas se une para salvar o Natal na Fenda do Biquíni. |        | |                                |                            | |                                           |

### 15.ª Temporada: 2024–2025
| |        |                                                                         |                                           |                  | |                  |
| #S | #T     | Título Título original                                                  | Diretores de animação                     | Escrito por      | Estreia original | Cód. de produção |
| 307a | 1a#1   | "Sammy Limpatudo" "Sammy Suckerfish"                                    | Andrew Overtoom                           | Doug Lawrence    | 24 De Julho De 2024 20 de novembro de 2024 | 325-1427         |
| Quando o Siri Cascudo fica imundo, um peixe mágico ensina Bob Esponja a manter as superfícies com aparência elegante, lisa e rachada.                                                         |        |                                                                         |                                           |                  | |                  |
| 307b | 1b#2   | "Bob da Grande Liga" "Big League Bob"                                   | Michelle Bryan                            | Kaz              | 25 De Julho De 2024 21 de novembro de 2024 | 325-1428         |
| Bob Esponja está recrutando para cozinhar nas grandes ligas, mas primeiro, ele deve provar seu valor na cozinha de testes.                                                                    |        |                                                                         |                                           |                  | |                  |
| 308a | 2a#3   | "Lula Molúsico" "UpWard"                                                | TBA                                       | Andrew Goodman   | 15 de novembro de 2024 ⬆️ (Paramount+) 25 de novembro de 2024 3 de dezembro de 2024                                                                        | 325-1429         |
| Madame Upturn apresenta Lula Molusco e seus "talentos" musicais para seus amigos de alta classe depois que ela se torna sua patroa.                                                           |        |                                                                         |                                           |                  | |                  |
| 308b | 2b#4   | "Polvo Agitado Não Identificado" "Unidentified Flailing Octopus"        | Eric Bryan Michelle Bryan Andrew Overtoom | Doug Lawrence    | 15 de novembro de 2024 ⬆️ (Paramount+) 26 de novembro de 2024 5 de dezembro de 2024                                                                        | 325-1431         |
| Lula Molusco tenta provar que alienígenas não são reais... até que ele mesmo encontra um. |        |                                                                         |                                           |                  | |                  |
| 309a | 3a#5   | "Bob Azarado" "Bad Luck Bob"                                            | Michelle Bryan                            | Luke Brookshier  | 10 de novembro de 2024 ⬆️ (SpongeBob TV) 27 de novembro de 2024 9 de dezembro de 2024                                                                      | 325-1430         |
| Bob Esponja passa por uma fase de azar quando seu prendedor de gravata da sorte desaparece de repente.                                                                                        |        |                                                                         |                                           |                  | |                  |
| 309b | 3b#6   | "Aí Vem o João-Pestana" "The Sandman Cometh"                            | TBA                                       | Danny Giovannini | 10 de novembro de 2024 ⬆️ (SpongeBob TV/Nickelodeon) 28 de novembro de 2024 11 de dezembro de 2024                                                         | 325-1432         |
| Quando Patrick não consegue dormir, ele busca ajuda de um super-herói. |        |                                                                         |                                           |                  | |                  |
| 310a | 4a#7   | "A Disputa dos Biscoitos" "Biscuit Ballyhoo"                            | Michelle Bryan Eric Bryan Andrew Overtoom | Andrew Goodman   | 10 de novembro de 2024 ⬆️ (SpongeBob TV/Nickelodeon) 13 de dezembro de 2024 27 de janeiro de 2025                                                          | 325-1433         |
| Sandy e os escoteiros científicos vendem biscoitos para financiar uma viagem a Marte. Quando o Sr. Siriguejo e seus escoteiros Cascudos entram em ação, a coisa vira uma competição acirrada. |        |                                                                         |                                           |                  | |                  |
| 310b | 4b#8   | "Sobrevivente da Aula de Direção" "Student Driver Survivor"             | Michelle Bryan                            | Kaz              | 10 de novembro de 2024 ⬆️ (SpongeBob TV/Nickelodeon) 17 de dezembro de 2024 28 de janeiro de 2025                                                          | 325-1434         |
| Quando um concorrente ameaça fechar a autoescola da Sra. Puff, ela precisa contar com Bob Esponja para continuar no mercado.                                                                  |        |                                                                         |                                           |                  | |                  |
| 311a | 5a#9   | "Salsigerente" "Wiener Takes All"                                       | TBA                                       | Danny Giovannini | 10 de novembro de 2024 ⬆️ (SpongeBob TV/Nickelodeon) 19 de dezembro de 2024 29 de janeiro de 2025                                                          | 325-1435         |
| Cansado de fazer trabalho braçal no Siri Cascudo, Lula Molusco aceita um novo emprego como gerente da Cabana das Salsichinhas.                                                                |        |                                                                         |                                           |                  | |                  |
| 311b | 5b#10  | "Preso no Elevador" "Stuck in an Elevator"                              | Eric Bryan                                | Doug Lawrence    | 10 de novembro de 2024 ⬆️ (SpongeBob TV/Nickelodeon) 24 de dezembro de 2024 30 de janeiro de 2025                                                          | 325-1436         |
| Quando Lula Molusco fica preso em um elevador com Bob Esponja e Patrick, ele tenta escapar a tempo de devolver um livro da biblioteca quase atrasado.                                         |        |                                                                         |                                           |                  | |                  |
| 312a | 6a#11  | "Proteção a Teste-Lula" "Squidness Protection"                          | Michelle Bryan                            | Luke Brookshier  | 20 de novembro de 2024 ⬆️ (Paramount+) 3 de fevereiro de 2025 14 de fevereiro de 2025                                                                      | 325-1437         |
| A incrível nova vida de Lula Molusco no programa de proteção a testemunhas está ameaçada depois que Bob Esponja e Patrick descobrem seu paradeiro.                                            |        |                                                                         |                                           |                  | |                  |
| 312b | 6b#12  | "Sozinha no Domo" "Dome Alone"                                          | Eric Bryan                                | Andrew Goodman   | 20 de novembro de 2024 ⬆️ (Paramount+) 4 de fevereiro de 2025 14 de fevereiro de 2025                                                                      | 325-1438         |
| Presa em seu domo, Sandy suspeita que Plankton não está tramando nada de bom e recruta Patrick para investigar                                                                                |        |                                                                         |                                           |                  | |                  |
| 313a | 7a#13  | "Gary Desconfiado" "Wary Gary"                                          | Eric Bryan                                | Danny Giovannini | 20 de novembro de 2024 ⬆️ (Paramount+) 5 de fevereiro de 2025 21 de fevereiro de 2025                                                                      | 325-1439         |
| Bob Esponja faz de tudo para enganar Gary e fazê-lo ir ao veterinário. |        |                                                                         |                                           |                  | |                  |
| 313b | 7b#14  | "Preso" "Pinned"                                                        | Michelle Bryan                            | Mike Bell        | 20 de novembro de 2024 ⬆️ (Paramount+) 6 de fevereiro de 2025 21 de fevereiro de 2025                                                                      | 325-1440         |
| Bob Esponja fica desesperado quando acidentalmente fica preso sob seu equipamento de ginástica e precisa esperar a ajuda chegar.                                                              |        |                                                                         |                                           |                  | |                  |
| 314a | 8a#15  | "Empório das Pegadinhas do Jeffy T" "Jeffy T's Prankwell Emporium"      | Michelle Bryan                            | Danny Giovannini | 28 de fevereiro de 2025 12 de maio de 2025 | 325-1441         |
| O pai brincalhão de Lula Molusco o visita e traz todo tipo de bugigangas (para o desprazer de Lula Molusco).                                                                                  |        |                                                                         |                                           |                  | |                  |
| 314b | 8b#16  | "Sabor de Plankton" "A Taste of Plankton"                               | Eric Bryan                                | Luke Brookshier  | 28 de fevereiro de 2025 13 de maio de 2025 | 325-1442         |
| Plankton tenta experimentar a fórmula secreta grudando-se na língua de Bob Esponja. |        |                                                                         |                                           |                  | |                  |
| 315a | 9a#17  | "Inteligência Espertartificial" "Smartificial Intelligence"             | Michelle Bryan                            | Andrew Goodman   | 7 de março de 2025 14 de maio de 2025 | 325-1443         |
| Perch Perkins luta por seu emprego depois de ser demitido e substituído por um âncora robô.                                                                                                   |        |                                                                         |                                           |                  | |                  |
| 315b | 9b#18  | "Brigada do Bob" "Firehouse Bob"                                        | Michelle Bryan                            | Kaz              | 7 de março de 2025 15 de maio de 2025 | 325-1444         |
| Bob Esponja, Patrick e Lula Molusco sentem o calor quando se tornam bombeiros voluntários. |        |                                                                         |                                           |                  | |                  |
| 316a | 10a#19 | "Papinha Plankton" "Pablum Plankton"                                    | Eric Bryan                                | Doug Lawrence    | 14 de março de 2025 16 de maio de 2025 | 325-1445         |
| Plankton vence um concurso de "bebê mais fofo" e se torna o rosto de uma marca de comida para bebês.                                                                                          |        |                                                                         |                                           |                  | |                  |
| 316b | 10b#20 | "Bob Musa Modelo Quadrada" "MuseBob ModelPants"                         | Michelle Bryan                            | Mike Bell        | 14 de março de 2025 13 de agosto de 2025 | 325-1446         |
| Quando o retrato único de Bob Esponja feito por Lula Molusco conquista o mundo da arte, ele não tem escolha a não ser produzir mais.                                                          |        |                                                                         |                                           |                  | |                  |
| 317a | 11a#21 | "Entrega Do Caos" "Delivery of Doom"                                    | Michelle Bryan                            | Danny Giovannini | 🌎 22 de março de 2025 ⬆️ (Amazon, iTunes, Google Play, VOD, Fandango at Home e Microsoft Store) 8 de maio de 2025 6 de junho de 2025 13 de agosto de 2025 | 325-1447         |
| Bob Esponja é desafiado pelo E.V.I.L a fazer uma entrega em seu esconderijo secreto em 10 minutos ou menos.                                                                                   |        |                                                                         |                                           |                  | |                  |
| 317b | 11b#22 | "Meu Pai, o Barco" "My Father the Boat"                                 | Eric Bryan                                | Doug Lawrence    | 🌎 22 de março de 2025 ⬆️ (Amazon, iTunes, Google Play, VOD, Fandango at Home e Microsoft Store) 8 de maio de 2025 6 de junho de 2025 13 de agosto de 2025 | 325-1449         |
| Quando o Sr. Siriguejo fica preso dentro do novo barco de Pérola, ele deve fingir ser o motor para não ser pego.                                                                              |        |                                                                         |                                           |                  | |                  |
| 318a | 12a#23 | "Quem Tem Medo do Sr. Garras?" "Who's Afraid of Mr. Snippers?"          | TBA                                       | TBA              | 13 de junho de 2025 TBA | 325-1448         |
| Lula Molusco e Plankton se juntam para fazer sua própria peça de teatro... e Bob Esponja é escalado como o vilão.                                                                             |        |                                                                         |                                           |                  | |                  |
| 318b | 12b#24 | "Um Peixe Chamado Sandy" "A Fish Called Sandy"                          | TBA                                       | TBA              | 13 de junho de 2025 TBA | 325-1450         |
| Sandy decide finalmente dar a si mesma guelras para que ela possa realmente experimentar a Fenda do Biquíni, mas elas vêm com um estranho efeito colateral.                                   |        |                                                                         |                                           |                  | |                  |
| 319a | 13a#25 | "Fazendo Onda" "Making Waves"                                           | TBA                                       | TBA              | 20 de junho de 2025 TBA | 325-1452         |
| Sr. Siriguejo e Plankton precisam aprender a conviver depois de naufragarem em uma ilha. |        |                                                                         |                                           |                  | |                  |
| 319b | 13b#26 | "Capitão Quasar: A Nova Interação" "Captain Quasar: The Next Iteration" | TBA                                       | TBA              | 20 de junho de 2025 TBA | 325-1451         |
| Bob Esponja e Molusquina tentam começar seu próprio fã-clube do Capitão Quasar depois de serem expulsos por Robalo.                                                                           |        |                                                                         |                                           |                  | |                  |

### 16.ª Temporada: 2025–
| |        |                                                 |                       |             |                         |                  |
| #S | #T     | Título Título original                          | Diretores de animação | Escrito por | Estreia original        | Cód. de produção |
| 320a | 1a#1   | "TBA" "Bizarro Bottom"                          | TBA                   | TBA         | TBA                     | 325-1501         |
| Bob Esponja adormece no ônibus e acaba em uma cidade estranha cheia de sósias da Fenda do Biquíni.                                                    |        |                                                 |                       |             |                         |                  |
| 320b | 1b#2   | "TBA" "Squidward's Tough Break"                 | TBA                   | TBA         | TBA                     | 325-1502         |
| Depois que Lula Molusco perde a memória, ele adota uma nova personalidade de durão.                                                                   |        |                                                 |                       |             |                         |                  |
| 321a | 2a#3   | "TBA" "Curse of the WereDoodle"                 | TBA                   | TBA         | TBA                     | 325-1503         |
| Bob Rabisco morde Bob Esponja, transformando-o em uma criatura rabisco.                                                                               |        |                                                 |                       |             |                         |                  |
| 321b | 2b#4   | "TBA" "Gorilla Suit Day"                        | TBA                   | TBA         | TBA                     | 325-1504         |
| Bob Esponja se veste para o Dia do Traje de Gorila e é confundido com um gorila de verdade.                                                           |        |                                                 |                       |             |                         |                  |
| 322a | 3a#5   | "TBA" "Exchange Student Driver"                 | TBA                   | TBA         | TBA                     | 325-1505         |
| A Sra. Puff envia Bob Esponja para uma escola de direção em Klopnod.                                                                                  |        |                                                 |                       |             |                         |                  |
| 322b | 3b#6   | "TBA" "The Kreepy Krab"                         | TBA                   | TBA         | TBA                     | 325-1506         |
| Slappy traz suas sensibilidades macabras para o Siri Cascudo quando ele é contratado lá como garçom.                                                  |        |                                                 |                       |             |                         |                  |
| 323–324 | 45#7   | "TBA" "SpongeBob & Patrick's Timeline Twist-up" | TBA                   | TBA         | 27 de junho de 2025 TBA | TBA              |
| Quando o armário do tempo de Patrick quebra, a história de Bob Esponja é reescrita por intrusos viajantes do tempo.                                   |        |                                                 |                       |             |                         |                  |
| 325a | 6a#8   | "TBA" "Laundro-Madness"                         | TBA                   | TBA         | TBA                     | 325-1511         |
| Lula Molusco passa um dia na lavanderia com seus companheiros da Fenda do Biquíni.                                                                    |        |                                                 |                       |             |                         |                  |
| 325b | 6b#9   | "TBA" "Hog Huntin"                              | TBA                   | TBA         | TBA                     | 325-1512         |
| Bob Esponja e Patrick devem rastrear o premiado porco-verme do Velho Jenkins.                                                                         |        |                                                 |                       |             |                         |                  |
| 326a | 7a#10  | "TBA" "SpongeBob TrashPants"                    | TBA                   | TBA         | TBA                     | 325-1513         |
| Bob Esponja limpa a Fenda do Biquíni. |        |                                                 |                       |             |                         |                  |
| 326b | 7b#11  | "TBA" "Krusty Kafeteria"                        | TBA                   | TBA         | TBA                     | 325-1514         |
| A equipe do Siri Cascudo assume o comando do refeitório da escola da Pérola.                                                                          |        |                                                 |                       |             |                         |                  |
| 327a | 8a#12  | "TBA" "The Haunted Bucket"                      | TBA                   | TBA         | TBA                     | TBA              |
| Bob Esponja e Patrick têm uma animada noite de Halloween no Balde de Lixo.                                                                            |        |                                                 |                       |             |                         |                  |
| 327b | 8b#13  | "TBA" "Go Fetch"                                | TBA                   | TBA         | TBA                     | TBA              |
| A bola favorita de Gary cai em uma vala cheia de monstros.                                                                                            |        |                                                 |                       |             |                         |                  |
| 328a | 9a#14  | "TBA" "Heart of Garbage"                        | TBA                   | TBA         | TBA                     | TBA              |
| Bob Esponja e Patrick precisam procurar Lula Molusco depois que o interior da casa dele se transforma em uma imensa selva de lixo.                    |        |                                                 |                       |             |                         |                  |
| 328b | 9b#15  | "TBA" "Near-Mint Plankton"                      | TBA                   | TBA         | TBA                     | TBA              |
| Em seu mais recente plano secreto, Plankton se disfarça de boneco colecionável e acaba preso no porão do Robalo.                                      |        |                                                 |                       |             |                         |                  |
| 329a | 10a#16 | "TBA" "Pardon My Wand"                          | TBA                   | TBA         | TBA                     | TBA              |
| Bob Esponja consegue uma varinha mágica e acidentalmente causa um caos mágico por onde passa.                                                         |        |                                                 |                       |             |                         |                  |
| 329b | 10b#17 | "TBA" "Stupor-stition"                          | TBA                   | TBA         | TBA                     | TBA              |
| Na sexta-feira 13, as superstições extremas do Seu Siriguejo causam transtornos para todos ao seu redor.                                              |        |                                                 |                       |             |                         |                  |
| 330 | 11#18  | "TBA" "Pigskin Pearl"                           | TBA                   | TBA         | TBA                     | TBA              |
| Pérola se torna a estrela do time após entrar para o time de futebol americano da escola.                                                             |        |                                                 |                       |             |                         |                  |
| 331a | 12a#19 | "TBA" "The Green Tentacle"                      | TBA                   | TBA         | TBA                     | TBA              |
| Sandy pede a ajuda de Lula Molusco para curar sua árvore doente, mas os métodos alternativos de jardinagem dele a deixam com dor de cabeça.           |        |                                                 |                       |             |                         |                  |
| 331b | 12b#20 | "TBA" "Happy Krabby Birthday"                   | TBA                   | TBA         | TBA                     | TBA              |
| Bob Esponja e Lula Molusco procuram o presente de aniversário perfeito para o Seu Siriguejo.                                                          |        |                                                 |                       |             |                         |                  |
| 332a | 13a#21 | "TBA" "Karate Pals"                             | TBA                   | TBA         | TBA                     | TBA              |
| O grupo das Amigas (Sandy, Sra. Puff, Karen e Pérola) se tornam imparáveis depois que Sandy lhes ensina caratê. Logo, a cidade inteira entra na onda. |        |                                                 |                       |             |                         |                  |
| 332b | 13b#22 | "TBA" "Karen's Klatch"                          | TBA                   | TBA         | TBA                     | TBA              |
| Plankton se infiltra em uma festa que Karen organizou para seus amigos computadores, mas ela logo descobre seu plano.                                 |        |                                                 |                       |             |                         |                  |

### 17.ª Temporada: TBA–
A série animada de grande sucesso “Bob Esponja Calça Quadrada” foi renovada para a 17ª temporada, pela Nickelodeon, em 8 de fevereiro de 2025. Ainda não foi confirmado quantos episódios de meia-hora esta temporada consistirá. Uma data de lançamento oficial ainda não foi anunciada, mas está prevista para começar em 2026.

## Curtas
Os shorts seguintes foram formatados como episódios regulares, mas não foram liberados em continuidade com o resto da série. "Férias de Sandy em Ruínas" foi confirmado como episódio 161a da Temporada 8, e estreou na televisão na metade de 2012 no Brasil.
| Título                                              | Escrito por                                 | Estreia Original                                          |
| --------------------------------------------------- | ------------------------------------------- | --------------------------------------------------------- |
| The Endless Summer Verão Sem Fim                    | Desconhecido                                | 20 de junho de 2005 (TV) 7 de fevereiro de 2006 (Online)  |
| Sandy's Vacation in Ruins Férias da Sandy em Ruínas | Casey Alexander, Zeus Cervas, Dani Michaeli | 12 de novembro de 2011(Online) 5 de maio de 2012 (TV)     |
| Spongebob SquarePants                               |                                             | 6 de julho de 2016 (Online) (UK) 19 de Julho de 2018 (🇵🇹) |

## Cenas deletadas
Quatro episódios de Bob Esponja possuem cenas deletadas, nas quais podem ser encontradas no YouTube com o áudio em inglês, com exceção dos episódios "Delonga", em que a cena deletada permanece no Brasil e "Bob Lula Calça Tentáculos", cuja cena permanece em Brasil, Austrália, União Europeia (Europa), Canadá, Ásia e o resto da América Latina.
| T | Episódio | Episódio | Episódio                                                                                        | Países com a Cena                                          |
| T | #S       | #T       | Título                                                                                          | Países com a Cena                                          |
| - | -------- | -------- | ----------------------------------------------------------------------------------------------- | ---------------------------------------------------------- |
| 2 | 37a      | 17a      | Delonga (BR) / Adiar (PT) Procrastination                                                       | Brasil                                                     |
| 3 | 43a      | 3a       | Só Uma Mordida (BR) / Apenas Uma Dentada (PT) Just One Bite                                     | Canadá                                                     |
| 3 | 50b      | 10b      | Vídeo de Treinamento do Siri Cascudo (BR) / Vídeo de Preparação (PT) Krusty Krab Training Video | Nenhum                                                     |
| 4 | 68b      | 8b       | Bob Lula Calça Tentáculos (BR) / SpongeBob TentáculoPants (PT) SpongeBob TentaclePants          | União Europeia Brasil Canadá Austrália Ásia América Latina |

## Polêmica e boato
No episódio I Was a Teenage Gary, Bob Esponja se transforma em um caracol durante uma cena após tomar uma injeção de plasma de caracol e em seguida ele começa a correr atrás de Lula Molusco em sua casa, até que na correria, Lula Molusco também acaba injetado, seguindo-se uma transição de cena para outra onde ele já aparece transformado.
Existe uma polêmica de que havia uma cena entre essa transição que mostrava a transformação de Lula Molusco que foi exibida apenas no dia da estreia do episódio, pois ela assustou os telespectadores mais jovens, então a Nickelodeon decidiu eliminar a cena da história do desenho. Esse boato foi "quebrado" quando foi postada na internet uma gravação completa em VHS da exibição desse episódio no dia da estreia, onde mostrava que a cena não passava de um boato. Até hoje, no entanto, ainda há quem acredite que essa cena ainda seja real.